# Forças Armadas de Portugal
As Forças Armadas Portuguesas constituem as forças armadas nacionais da República Portuguesa. São a estrutura do Estado que tem como missão fundamental garantir a defesa militar de Portugal.
A sua estrutura compreende o Estado-Maior-General das Forças Armadas, os três ramos das Forças Armadas (Marinha, Exército e Força Aérea) e os órgãos militares de comando das Forças Armadas (Chefe do Estado-Maior-General das Forças Armadas e chefes dos estados-maiores dos ramos).
O Presidente da República é, por inerência, o comandante supremo das Forças Armadas Portuguesas. A condução da política respeitante às Forças Armadas e a sua administração superior compete ao Governo, sob a direção do primeiro-ministro. O ministro da Defesa Nacional é o membro do Governo com a responsabilidade política pela componente militar da Defesa Nacional e pelas capacidades, meios, prontidão e emprego das Forças Armadas. O Chefe do Estado-Maior-General das Forças Armadas é o principal conselheiro militar do ministro da Defesa Nacional e o chefe de mais elevada autoridade na hierarquia das Forças Armadas.
Para além da defesa militar do território de Portugal, fazem parte, das missões das Forças Armadas Portuguesas, a participação em missões militares internacionais (nomeadamente no âmbito da NATO, ONU e União Europeia), a execução de missões no exterior para salvaguarda da vida e dos interesses dos portugueses, a cooperação técnico-militar com países amigos (nomeadamente com os da CPLP), a cooperação com os serviços e forças de segurança no combate a ameaças transnacionais e a colaboração em missões de proteção civil.
Em 2023, Portugal figurou em 7ª lugar no Índice Global da Paz. Apesar de ter descido de posição - depois de ter chegado a ocupar o 2º lugar em 2020 - ainda se encontra entre os países considerados mais pacíficos do mundo, nomeadamente não havendo perceção da existência de ameaças sérias à sua segurança nacional, pelo menos até ao início do conflito na Ucrânia em 2022. Como tal e desde o final da Guerra Fria, as missões de defesa militar do território tinham vindo a ser secundarizadas, com a orientação do foco das Forças Armadas Portuguesas para as missões de serviço público não militares dentro do país e para missões multinacionais militares fora do país. De entre as operações militares no exterior mais recentes, destacam-se a participação das Forças Armadas Portuguesas na MINUSCA (República Centro-Africana), Operação Escudo do Oceano (Golfo de Adem), ISAF (Afeganistão), UNIFIL (Líbano), INTERFET (Timor-Leste), KFOR (Kosovo) e SFOR (Bósnia-Herzegovina). No âmbito da defesa do território da NATO contra a ameaça militar russa, as Forças Armadas Portuguesas têm vindo a participar nas operações de policiamento aéreo da Islândia e Países Bálticos, bem como na força de presença reforçada avançada na Roménia. Neste âmbito, passaram também a ser regulares as missões de monitorização e vigilância de navios de guerra russos,  navegando ao largo da costa de Portugal e dentro da sua zona económica exclusiva.
Os diversos órgãos, estabelecimentos e unidades das Forças Armadas encontram-se espalhados por todo o território português, tanto em Portugal continental como nos arquipélagos dos Açores e Madeira. As áreas Metropolitana de Lisboa e do Médio Tejo destacam-se contudo como as zonas de maior concentração de efetivos militares.
O serviço militar obrigatório em tempo de paz foi totalmente abolido em novembro de 2004, ficando as obrigações militares dos cidadãos portugueses limitadas à participação no Dia da Defesa Nacional, quando completem 18 anos de idade. Desde então, as Forças Armadas têm sido compostas inteiramente por militares profissionais, que prestam serviço como parte do quadro permanente ou nos regimes de contrato e voluntariado. Até ao início da década de 1990, o serviço militar prestado pelas mulheres limitava-se a algumas especialidades relacionadas com os serviços de saúde, mas desde então foi alargado a todas as áreas. Em 2022, as mulheres representavam cerca de 13% dos efetivos das Forças Armadas Portuguesas.

## Princípios e conceitos gerais

### A defesa nacional
Os conceitos de defesa nacional, de defesa militar e de segurança nacional são frequentemente confundidos, apesar de distintos à luz da doutrina portuguesa.
Assim, a defesa nacional é a atividade que tem como objetivos o de garantir a soberania do Estado, a independência nacional e a integridade do território de Portugal, bem como assegurar a liberdade e a segurança das populações e a proteção dos valores fundamentais de ordem constitucional contra ameaças externas. Assegura ainda o cumprimento dos compromissos internacionais do Estado no domínio militar, de acordo com o interesse nacional. A organização, a orientação, os conceitos e os objetivos da defesa nacional são definidos pela Lei de Defesa Nacional e pelo Conceito Estratégico de Defesa Nacional.
No que diz respeito à defesa militar, esta constitui a componente militar da defesa nacional, consistindo essencialmente na defesa contra agressões armadas vindas do exterior do país. A defesa militar do país está essencialmente a cargo das Forças Armadas.
A defesa militar não é contudo a única componente da defesa nacional. Esta é mais abrangente e inclui também componentes não militares, onde se podem incluir a segurança interna, a proteção civil e as defesas económica, ambiental e cultural da Nação.
A segurança nacional, por sua vez, consiste no estado de unidade, soberania e independência nacionais, de bem-estar e prosperidade da Nação, de unidade do Estado e normal desenvolvimento das suas tarefas, de liberdade de ação política dos órgãos de soberania e de regular funcionamento das instituições democráticas, no quadro constitucional. A garantia da segurança nacional constitui assim o objetivo a atingir pela estratégia e atividade de defesa nacional.

### As Forças Armadas
As Forças Armadas são um dos pilares essenciais da defesa nacional e têm como missão principal a de assegurar a defesa militar da Nação Portuguesa. Devem obediência aos órgãos competentes de soberania, de acordo com a Constituição e com a lei. Integram-se na administração direta do Estado, através do Ministério da Defesa Nacional.
Os órgãos do Estado com responsabilidade direta pela defesa nacional e pelas Forças Armadas são os seguintes:
- Presidente da República;
- Assembleia da República;
- Governo;
- Conselho Superior de Defesa Nacional.[4]

O ministro da Defesa Nacional é politicamente responsável pelo planeamento e execução da componente militar da política de defesa nacional, pela administração das Forças Armadas e pelos resultados do seu emprego.
Além dos órgãos anteriores, são responsáveis diretamente pelas Forças Armadas e pela componente militar da defesa nacional os seguintes:
- Chefe do Estado-Maior General das Forças Armadas (CEMGFA);
- Chefes do Estado-Maior da Armada (CEMA), do Exército (CEME) e da Força Aérea (CEMFA).[4]

Constituem órgão de consulta em matéria de defesa nacional os seguintes:
- Conselho de Chefes de Estado-Maior;
- Conselho Superior Militar.[4]

### Sistema de forças
O sistema de forças define o conjunto de capacidades que deverão existir para o cumprimento das missões das Forças Armadas. O sistema de forças das Forças Armadas engloba, por sua vez, os sistemas de forças de cada um dos seus três ramos.
O sistema de forças subdivide-se em duas componentes:
- Componente operacional: inclui o conjunto de meios e forças destinados a ser empregues operacionalmente. Inclui sobretudo elementos projetáveis, tais como fragatas, batalhões ou esquadras de voo, constituindo portanto a parte dinâmica do sistema de forças. Contudo, alguns órgãos de comando não projetáveis fazem também parte da componente operacional do sistema de forças;
- Componente fixa: inclui o conjunto de comandos, unidades, estabelecimentos, órgãos e serviços essenciais para a organização e apoio geral às Forças Armadas e respetivos ramos. Inclui apenas elementos não projetáveis, tais como instalações navais, quarteis ou bases aéreas, constituindo portanto a parte estática do sistema de forças.[4]

### Estrutura das Forças Armadas
A estrutura das Forças Armadas compreende
- O Estado-Maior-General das Forças Armadas (EMGFA);
- os três ramos das Forças Armadas: Marinha, Exército e Força Aérea;
- os órgãos militares de comando das Forças Armadas: CEMGFA, CEMA, CEME e CEMFA;
- os órgãos militares de conselho: Conselho de Chefes de Estado-Maior e conselhos superiores dos ramos.[4]

### Normas orientadoras
A organização, estratégia e atividade das Forças Armadas é definida e orientada principalmente pelas seguintes normas:
- Lei da Defesa Nacional (LDN): define os princípios gerais da defesa nacional, incluindo o conceito, a política e as responsabilidades dos diferentes órgãos do Estado no que diz respeito à defesa nacional, as funções e estrutura geral do Ministério da Defesa Nacional e das Forças Armadas, a participação dos cidadãos na defesa da Pátria e a situação de estado de guerra. A LDN é elaborada pela Assembleia da República e regularmente atualizada, estando a presente versão definida pela lei nº 31-A/2009;[5]
- Lei de Bases da Organização das Forças Armadas (LOBOFA): define a organização geral das Forças Armadas. A atual LOBOFA foi aprovada pela Assembleia da República através da lei orgânica nº 2/2021;[4]
- Lei de Programação Militar (LPM): estabelece o programa de investimento público nas Forças Armadas, em termos de armamento e equipamento. A atual LPM foi aprovada pela Assembleia da República, através da lei orgânica nº 1/2023;[11]
- Conceito Estratégico de Defesa Nacional (CEDN): constitui a componente da política de defesa nacional que define as prioridades do Estado em termos de defesa, de acordo com o interesse nacional. É elaborado pelo Governo e regularmente atualizado, sendo que a atual versão foi aprovada pelo Conselho de Ministros através da resolução nº 19/2013;[12]
- Conceito Estratégico Militar (CEM): subordinado ao CEDN, define os princípios conceptuais de atuação das Forças Armadas e as linhas mestras para a sua preparação, emprego e sustentação. É elaborado pelo Conselho de Chefes de Estado-Maior, aprovado pelo ministro da Defesa Nacional e confirmado pelo Conselho Superior da Defesa Nacional. O atual CEM foi aprovado em 2014.[5]

## História

### Origens
A história do que viriam a ser as atuais Forças Armadas Portuguesas começa ainda antes do estabelecimento de Portugal como um reino independente. No século XII, as forças do Condado Portucalense estão envolvidas nas campanhas de reconquista do território ocupado pelos mouros. As tropas portucalenses obtêm uma vitória estrondosa sobre os mouros, na Batalha de Ourique, travada a 24 de junho de 1128, sob a liderança de D. Afonso Henriques, no final da qual este é aclamado Rei de Portugal. Entretanto, as forças portuguesas lutam contra o Rei de Leão, até à obtenção do reconhecimento da independência de Portugal através do Tratado de Zamora, assinado a 5 de outubro de 1143.

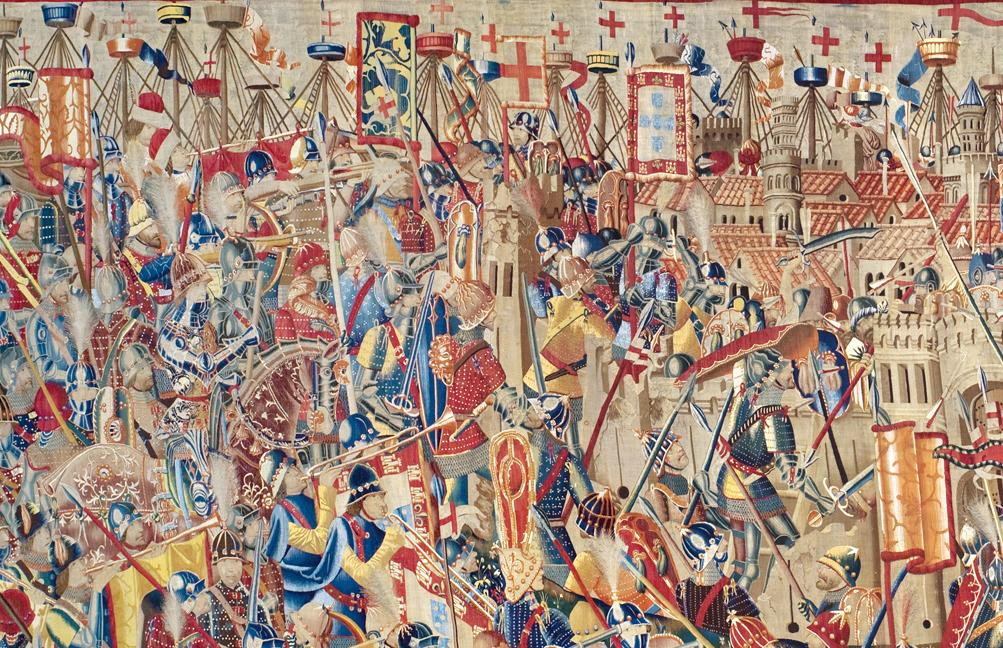
Assalto a Arzila, conduzido por forças navais e terrestres portuguesas comandadas pelo rei D. Afonso V, em 1471. Pormenor das Tapeçarias de Pastrana, século XV.

Desde muito cedo que Portugal dispôs de forças navais. Em 1180, ocorre a primeira batalha historicamente conhecida das forças navais portuguesas, quando uma esquadra comandada por D. Fuas Roupinho enfrenta e derrota uma esquadra muçulmana ao largo do Cabo Espichel. As forças navais portuguesas irão ser dotadas de uma organização permanente pelo rei D. Dinis I, ao nomear Manuel Pessanha como almirante de Portugal a 12 de dezembro de 1317, nascendo então a atual Marinha Portuguesa. Sendo o primeiro dos atuais ramos das Forças Armadas a ser criado como instituição permanente, a Marinha Portuguesa é também a mais antiga marinha do mundo com uma existência ininterrupta.
Durante todo o período medieval, as forças terrestres constituem a hoste, um agrupamento heterogéneo de diversos tipos de tropas, que apenas é reunida temporariamente para a realização de campanhas militares. Compõem-na forças do Rei, das ordens militares, dos senhores feudais e dos concelhos. A hoste portuguesa é geralmente comandada diretamente pelo Rei, ainda que ocasionalmente o mesmo delegue o comando num dos seus altos oficiais como o alferes-mor ou, mais tarde, o condestável. Depois de uma primeira tentativa falhada no reinado de D. Manuel I, as forças terrestres passam a dispor de uma organização permanente a partir do estabelecimento das Ordenanças pelo rei D. Sebastião I em 1570. Após a Restauração da Independência em 1640, o agora já denominado "Exército" é definitivamente organizado, passando e dispor de tropas de 1ª linha (tropas pagas), de 2ª linha (tropas auxiliares, mais tarde designadas "milícias") e de 3ª linha (ordenanças).

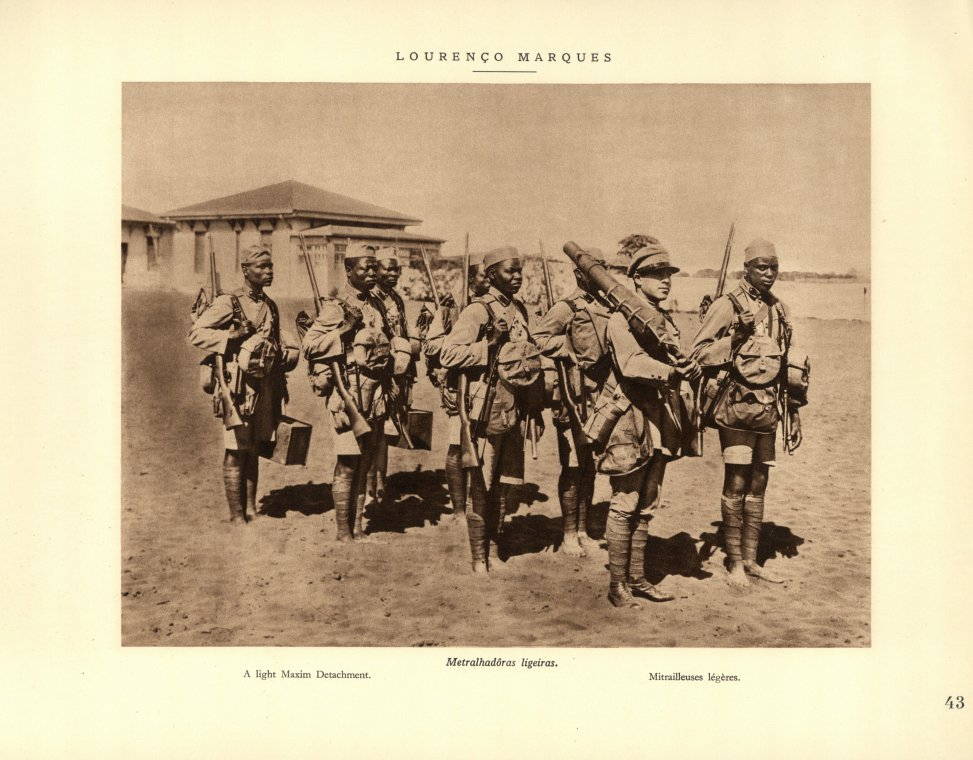
Forças Militares Coloniais de Moçambique, em 1929, que formavam então um dos três ramos militares de Portugal

A expansão portuguesa levará também ao desenvolvimento de forças militares locais nos diversos territórios ultramarinos portugueses. Apesar destas forças fazerem parte do conjunto dos exércitos da Coroa de Portugal (ocasionalmente designados "Exércitos de Sua Majestade") e de seguirem genericamente o modelo de organização do Exército do Portugal europeu, não fazem efetivamente parte da orgânica deste, constituindo antes forças separadas, subordinadas aos governadores dos diversos territórios, que, como comandantes destas eram designados "capitães-generais". Pela sua dimensão e importância, algumas das forças ultramarinas chegam mesmo a ser designadas "exércitos", como foram os casos do Exército do Brasil, do Exército da India e, mais tarde, do Exército da África Ocidental. A existência de exércitos separados na Europa (designado "Exército do Reino" ou "Exército de Portugal" e, a partir do final do século XIX, "Exército metropolitano") e no Ultramar (designado coletivamente "Exército ultramarino" ou "Exército colonial" e, no século XX, "Forças Militares Coloniais") irá manter-se até depois da Segunda Guerra Mundial. Depois de serem colocadas sob o comando do Exército metropolitano durante a Segunda Guerra Mundial, as Forças Militares Coloniais serão unificadas com este em 1949, só então surgindo verdadeiramente um único Exército Português.

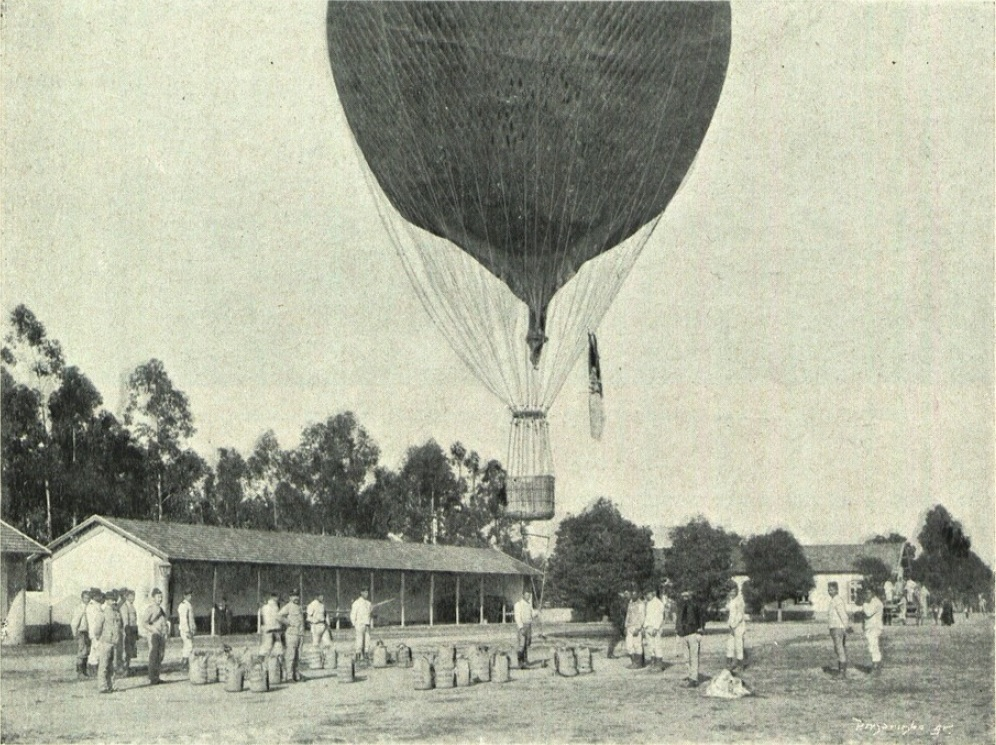
Uso de balões cativos na Escola Prática de Engenharia, durante a década de 1900, origem remota do que viria o futuro ramo aéreo das Forças Armadas Portuguesas

O que viria a ser o ramo aéreo das Forças Armadas Portuguesas tem as suas remotas origens na introdução do uso de balões de observação por parte do Exército, ainda no século XIX. Estes balões estão inicialmente integrados na Escola Prática de Engenharia, mas em 1911 é criada uma unidade própria para a sua operação, a Companhia de Aerosteiros. Para além de ser a primeira unidade militar portuguesa de aeronáutica, a Companhia de Aerosteiros torna-se também a primeira unidade de aviação ao receber os primeiros aviões em 1912. Em 1914, é estabelecida a Escola Militar de Aeronáutica para formação de aviadores do Exército e da Marinha. Em 1917, é criado o Serviço de Aviação da Armada, que se torna no Serviço de Aeronáutica Naval em 1918, ficando contudo mais conhecido como "Aviação Naval". Em 1918, no seio do Exército, é criado o Serviço Aeronáutico Militar, que passa a ter o estatuto de arma em 1924. Em 1937, a arma de aeronáutica ou Aeronáutica Militar sofre uma profunda reorganização e alargamento, passando a dispor de um comando-geral e de outros órgãos próprios, bem como uma cadeia de comando separada das forças terrestres do Exército. Com esta reorganização, ainda que se mantenha administrativamente como uma arma do Exército, a Aeronáutica Militar passa a dispor de um elevado grau de autonomia, adivinhando-se já a sua futura transformação num ramo separado.
No final da década de 1930, Portugal dispunha portanto de três ramos militares distintos (a Marinha, o Exército metropolitano - incluindo a semiautónoma Aeronáutica Militar - e as Forças Militares Coloniais). Estes ramos eram totalmente separados entre si, tanto administrativa como operacionalmente, dependo inclusivamente de diferentes departamentos governamentais (os ministérios da Marinha, da Guerra e das Colónias, respetivamente). Apesar de existirem alguns órgãos de Estado responsáveis pela coordenação política e estratégica da defesa nacional, não existiam órgãos de comando militar conjunto. Como tal, não existiam ainda as Forças Armadas Portuguesas, na sua forma de instituição organizada e unificada.
Perante as ameaças decorrentes da Guerra Civil de Espanha e da iminente Segunda Guerra Mundial, vários responsáveis militares e políticos defendem a necessidade do aprofundamento da coordenação entre os vários ramos militares. Chega a ser proposta a fusão dos ministérios militares num único Ministério da Defesa Nacional, que agruparia os subsecretariados de Estado da Marinha, da Guerra e do Ar (prevendo-se já transformação da Aeronáutica num ramo separado). Estas propostas esbarraram contudo com a oposição dentro de alguns meios militares, especialmente dentro da Marinha para a qual era prioritário manter a sua autonomia e o seu próprio ministério.

### Criação das Forças Armadas unificadas
As lições aprendidas com a Segunda Guerra Mundial e a integração de Portugal como membro fundador da Organização do Tratado do Atlântico Norte (NATO / OTAN) fizeram com que fossem ultrapassadas muitas das objeções à criação de um comando político e militar conjunto dos vários ramos militares, os quais começam também a aparecer já ocasionalmente designados conjuntamente como "Forças Armadas".

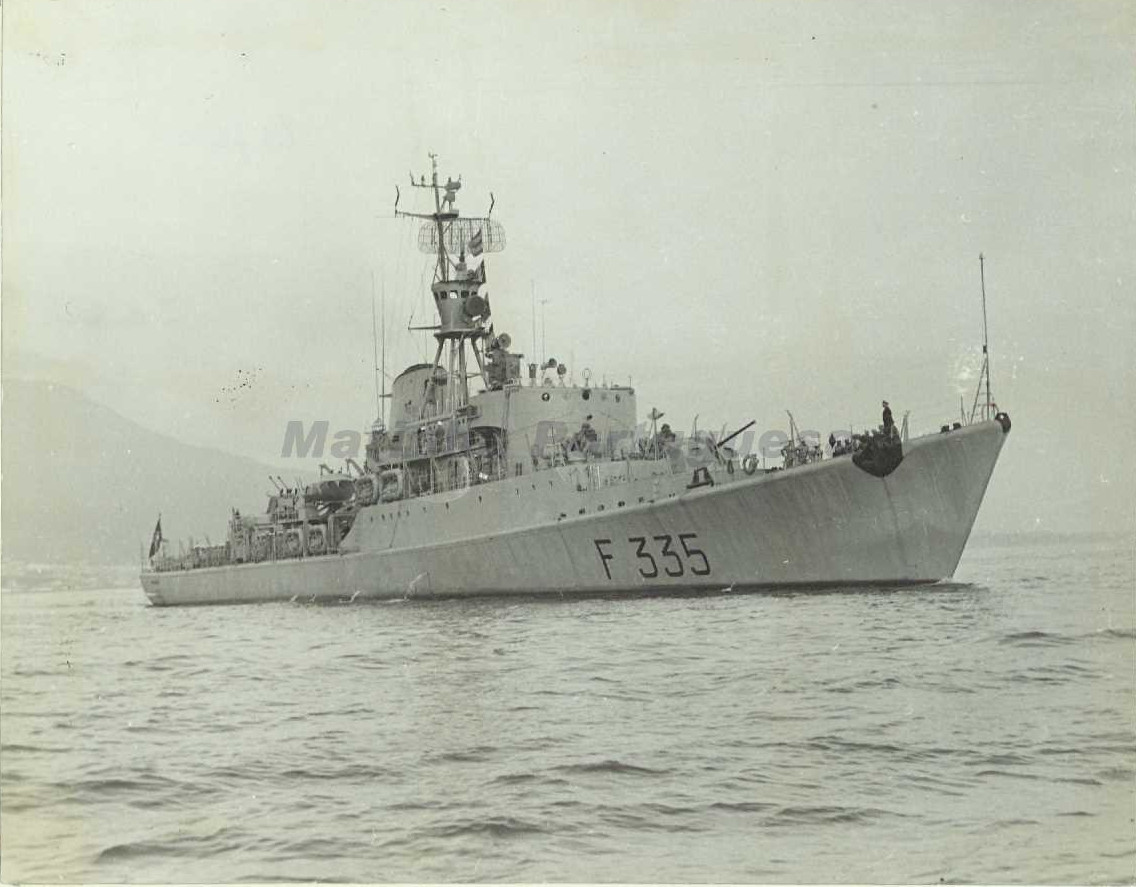
Fragata Pêro Escobar um dos navios recebidos no âmbito da modernização da Armada Portuguesa na década de 1950.

A criação, propriamente dita, das Forças Armadas Portuguesas como instituição ocorre com a publicação do Decreto-lei n.º 37 909, de 1 de agosto de 1950, que procede à alteração da estrutura do Governo, criando o cargo de ministro da Defesa Nacional, com a função de orientar e coordenar os três ramos das Forças Armadas (os já então existentes Armada e Exército, bem como a já prevista Força Aérea, só criada como ramo independente dois anos depois). O mesmo decreto criava também o cargo de chefe do Estado-Maior General das Forças Armadas (CEMGFA), que assumia as funções de chefe militar das Forças Armadas integradas, herdando a maioria das funções até aí atribuídas aos então extintos cargos de majores-generais da Armada e do Exército. O CEMGFA dirigia o Secretariado-Geral da Defesa Nacional (SGDN), que constituía o órgão de estudo e de execução do ministro da Defesa Nacional.
Permaneciam contudo ainda objeções, sobretudo políticas, relativamente à integração dos vários ramos e à criação de um ministério da Defesa unificado, sobretudo por parte da Marinha que pretendia manter a sua autonomia e que entendia que ela só seria garantida pela continuidade do Ministério da Marinha. A solução política de compromisso encontrada foi a de continuar a manter os existentes ministérios da Marinha e do Exército (até então designado "Ministério da Guerra"), criando o cargo de ministro da Defesa Nacional, mas não criando um ministério da Defesa. Assim, em vez dirigir o seu próprio ministério, o ministro da Defesa Nacional ficava integrado na organização da Presidência do Conselho de Ministros, dentro da qual dirigia uma estrutura designada "Departamento da Defesa Nacional" que agrupava o CEMGFA, o SGDN e o Subsecretariado de Estado da Aeronáutica (SEA). Nesta organização, o ministro da Defesa Nacional teria poderes de direção sobre a futura Força Aérea, através do SEA que lhe estava diretamente subordinado, mas só teria poderes de coordenação sobre a Marinha e o Exército, os quais continuariam a ser administrados pelos seus próprios ministros. O CEMGFA ainda não tinha ao seu dispor um órgão de estado-maior, o que só viria a acontecer bastantes anos mais tarde, com a transformação do SGDN no Estado-Maior-General das Forças Armadas (EMGFA).

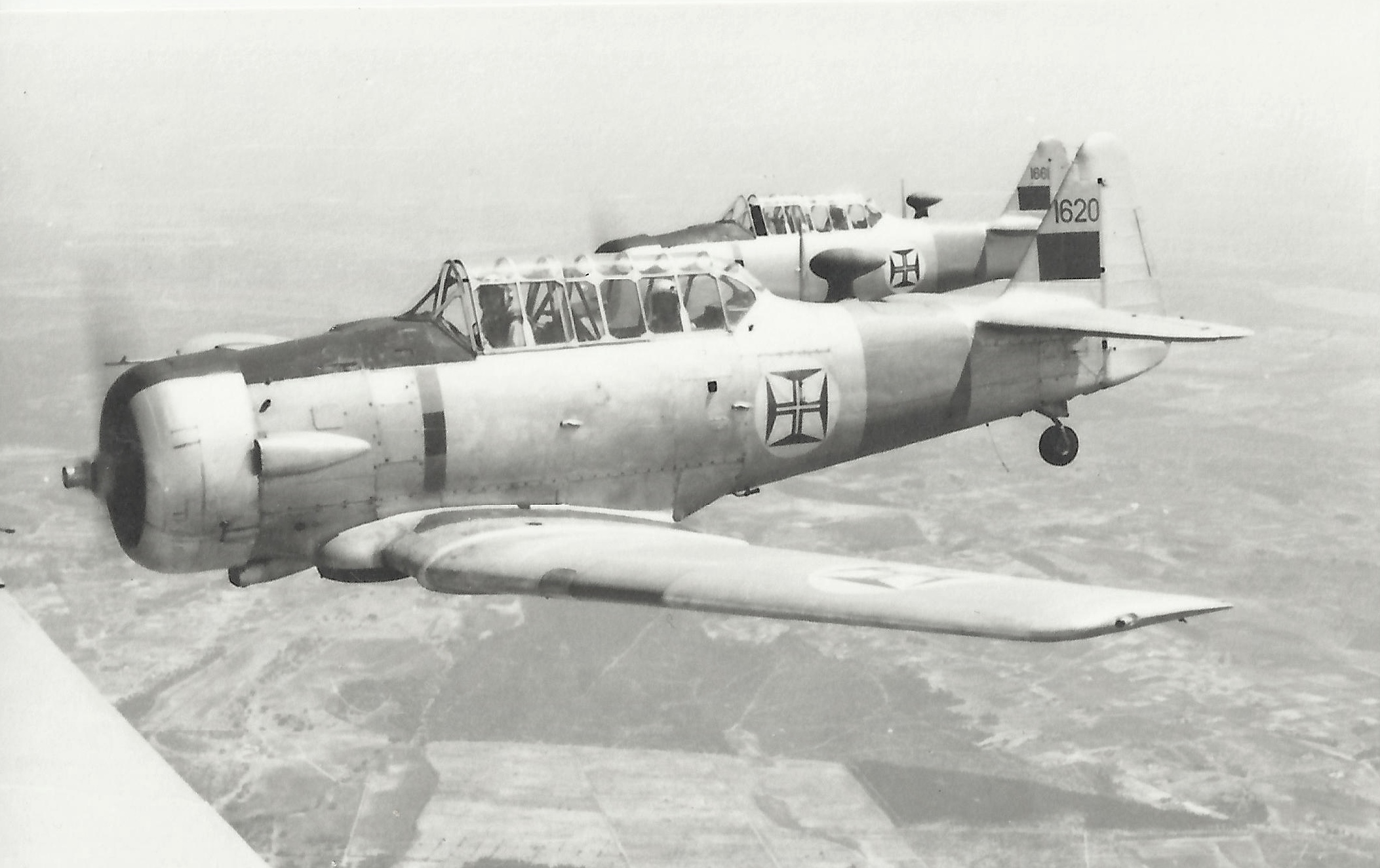
Instrução de pilotos da Força Aérea Portuguesa em aviões T-6, no início da década de 1960.

Apesar de todos os desafios, durante a década de 1950 e em pleno auge da Guerra Fria, são realizadas profundas reformas na defesa nacional e nas Forças Armadas, progredindo rapidamente a integração operacional dos seus vários ramos. Como parte desta integração, são nomeados a título permanente comandantes-chefes das Forças Armadas das várias províncias ultramarinas, com prerrogativas de comando unificado ou conjunto relativamente a forças pertencentes a mais do que um ramo das Forças Armadas estacionadas em cada província. Sobretudo a partir do início das campanhas do Ultramar, a estes comandantes-chefes serão atribuídas responsabilidades cada vez maiores, que culminarão no controle operacional total de todas as forças atribuídas ao respetivo teatro de operações, em detrimento dos comandantes locais dos vários ramos que passam a ter funções essencialmente logísticas.
Prevê-se também a formação dos oficiais dos três ramos das Forças Armadas numa academia militar unificada que seria instalada no Alfeite, junto à Base Naval de Lisboa. Contudo e apesar da então Escola do Exército ser reestruturada e transformada na Academia Militar em 1959, formando inicialmente os oficiais do Exército e Força Aérea, os planos para a mesma se tornar na única escola de oficiais das Forças Armadas acabariam por não ir avante, mantendo-se em funcionamento a Escola Naval para formação dos oficiais da Marinha e, anos mais tarde, sendo inclusive criada uma academia separada para a Força Aérea.
Em 1952, a Aeronáutica Militar torna-se no terceiro das Forças Armadas, ao separar-se totalmente do Exército. Ao mesmo tempo, é nela integrada a Aviação Naval, que no entanto ainda se mantém como uma organização própria, agora designada "Forças Aeronavais", continuando a ser constituída por pilotos e outro pessoal destacado da Marinha. Em 1956, o ramo aéreo passa a designar-se "Força Aérea Portuguesa", sendo nele completamente integradas as Forças Aeronavais em 1958. Em contraste com os restantes ramos, a Força Aérea fica na dependência direta do ministro da Defesa Nacional, que a dirige através do subsecretário de Estado da Aeronáutica, cargo este que tem a sua categoria aumentada em 1961, passando a secretário de Estado da Aeronáutica.
Durante a década de 1950, a prioridade e o principal esforço das Forças Armadas incidiu na sua preparação para combater no teatro de operações da Europa, na então previsível Terceira Guerra Mundial, ao lado dos aliados da NATO, contra as forças da União Soviética e dos seus aliados do bloco de Leste. A estratégia portuguesa dava uma especial ênfase à defesa dos Pirenéus, para impedir a invasão da Península Ibérica, que seria um dos últimos redutos ocidentais na Europa, caso as forças da NATO não conseguissem impedir um avanço soviético ao longo do continente. Não se previa então qualquer conflito relevante que viesse a ocorrer no Ultramar Português, ao ponto das guarnições de Angola e Moçambique terem sido reorganizadas de modo a poderem mobilizar e enviar contingentes militares que viessem reforçar as Forças Armadas no teatro europeu.

### Campanhas ultramarinas
Pouco tempo após a sua criação como instituição, as Forças Armadas Portuguesas têm que empenhar-se em diversas campanhas militares para fazer face aos conflitos que  deflagram em diversos territórios do Ultramar Português, primeiro na Ásia na década de 1950 e depois em África a partir da década de 1960.

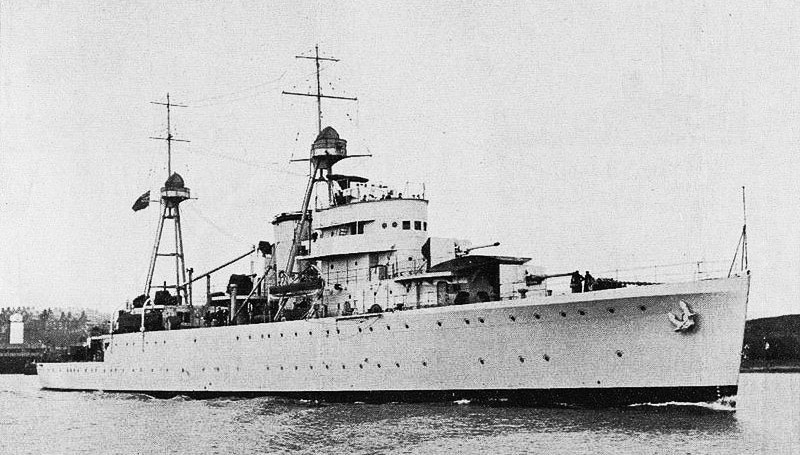
NRP Afonso de Albuquerque, destruído após combate de mais de uma hora com as forças navais indianas que tentavam penetrar no porto de Mormugão, como parte da invasão de Goa.

Os primeiros conflitos surgiram no Estado Português da Índia, então composto pelos distritos geograficamente não contíguos de Goa (incluindo a ilha de Angediva), de Damão (incluindo os exclaves de Dadrá e Nagar Aveli) e de Diu (incluindo os exclaves de Gogolá e Simbor). Os conflitos foram fomentados pela República da Índia, com o objetivo de de anexar aqueles territórios portugueses, por si reivindicados desde que se havia formado como União Indiana em 1947. Entre julho e agosto de 1954, militantes armados pró-Índia, apoiados pelas forças de segurança indianas, invadem e ocupam Dadrá e Nagar Aveli (exclaves do distrito de Damão, totalmente encravados em território Indiano), causando a morte do subchefe Aniceto do Rosário da Polícia do Estado da Índia Portuguesa. Perante a ameaça indiana, as praticamente inexistentes forças militares na Índia Portuguesa são reforçada com tropas enviadas da Metrópole, de Angola e de Moçambique, com o seu governador-geral assumindo a função de comandante-chefe das Forças Armadas da Índia Portuguesa, com exercício do comando unificado sobre as respetivas forças terrestre e navais (não existiam forças aéreas). A República da Índia prossegue ações de guerra híbrida contra os territórios portugueses, organizando satiagraas (tentativas de invasão por militantes disfarçados de civis desarmados), ataques armados a postos fronteiriços e uma campanha de atentados terroristas no interior de Goa. A ação da Polícia e das Forças Armadas Portuguesas, bem como a falta de adesão da população local resultam no falhanço daquelas ações. Este falhanço levará a República da Índia a decidir-se por um ataque convencional em força, que virá a ser efetivado com a invasão de Goa, Damão e Diu pelas Forças Armadas Indianas em dezembro de 1961. Enfrentando forças terrestres, aéreas e navais esmagadoramente superiores e após 36 horas de combate, o governador-geral e comandante-chefe, general Vassalo e Silva acaba por ordenar a rendição da guarnição portuguesa de Goa. As guarnições de Damão, de Diu e da ilha de Angediva conseguem repelir os ataques iniciais, mas acabam também por se render, ao se verem incapazes de resistir aos intensos bombardeamentos aéreos e navais indianos. Durante os combates, as forças portuguesas sofrem 30 mortos, 57 feridos e a destruição dos navios de guerra Afonso de Albuquerque e Vega, sendo capturados cerca de 3500 militares, que ficarão internados em campos de prisioneiros de guerra indianos durante seis meses.

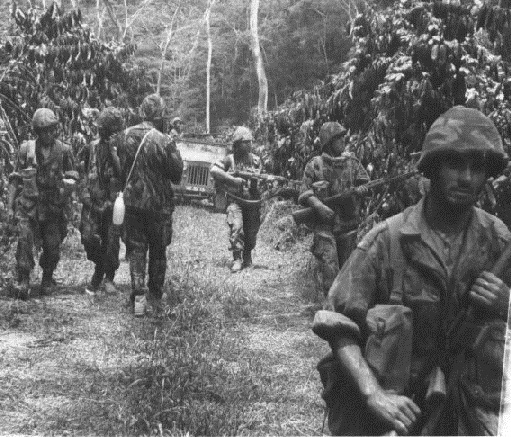
Caçadores especiais em progressão numa picada no meio da mata densa do Norte de Angola, 1961

O maior empenhamento das Forças Armadas vai contudo acontecer em África, entre 1961 e 1974, em vários conflitos que - do ponto de vista essencialmente português - são geralmente abordados como um único, referido como "Guerra do Ultramar" ou "Guerra Colonial". No âmbito da Guerra Fria e das lutas ideológicas entre os blocos ocidental e de Leste, surgem movimentos nacionalistas em vários territórios europeus de África que advogam a sua independência, em alguns casos espoletando conflitos armados para a obter. Até final da década de 1950, as várias potências europeias (Bélgica, França, Portugal e Reino Unido) mantiveram uma posição política comum de recusa dessas independências, ainda que pontualmente as tenham concedido a alguns territórios como o Gana em 1957 e a Guiné ex-francesa em 1958. Contudo e por diversos fatores internos e externos, no final da década, a Bélgica, a França e o Reino Unido invertem radicalmente a sua política, acabando por conceder a independência à maioria dos respetivos territórios africanos durante o ano de 1960, deixando Portugal isolado na sua posição política original. A independência de vários destes territórios resultou em confrontos civis, dos quais os do Congo ex-belga começaram a representar uma séria ameaça à segurança da região do Norte de Angola com o qual partilhava fronteira. Durante anos, a África portuguesa ficara imune aos conflitos que assolavam o resto do continente, mas entretanto começam também aí a surgir os primeiros movimentos independentistas. No entanto, a posição oficial de Portugal manteve-se sendo a de que os seus territórios africanos não eram colónias, mas sim províncias ultramarinas, as quais faziam parte integrante do país tal e qual as suas províncias europeias. Como tal, não havia justificação para serem independentes. O antagonismo entre a posição das autoridades portuguesas e a de vários dos movimentos independentistas acabará por resultar em conflitos armados, que surgem primeiro em Angola em 1961, depois na Guiné Portuguesa (atual Guiné-Bissau) em 1963 e finalmente em Moçambique em 1964. Os conflitos revestem essencialmente o caráter de luta de guerrilha, levada a cabo por vários movimentos armados, a maioria de doutrina marxista, apoiados sobretudo pela União Soviética e cooperando entre si sob a égide da CONCP, mas surgindo também alguns não marxistas simpatizantes dos EUA. Estes movimentos consistiam na União dos Povos de Angola (UPA) - depois transformada na Frente Nacional de Libertação de Angola (FNLA) - no Movimento Popular de Libertação de Angola (MPLA), na União Nacional para a Independência Total de Angola (UNITA), na Revolta de Leste (RDL) e na Frente de Libertação do Enclave de Cabinda (FLEC) em Angola, no Partido Africano para a Independência da Guiné e Cabo Verde (PAIGC) e na Frente de Libertação e Independência Nacional da Guiné (FLING) na Guiné e na Frente de Libertação de Moçambique (Frelimo) em Moçambique. Sobretudo em Angola, as fortes divergências políticas entre alguns destes movimentos fez com que os mesmos tenham entrado também em conflito entre si, muitas vezes relegando para segundo plano o combate contra as autoridades portuguesas.

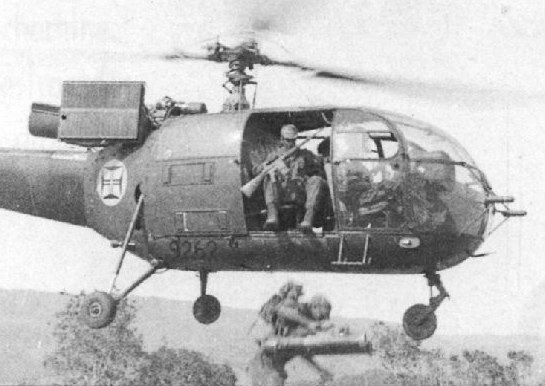
Paraquedistas saltam de um helicóptero Alouette III da Força Aérea, durante um heliassalto em Angola, início da década de 1960.

Durante 13 anos, as Forças Armadas Portuguesas conseguem desenvolver uma campanha militar alargada em três diferentes territórios, afastados milhares de quilómetros entre si e da Metrópole europeia. Isto foi conseguido com um apoio externo reduzido, em contraste com os movimentos independentistas que foram fortemente apoiados pelos países do bloco de Leste e mesmo por diversos países do bloco ocidental.
Em 1961, ainda com conflito a decorrer apenas em Angola, as Forças Armadas têm naquela província e nas da Guiné e Moçambique, um efetivo total de 49 422 militares, dos quais cerca de 82% de origem metropolitana e os restantes de origem local. Em 1973, quase no final do conflito, o efetivo total era de 149 090 militares, havendo a percentagem dos de origem de metropolitana sido reduzida para cerca 59% de a dos de origem local aumentada para cerca de 41%, sendo que em Moçambique o número de militares recrutados localmente era já superior ao número de militares metropolitanos. Para além dos milhares de homens, nestas campanhas e pela primeira vez na história militar de Portugal, existiu a participação ativa de mulheres em operações militares, através do empenhamento das enfermeiras paraquedistas da Força Aérea. Durante os 13 anos de conflito, as Forças Armadas sofreram 9383 mortos, entre militares metropolitanos e de origem local, a grande maioria pertencentes ao Exército (8612), mas também alguns pertencentes à Força Aérea (511) e à Armada (260). Registou-se ainda a morte de 1042 elementos da Polícia de Segurança Pública, das milícias e de outras forças paramilitares.

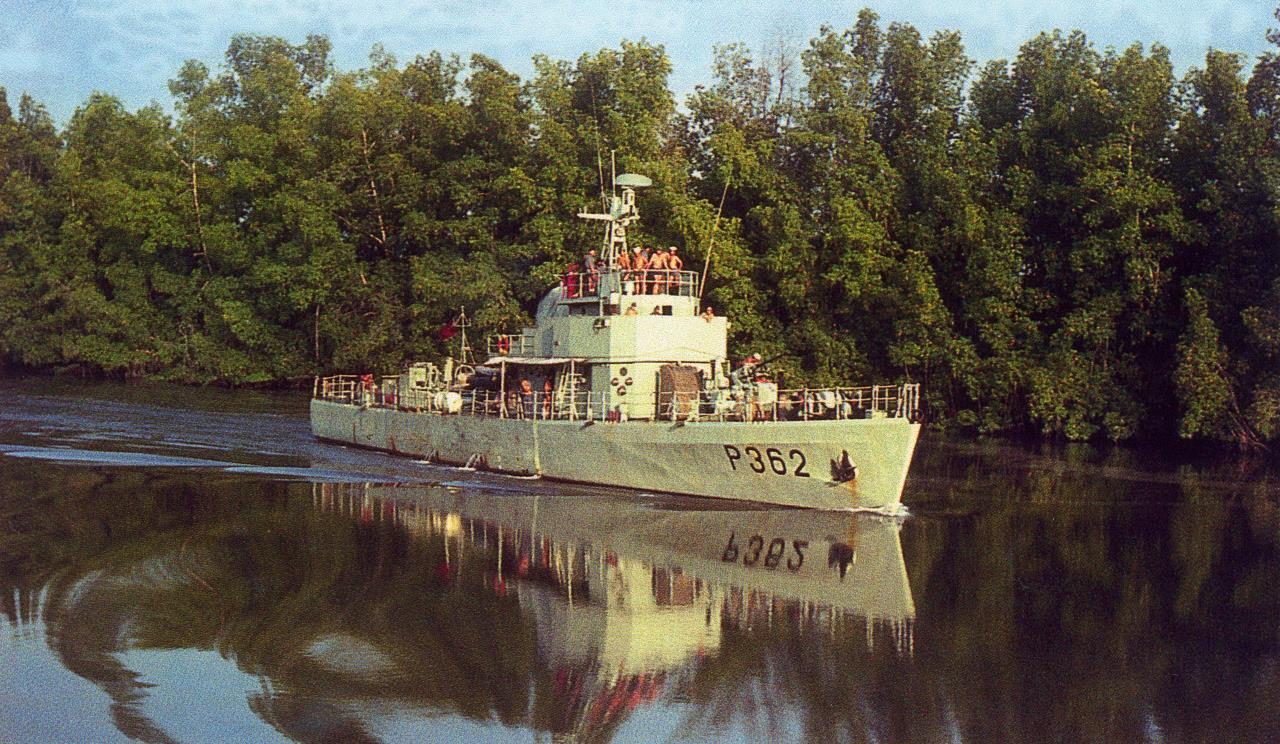
Lancha de fiscalização Orion patrulhando o rio Cacheu, Guiné, 1967.

Cada uma das três províncias ultramarinas onde ocorreram campanhas militares constituía um teatro de operações, em cada qual existia um comando conjunto dos três ramos das Forças Armadas (comando-chefe) e comandos territoriais das forças terrestres (comando de região militar ou comando territorial independente), das forças navais (comando naval ou comando de defesa marítima) e das forças aéreas (comando de região aérea ou comando de zona aérea). Durante a evolução das campanhas, o comando operacional das forças dos diversos ramos foi sendo gradualmente concentrado nos comandos-chefes dos vários teatros de operações, em detrimento dos comandos terrestres, navais e aéreos, que passaram a ocupar-se essencialmente dos aspetos logísticos dos respetivos ramos. Os três ramos conseguiram assim alcançar um elevado nível de integração operacional, o que permitiu uma cooperação eficaz entre si, a otimização dos seus escassos meios e a capacidade de combaterem como uma única força coesa. Do ponto de vista logístico, contudo, não foi conseguido alcançar o mesmo nível de integração, em parte por cada ramo continuar a ser administrado pelo seu próprio departamento governamental, resultando em falta de padronização e de otimização das cadeias de abastecimento.

As unidades das Forças Armadas presentes nos três teatros de operações incluíam as das guarnições normais das respetivas províncias e as unidades de reforço. As primeiras eram unidades permanentes, constituídas maioritariamente por militares recrutados localmente. As segundas eram unidades eventuais, mobilizadas tanto na metrópole como nas províncias ultramarinas, maioritariamente compostas por pessoal a prestar serviço militar obrigatório, que existiam apenas durante o período de comissão de serviço dos seus militares, no final do qual eram desmobilizadas e extintas. Enquanto que o Exército tendia a utilizar este tipo de unidades eventuais, a Força Aérea tendia a usar unidades permanentes cujo pessoal era rendido individualmente. A Marinha tinha uma abordagem mista, mantendo unidades permanentes, que no entanto eram rendidas por outras quando o seu pessoal acabava a comissão de serviço, sendo então recompletadas com novo pessoal e regressando posteriormente a um dos teatros de operações.

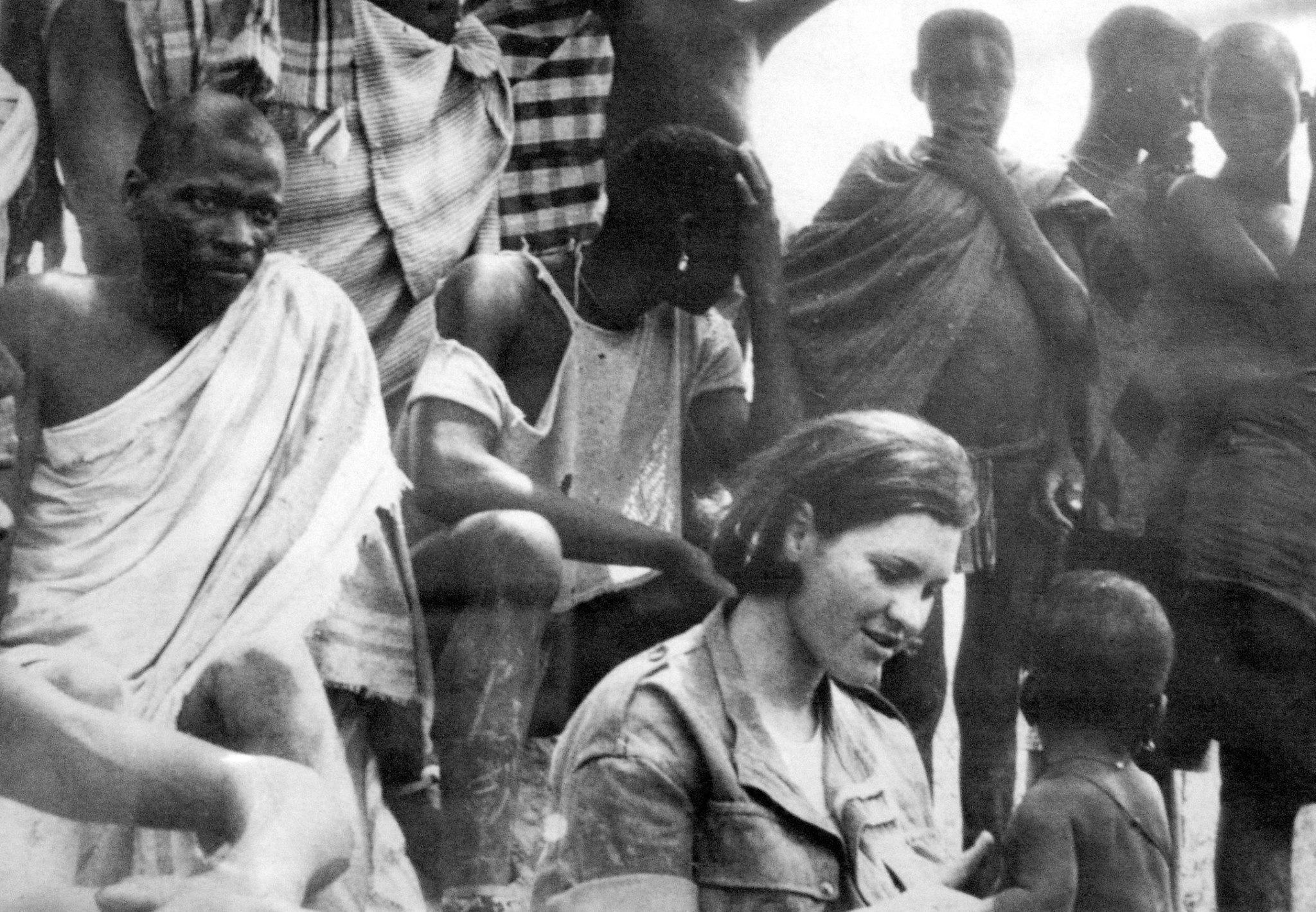
Uma enfermeira paraquedista assiste uma criança africana, no âmbito da ação psicossocial das Forças Armadas.

A estratégia das Forças Armadas de combate à subversão e à guerrilha passou pelo estabelecimento de unidades de quadrícula e de unidades de intervenção. As primeiras representaram a grande maioria das forças presentes nos três teatros de operações, sendo cada qual responsável por uma determinada área territorial (quadrícula), na qual assegurava a proteção das respetivas populações e interditava a ação dos movimentos guerrilheiros. As unidades de quadrícula desempenhavam também uma importante ação psicossocial junto das populações, especialmente em áreas cujo isolamento ou falta de condições de segurança não permitia a presença de autoridades civis e o funcionamento de serviços públicos. No âmbito da ação psicossocial, estas unidades encarregavam-se da prestação de cuidados de saúde às populações locais, da construção de infraestruturas públicas e da gestão de escolas, além de outras atividades. A maioria das unidades de quadrícula pertencia ao Exército, consistindo em batalhões e companhias de "caçadores" (infantaria ligeira), havendo também alguns casos do emprego de unidades de outros ramos nesta função. Complementando as unidades de quadrícula, foram também empregues unidades de intervenção. Em contraste com as unidade de quadrícula que estavam fixadas numa determinada área e que mantinham uma postura essencialmente defensiva, as unidades de intervenção eram altamente móveis, tendo como função principal a realização de operações ofensivas contra os movimentos guerrilheiros, deslocando-se e intervindo onde os mesmos fossem detetados, perseguindo-os e destruindo-os. Apesar de serem primariamente unidades ofensivas, as unidades de intervenção foram ocasionalmente também empregues em ações defensivas, nomeadamente no reforço de guarnições de aquartelamentos sob forte ataque inimigo. A maioria das unidades de intervenção consistiam em tropas especiais (caçadores especiais, paraquedistas, fuzileiros especiais e comandos), mas algumas unidades regulares de caçadores foram também selecionadas para esta função. Para além das unidades das Forças Armadas, foram também empregues com unidades de intervenção algumas forças especiais paramilitares, como os Grupos Especiais e os Flechas.

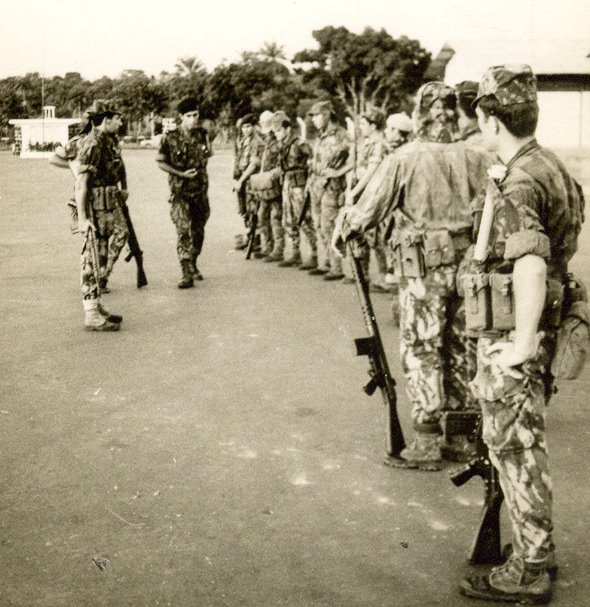
Um grupo de combate da Companhia de Comandos da Guiné, preparando-se para entrar em ação, 1966

Devido à natureza do conflito, tornou-se bastante importante o emprego de forças especiais. Com o decorrer das campanhas, estas passaram a ser responsáveis pela realização da maioria das operações móveis e ofensivas, com as forças regulares a encarregarem-se sobretudo de missões defensivas. Em 1961, cada um dos ramos das Forças Armadas tinha já criado no seio as suas próprias unidades de tropas especiais. A Força Aérea havia criado o Batalhão de Caçadores Paraquedistas em 1956, que seria transformado em regimento em 1961, sendo também criados batalhões adicionais em Angola, Guiné e Moçambique. Os paraquedistas seriam inicialmente empregues do modo clássico, sendo inseridos no terreno de operações por paraquedas. Posteriormente, seriam sobretudo empregues em operações aeromóveis, transportados nos helicópteros Alouette III e mais tarde nos SA-330 Puma. O Exército também criou as suas forças especiais em 1960, constituindo as companhias de caçadores especiais (CCE), vocacionadas para a luta de guerrilha e guerra assimétrica em geral. Estas companhias foram mobilizadas no seio de diversas unidades de infantaria, recebendo depois treino especializado no Centro de Instrução de Operações Especiais (CIOE) em Lamego. Inicialmente, todos os caçadores especiais eram treinados no CIOE, mas posteriormente passaram a ser ali treinados apenas os seus oficiais, sargentos e algumas praças especializadas, os quais depois assumiam o treino dos restantes elementos das respetivas companhias. As CCE acabaram contudo por ser descontinuadas em 1962, em virtude do Exército ter pretendido alargar o treino que aquelas recebiam a todas as unidades de caçadores. Esta abordagem contudo depressa se revelou inviável, ficando o Exército sem unidades com as capacidades de realização de operações especiais. Em virtude disso - e depois de algumas unidades regulares criaram informalmente subunidades de forças especiais - foi criado o Centro de Instrução Especial de Contraguerrilha em Zemba no Norte de Angola, que deu origem a unidades de forças especiais que passaram a ser oficialmente designadas "comandos". Os comandos foram empregues essencialmente como tropas de infantaria de assalto, sendo inseridos nas zonas de operações através de deslocamentos terrestres ou de helicóptero. As companhias de comandos eram inicialmente formadas em Angola para os três teatros de operações, mas posteriormente passaram também a ser formadas na Metrópole, na Guiné e em Moçambique. Outra força com características especiais foram os esquadrões a cavalo conhecidos como "Dragões de Angola", formados pelo Exército no final da década de 1960. Estes foram empregues em operações antiguerrilha em terrenos inacessíveis a viaturas automóveis. Em 1961, a Marinha criou as unidades de fuzileiros, que incluíam companhias e pelotões independentes de fuzileiros e destacamentos de fuzileiros especiais (DFE). As primeiras eram unidade de infantaria ligeira análogas às unidades de caçadores do Exército, vocacionadas para a defesa de instalações navais, patrulhamento fluvial e proteção de embarcações. Por sua vez os DFE eram unidades de forças especiais, vocacionados para a realização de operações de assalto anfíbio, sendo ocasionalmente também empregues em operações aeromóveis.

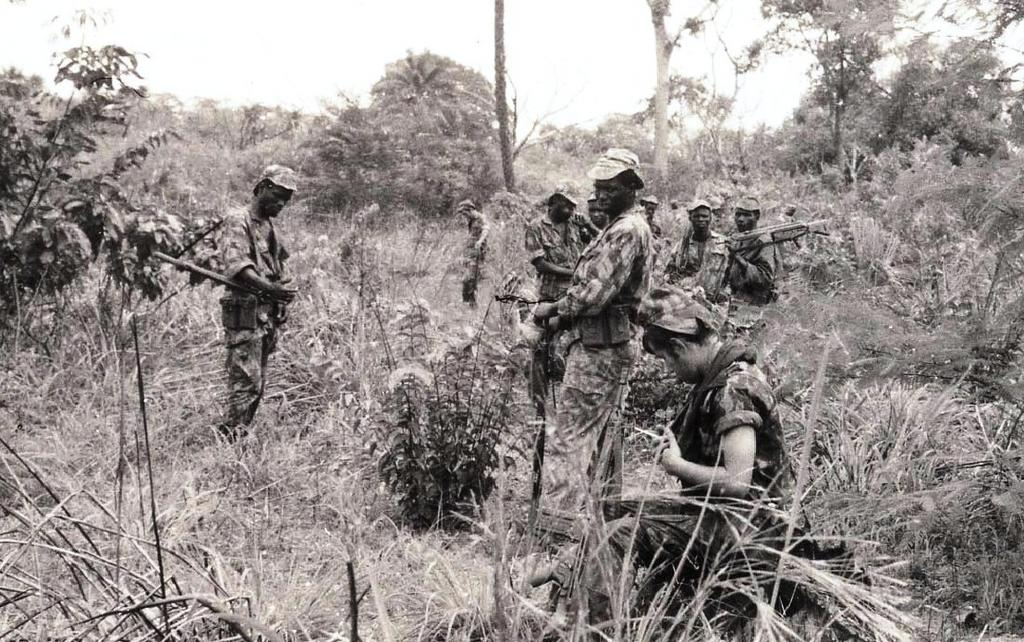
Patrulha apeada do Exército – integrando militares africanos e europeus - fazendo uma pausa no meio da selva da Guiné, 1968

Apesar do conflito ter em geral uma natureza de guerra de guerrilha, durante o mesmo as Forças Armadas Portuguesas realizaram diversas grandes operações de natureza convencional. De entre as maiores operações deste tipo destacam-se a Operação Viriato - realizada em Angola em 1961, com vista à reocupação de Nambuangongo, capturada pela UPA e auto titulada a sua "capital" - a Operação Tridente - realizada na Guiné em 1964, com vista à expulsão das forças do PAIGC da ilha de Como - e a Operação Nó Górdio - realizada em Moçambique em 1970, com vista a erradicar a infiltração da Frelimo ao longo da fronteira com a Tanzânia e destruir as suas bases na região de Cabo Delgado. Outra grande operação, mas de características especiais por ter sido realizada em território estrangeiro e nunca ter sido oficialmente reconhecida pelo Estado Português, foi a Operação Mar Verde, organizada pelo Comando-Chefe das Forças Armadas da Guiné Portuguesa. Esta consistiu num ataque anfíbio e invasão de Conacri, capital da vizinha República da Guiné (conhecida por "Guiné-Conacri") e cujo regime do ditador Sékou Touré apoiava ativamente as forças do PAIGC, disponibilizando-lhes um santuário a partir do qual podiam impunemente atacar o território da Guiné Portuguesa. A operação tinha como objetivos a libertação dos 26 prisioneiros de guerra portugueses detidos em Conacri, a destruição das lanchas rápidas torpedeiras inimigas ali baseadas, a destruição do quartel-general do PAIGC, a destruição dos caças MiG-15 e MiG-17 das forças aéreas da República da Guiné e o desembarque de um grupo de oposicionistas ao regime de Sékou Touré com vista a removê-lo do poder. Parte dos objetivos foi atingida (libertação dos prisioneiros, destruição das lanchas e do quartel-general do PAIGC), mas não foram atingidos os restantes, nomeadamente a destruição dos caças, cuja potencial ameaça às forças portuguesas levou à decisão de retirar de Conacri. Todas estas operações caracterizaram-se por serem operações conjuntas, com a participação de efetivos e meios dos três ramos das Forças Armadas.
Na sequência do golpe militar ocorrido em Lisboa, a 25 de abril de 1974 e da consequente mudança de regime político em Portugal, as novas autoridades portuguesas entram rapidamente em acordos de cessar fogo com os movimentos independentistas de Angola, Guiné e Moçambique.

### Período revolucionário
O descontentamento de alguns oficiais das Forças Armadas com a política ultramarina e militar do Governo, fortemente acentuado pela decisão deste em permitir aos oficiais milicianos serem admitidos no quadro permanente do Exército, pondo em causa a prerrogativas dos oficiais que já pertenciam ao mesmo, levou à criação do Movimento das Forças Armadas (MFA), constituído sobretudo por capitães e oficiais subalternos dos três ramos. Na madrugada de 25 de abril de 1974, o MFA executou um golpe militar que iria ficar conhecido como "Revolução dos Cravos, derrubando o Governo e acabando com o regime do Estado Novo. Conquanto o golpe tenha incluído várias unidades de Portugal continental, a força blindada que partiu da Escola Prática de Cavalaria em Santarém, comandada pelo capitão Salgueiro Maia, foi a que conseguiu obter a rendição do chefe de Governo Marcelo Caetano, depois de um impasse no Largo do Carmo em Lisboa, frente à sede do Comando-Geral da Guarda Nacional Republicana, onde aquele e alguns ministros se encontravam refugiados.

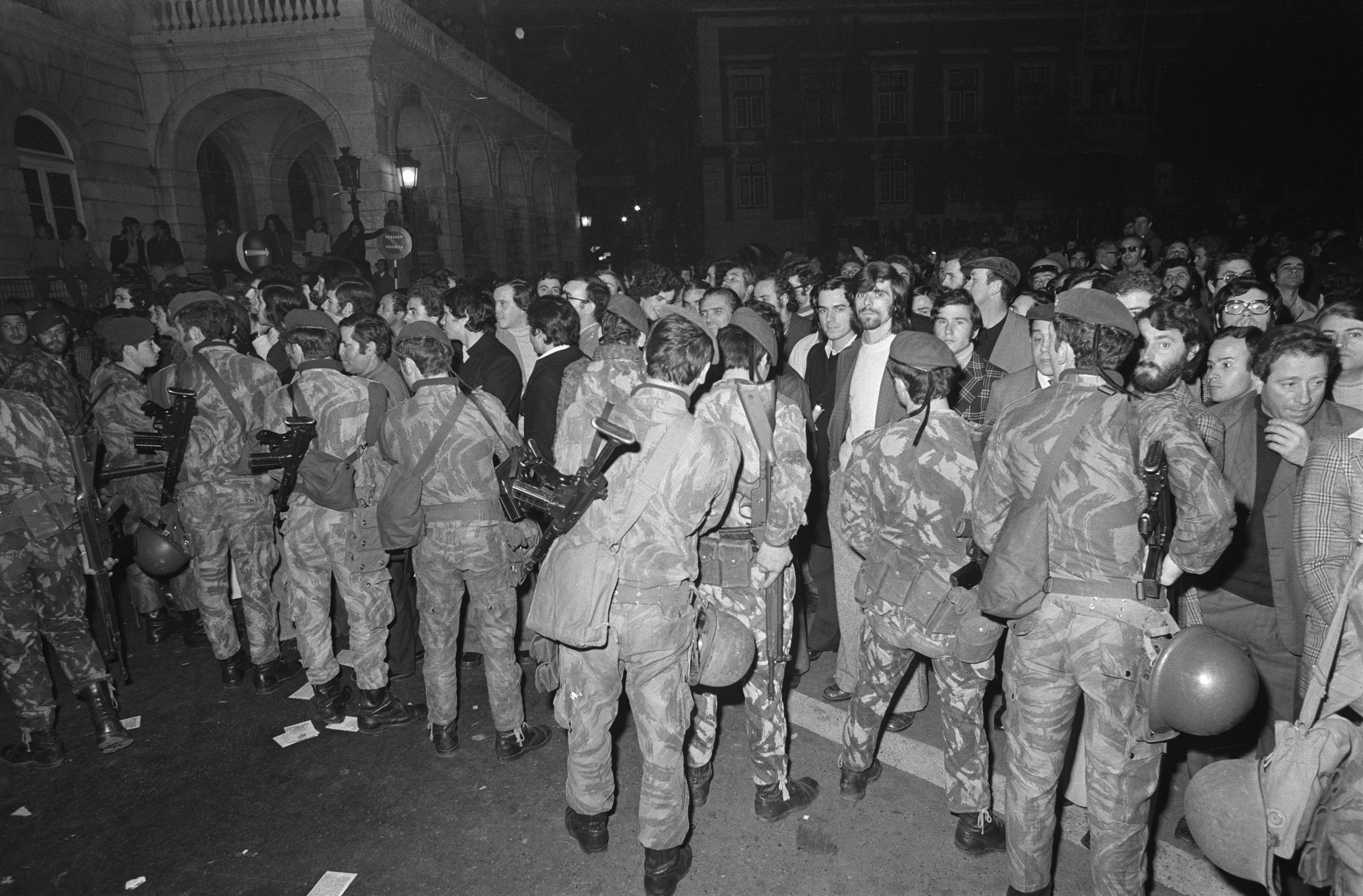
Militares das Forças Armadas em ação de manutenção da ordem pública, durante uma manifestação maoista, em pleno PREC.

À Revolução dos Cravos segue-se o Processo Revolucionário em Curso (PREC), período histórico em que as Forças Armadas se tornam altamente politizadas, dividindo-se em várias fações. O PREC é uma época conturbada, caracterizando-se por uma certa anarquia reinante entre o Governo, as Forças Armadas e a sociedade em geral. Em julho de 1974, é criado o Comando Operacional do Continente (COPCON), um comando conjunto, congregando unidades militares dos três ramos das Forças Armadas, que tinha como objetivo inicial a proteção do processo democrático iniciado com a Revolução dos Cravos. O COPCON acabaria contudo por ser dominado pela extrema esquerda, com as suas forças perseguindo e prendendo, sem acusação formal,  pessoas consideradas politicamente antagónicas. No verão de 1975 (o chamado "Verão Quente"), atinge-se um pico de tensão entre os diversos partidos políticos antagónicos - moderados e extremistas, tanto de esquerda e como de direita - e as fações militares com eles alinhadas, que faz com que o país fique à beira de uma guerra civil. A 25 de novembro, as forças de extrema esquerda tentam realizar um golpe militar, ao qual reage o Grupo dos Nove (fação militar moderada e democrática) que inicia imediatamente um contragolpe. O principal episódio deste confronto foi o assalto bem sucedido ao quartel do Regimento de Polícia Militar (alinhado com as forças de extrema esquerda) por tropas do Regimento de Comandos (alinhado com as forças moderadas), resultando na morte de três militares. O Grupo dos Nove acaba por sair vitorioso da crise, impedindo a implantação de um regime totalitário de comunista em Portugal e acabando com o PREC e com a consequente instabilidade que grassava no país. A vitória das forças moderadas na crise de 25 de novembro de 1975 abriria as portas para o estabelecimento da democracia no país, marcada com a entrada em vigor da Constituição de 1976.
Em agosto de 1974, são definidas as novas competências do chefe do Estado-Maior-General das Forças Armadas (CEMGFA) e, sob a sua dependência, é finalmente criado o Estado-Maior-General das Forças Armadas (EMGFA), cujo estabelecimento estava previsto há anos mas nunca havia sido concretizado. O EMGFA passa a ser o órgão superior das Forças Armadas, funcionando como estado-maior conjunto através do seu Estado-Maior Coordenador e assumindo também as funções as funções administrativas do antigo Secretariado-Geral da Defesa Nacional através da sua Direção-Geral de Planeamento e Administração. O CEMGFA passa a ter o estatuto equiparado ao de primeiro-ministro e a estar diretamente dependente do Presidente da República. Os chefes de estado-maior dos ramos passam a ter um estatuto equiparado ao de ministros e assumem as funções que antes competiam aos antigos ministros da Marinha e do Exército, bem como ao antigo secretário de Estado da Aeronáutica, sendo extintos aqueles departamentos governamentais. É criada assim uma estrutura de administração das Forças Armadas paralela e independente do Governo (civil), deixando este de tutelar aquelas. No Governo continuou a existir o cargo de ministro da Defesa Nacional, mas agora sem qualquer tutela sobre as Forças Armadas, servindo apenas de elemento de ligação política entre o Governo e os militares.
O regime saído da Revolução dos Cravos funciona inicialmente sob tutela política das Forças Armadas, que para tal constituem o Conselho da Revolução (CR) em 14 de março de 1975. O CR era composto totalmente por militares, sendo presidido pelo Presidente da República e incluindo também o chefe do Estado-Maior-General das Forças Armadas (CEMGFA), os chefes de estado-maior dos três ramos, o primeiro-ministro (se militar) e mais 14 outros militares. Além de garantir o regular funcionamento das instituições, o CR tinha ainda o quase monopólio dos assuntos militares, nomeadamente tendo capacidade de legislar naquelas matérias.
Durante o ano de 1975, procede-se à reestruturação de inúmeras unidades militares. Entre outras, deixam de existir unidades com a tradicional designação de "caçadores" e os regimentos do Exército deixam de ser numerados e passam a ser designados pela povoação onde estão aquartelados. Em termos de forças especiais, é criado o Regimento de Comandos (enquadrando todas as unidades de comandos), é extinto o Centro de Instrução de Operações Especiais (passando as suas instalações a aquartelar a Escola de Formação de Sargentos), é criado o Corpo de Tropas Paraquedistas (enquadrando todas as unidades de paraquedistas da Força Aérea) e é criado o Corpo de Fuzileiros (enquadrando todas as unidades de fuzileiros da Armada).

Forças militares antagónicas presentes na Praça do Rossio durante o 25 de novembro de 1975, observadas pela população civil, podendo ver-se blindados Chaimite do Regimento de Comandos (alinhado com as forças moderadas) e jipes do Regimento de Polícia Militar (alinhado com a extrema-esquerda).

Entretanto e apesar da chamada "descolonização" ser um dos pontos do Programa do MFA, as Forças Armadas continuavam em campanha nos teatros de Angola, Guiné e Moçambique a fim daquela poder ser realizada de uma forma sustentada. As mesmas começaram contudo a ser fortemente impactadas pelo PREC, com muitas unidades militares a serem dominadas por elementos extremistas, que procuravam minar a sua disciplina. Começaram a suceder-se os casos de unidades que se recusavam a cumprir ordens e a combater. Por outro lado, algumas unidades preparadas na metrópole para serem enviadas para África recusam-se a embarcar, impedindo a rendição normal das unidades que se encontravam no terreno. Aproveitando esta desorganização, os movimentos independentistas intensificaram as ações armadas contra as Forças Armadas e contra as populações civis, forçando as autoridades portuguesas a negociar rapidamente acordos de cessar fogo numa posição política desfavorável. Estes acordos de cessar fogo puseram um fim efetivo à Guerra do Ultramar. Inicia-se então o processo de negociação com os movimentos independentistas com vista à independência dos vários territórios da África Portuguesa. Na Guiné Portuguesa, onde praticamente não existiam habitantes de origem europeia e onde o PAIGC já tinha unilateralmente declarado a independência como Guiné-Bissau, a mesma é reconhecida ainda em 1974, sendo o novo país entregue àquele partido. Em Angola e Moçambique, com grandes populações de origem europeia e, no caso da primeira, existindo vários movimentos independentistas rivais, os processos de independência serão mais conturbados. Em Moçambique surgem tentativas de resistência da população de origem europeia, neutralizadas pelas Forças Armadas Portuguesas. Em Angola, voltam espoletar conflitos armados entre os vários movimentos independentistas, que se transformam em guerra civil, levando a uma crise de refugiados, com centenas de milhares de pessoas a fugirem do país. Com a declaração de independência de Angola a 11 de novembro de 1975, as Forças Armadas Portuguesas abandonam o último território ultramarino português de África.

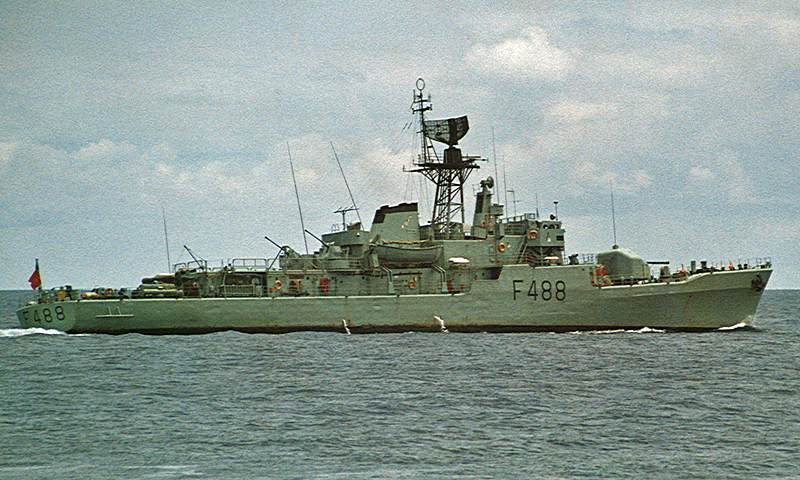
Corveta Afonso Cerqueira, um dos navios de guerra portugueses presentes em Timor, quando da invasão indonésia.

Em pleno PREC, as Forças Armadas teriam que fazer frente a outra crise, desta vez surgida no, até então pacífico, Timor Português. As autoridades portuguesas estavam aí também a preparar a independência do país que viria a tornar-se Timor-Leste, no qual não existia até então um movimento relevante que visasse a independência. Surgiram então vários partidos políticos locais, alguns deles apoiados por elementos das diversas fações das Forças Armadas. O desentendimentos entre eles acabou por degenerar num conflito armado. A situação de indisciplina nas Forças Armadas afetou também as unidades destacadas em Timor, com as quais as autoridades portuguesas não puderam contar para controlar a situação. Em agosto de 1975, o governador e comandante-chefe coronel Mário Lemos Pires viu-se assim obrigado a retirar para a ilha de Ataúro (25 km ao largo de Dili) com o seu estado-maior e com as poucas forças metropolitanas que continuavam em Timor (um pequeno destacamento de helicópteros e outro de paraquedistas). Entretanto e a pedido de Lemos Pires, ainda são enviadas para Timor duas das novas corvetas da classe Baptista de Andrade, que chegam a Ataúro em outubro e início de dezembro. A 7 de dezembro de 1975 e justificando-se com a situação de instabilidade que se vivia, as Forças Armadas Indonésias invadem o território. Perante a invasão, as autoridades e forças presentes em Ataúro embarcam nos dois navios de guerra e rumam à vizinha Austrália. Os dois navios portugueses continuaram contudo a patrulhar as águas de Timor, no âmbito da preparação de uma possível ação militar de reação à invasão, que se pretendia ser lançada a partir da Austrália, mas que nunca viria a ocorrer. O último navio de guerra português acabaria por abandonar aquelas águas no início de 1976, ficando Timor-Leste sob ocupação indonésia até 1999.

### Reorientação para a Europa e o Atlântico Norte

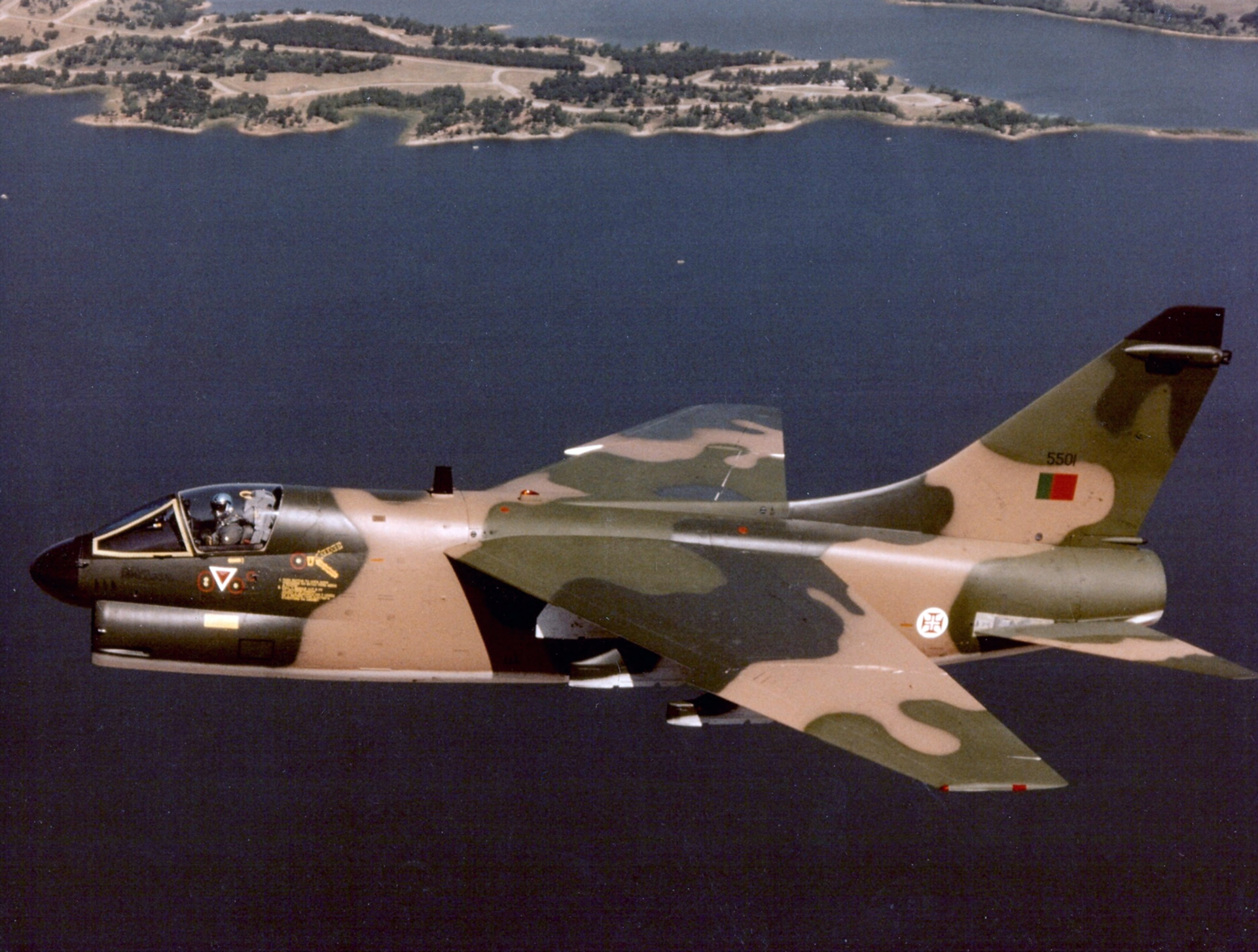
Caça-bombardeiro A-7P Corsair II da Força Aérea Portuguesa, em voo no início da década de 1980, então um dos principais meios da contribuição de Portugal para a NATO.

No final de 1975, pela primeira vez em mais de 500 anos, Portugal deixa de ser um país multicontinental e vê-se reduzido à sua dimensão europeia. Face a esta mudança, as Forças Armadas Portuguesas reorientam-se focando-se agora na Europa e no Atlântico Norte, áreas de atuação da NATO, no âmbito da Guerra Fria que ainda decorre. São reduzidos os efetivos militares, tanto em número de pessoal como de material, descartando-se o equipamentos mais antigo e vocacionados para o emprego em África. O principal esforço das Forças Armadas volta a ser a preparação para uma guerra do tipo convencional, onde teriam que combater o potencial inimigo materializado nas forças do Pacto de Varsóvia.
Com o apoio dos EUA e de outros países aliados, Portugal recebe alguns novos equipamentos para emprego nas forças da NATO. Assim, é levantada a então 1ª Brigada Mista Independente do Exército, que recebe carros de combate M48, viaturas blindadas de transporte de pessoal M113 e obuses autopropulsados M109. A Força Aérea recebe caça-bombardeiros A-7P Corsair II, além de aviões de transporte C-130 Hercules. Estes meios, juntamente com os meios navais já existentes e as tropas paraquedistas, passam a ser a principal contribuição portuguesa para as forças da NATO, participando intensivamente em inúmeros exercícios multinacionais por toda a Europa.
Em 1981, é reativado o Centro de Instrução de Operações Especiais (CIOE). Para além de continuar a ministrar formação em operações especiais a militares de várias outras unidades e proveniências, o CIOE passa agora a dispor das suas próprias tropas de operações especiais, tendo como encargo operacional inicialmente uma companhia e mais tarde um batalhão de operações especiais. Dentro do Exército, existe contudo ainda uma indefinição sobre a diferença de papeis entre as tropas de operações especiais e as de comandos. Em 1986, é criada a Brigada de Forças Especiais agrupando os dois tipos de tropas, esbatendo-se parcialmente a diferença entre as mesmas. Só no início da década de 1990, é que o papel das operações especiais ficará definido e mais claramente distinto. Entretanto, em 1985, no seio da Armada é também criada uma unidade de operações especiais, consubstanciada no Destacamento de Ações Especiais.

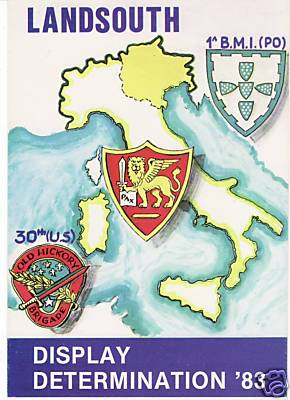
Cartaz da NATO alusivo ao exercício Display Determination' 83 conduzido pelo Comando das Forças Terrestres Aliadas no Sul da Europa (LANDSOUTH) no Nordeste de Itália, indicando participação da 1ª Brigada Mista Independente.

No início da década de 1980, é organizada a Brigada de Paraquedistas Ligeira (BRIPARAS) como a força operacional do Corpo de Tropas Paraquedistas (CTP). A integração na Força Aérea e o elevado grau de investimento e autonomia que a mesma lhe disponibiliza, permite ao CTP ser uma instituição vanguardista, sendo nomeadamente pioneira na adoção de vários modernos equipamentos como os mísseis anticarro MILAN, mísseis antiaéreos Stinger, espingardas de assalto 5,56×45mm NATO Galil, telémetros laser, dispositivos de visão noturna e veículos de ataque rápido (FAV). Com um nível de treino, enquadramento, equipamento e prontidão operacional superior ao da maioria das outras unidades de combate terrestre, a BRIPARAS depressa se torna na principal força de intervenção rápida com que podem contar as Forças Armadas Portuguesas, sendo no final da década de 1980 integrada na reserva estratégica do Supremo Quartel-General das Potências Aliadas da Europa (SACEUR) e, posteriormente, no Corpo de Reação Rápida da NATO (ARRC).
A consolidação e a normalização do regime democrático português leva finalmente ao fim da tutela das Forças Armadas sobre o mesmo. Assim, através da revisão constitucional de 1982, é extinto o Conselho da Revolução, ficando as funções que exercia cometidas aos então criados Conselho de Estado e Tribunal Constitucional, sendo algumas das competências - no que respeita ao Presidente da República e de autorização legislativa - cometidas à Assembleia da República. As Forças Armadas voltam a ficar sob a tutela do poder civil, passando a estar integradas no Ministério da Defesa Nacional e assim na dependência do Governo. Os conceitos de defesa nacional e os seus objetivos, a organização do Estado e das Forças Armadas, bem como as missões destas passam a estar definidas na Lei da Defesa Nacional e das Forças Armadas, a primeira das quais publicada em 1982, sendo posteriormente revistas periodicamente. Apesar da existência teórica do Ministério da Defesa Nacional como departamento governamental responsável pelas Forças Armadas, o mesmo acaba por ser apenas estruturado e organizado no final da década de 1980.

### Recente
O colapso da União Soviética, a extinção do Pacto de Varsóvia e o fim da Guerra Fria, no início da década de 1990, espoletaram uma transformação profunda na política de defesa nacional e nas Forças Armadas Portuguesas. O fim da ameaça militar vinda do Bloco de Leste fez com que o foco principal das Forças Armadas deixasse de ser a defesa territorial e a colaboração com a NATO na defesa da Europa Ocidental e passasse a ser a participação em operações externas, quer no âmbito de missões internacionais sob a égide das Nações Unidas e de outras organizações multinacionais, quer no âmbito de missões unilaterais em defesa dos interesses de Portugal. As Forças Armadas Portuguesas passaram assim de uma força de massas, assente num elevado número de conscritos e orientadas para a guerra convencional, para uma força mais reduzida, profissional e orientada para operações expedicionárias em conflitos de baixa intensidade.

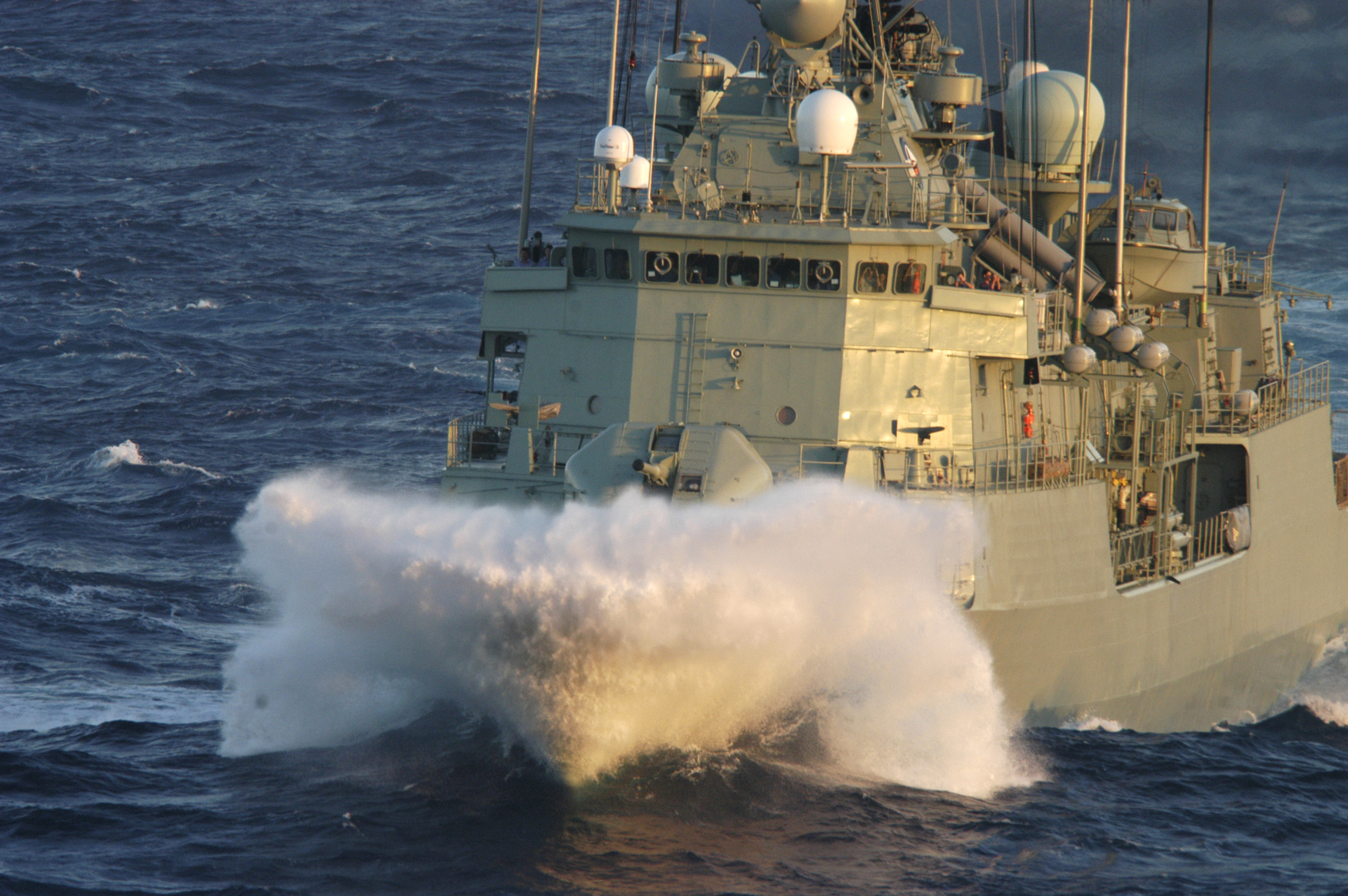
NRP Álvares Cabral, uma das fragatas da classe Vasco da Gama incorporadas na Armada Portuguesa no início da década de 1990.

A redução das forças convencionais da NATO na Europa, resultante do fim da Guerra Fria, permitiu o reequipamento das Forças Armadas Portuguesas com material excedente das mesmas. Foram assim recebidos carros de combate M60 (substituindo os M48), sistemas autopropulsados de mísseis antiaéreos MIM-72/M48 Chaparral, bem como viaturas M-113 e obuses autopropulsados M-109 adicionais, além de outros equipamentos, o que permitiu a integral mecanização da 1ª Brigada Mista Independente que se transformou assim na "Brigada Mecanizada Independente". A Armada e a Força Aérea tiveram também os respetivos potenciais de combate incrementados com a aquisição, respetivamente, das novas fragatas da classe Vasco da Gama e dos caças F-16.
O serviço militar obrigatório foi sendo gradualmente reduzido desde o início da década de 1990 até à sua extinção na prática no final da década. A sua abolição formal em tempo de paz só viria contudo a ocorrer em 2004.

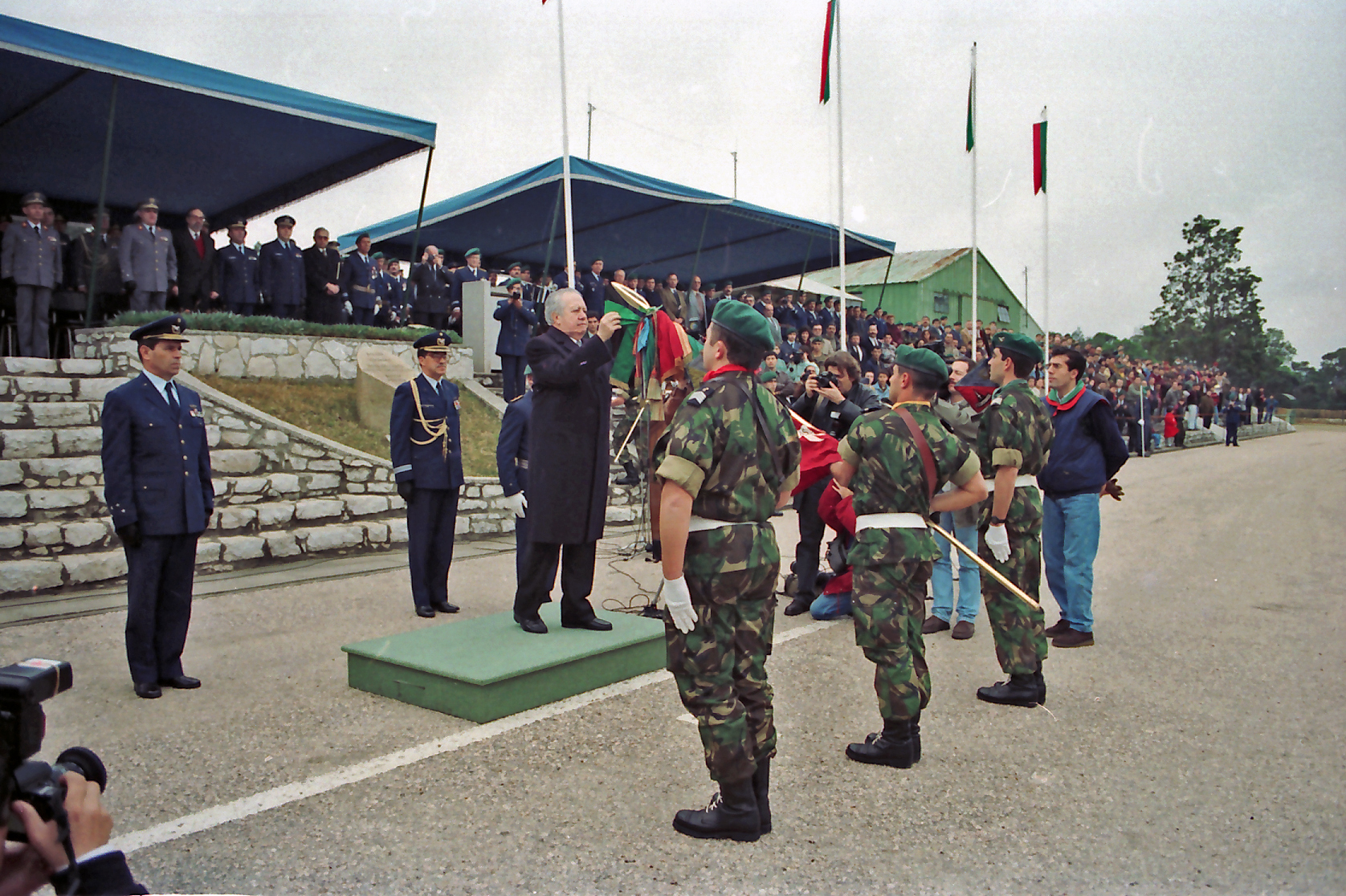
O Presidente da República condecora o Corpo de Tropas Paraquedistas com a Ordem de Avis, imediatamente antes da sua transferência da Força Aérea para o Exército.

Em 1991, o então ministro da Defesa Nacional Fernando Nogueira anuncia a criação de uma nova brigada para-comando, que resultaria do agrupamento de comandos e paraquedistas, passando estes para a tutela do Exército. As propostas e estudos para a integração das tropas paraquedistas no Exército vinham já do passado e acentuaram-se no início da década de 1990, com a falta de disponibilidade, por parte daquele ramo, de tropas com o nível de prontidão operacional dos paraquedistas para poder fazer face à participação em possíveis missões de organizações internacionais que fossem solicitadas a Portugal. Quando criadas na década de 1950, as mesmas tinham ficado integradas na Força Aérea devido à posição dominante, entre os altos responsáveis do Exército, contra a existência de forças especiais, posição essa que levaria à extinção dos caçadores especiais em plena Guerra do Ultramar e que, em parte poderá ter contribuído para a extinção do Centro de Instrução de Operações Especiais em 1975 e para a extinção do próprio Regimento de Comandos consumada em 1993. A polémica transferência das tropas paraquedistas da Força Aérea para o Exército acabaria por ocorrer em 1993. O Corpo de Tropas Paraquedistas deu lugar ao Comando de Tropas Aerotransportadas (CTA) do Exército, cuja força operacional passou a ser a nova Brigada Aerotransportada Independente (BAI). Os planos originais para que a nova força resultasse do agrupamento de paraquedistas e comandos acabou por não se concretizar, com menos de uma centena de comandos a integrarem o CTA depois da extinção do Regimento de Comandos, sendo os restantes comandos dispersos por outras unidades. Em comparação com a anterior BRIPARAS que era uma unidade inteiramente ligeira, sem meios blindados e cujo armamento mais pesado eram os morteiros de 120 mm, a nova BAI integra unidades de reconhecimento blindado e de artilharia de campanha com obuses de 105 mm. Pretendia-se que todas as unidades da BAI, inclusive as de apoio de combate, tivessem integralmente uma capacidade paraquedista, mas esse objetivo nunca foi totalmente atingido.
Em 1993, o Exército Português levantou o Batalhão de Transmissões nº 4 para integrar a Operação das Nações Unidas em Moçambique (UNOMOZ), sendo esta a primeira vez que as Forças Armadas Portuguesas participam numa missão internacional com uma unidade militar constituída. Após a primeira missão em Moçambique, as Forças Armadas começaram a enviar regularmente unidades para missões internacionais que decorreram em diversos países, tais como Angola, Bósnia e Herzegovina, Kosovo, Timor-Leste, Líbano, Afeganistão e República Centro Africana. As recentes versões da política de defesa nacional confirmaram o pressuposto de que a maioria das principais operações militares seriam levadas a cabo sob o mandato de organizações internacionais, não tendo Portugal entrado isoladamente em nenhum conflito militar desde as Campanhas do Ultramar terminadas em 1974.

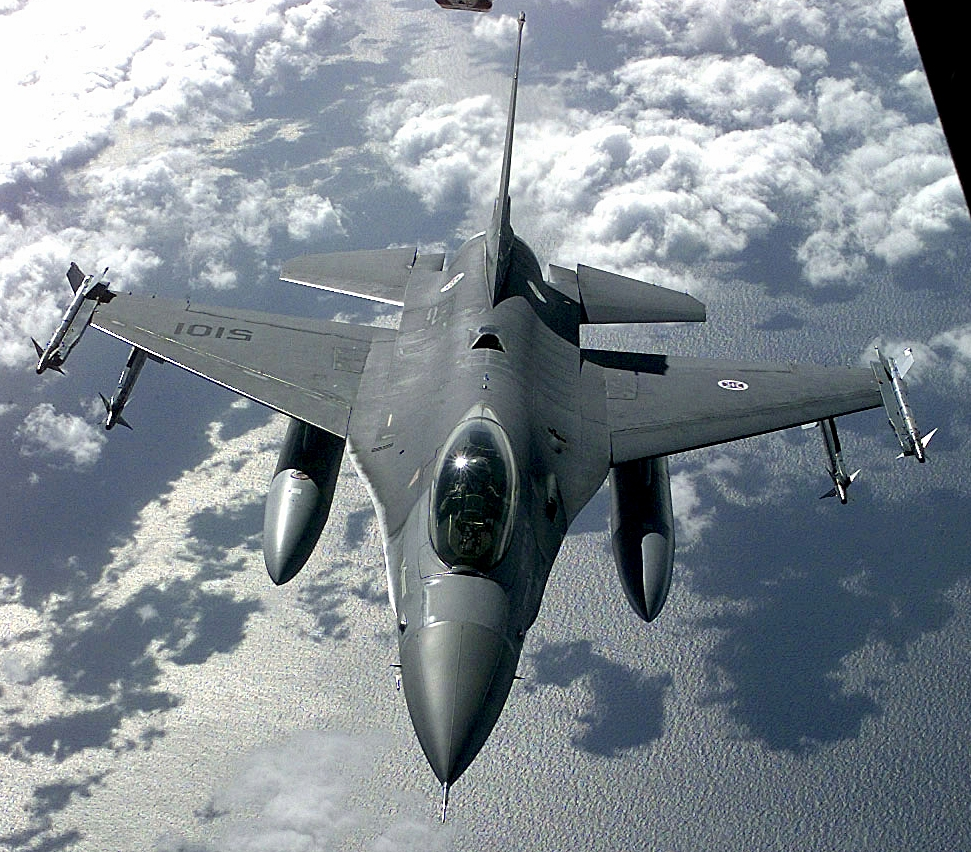
Reabastecimento em voo de um dos caças F-16 que entraram ao serviço da Força Aérea Portuguesa na década de 1990.

Para além das missões internacionais, as Forças Armadas também realizaram diversas operações unilaterais e independentes em países estrangeiro, para proteção de cidadãos nacionais e defesa dos interesses de Portugal, como foram os casos das intervenções em Angola (1992) e Guiné-Bissau (1998 e 1999). Nomeadamente, a operação "Crocodilo" realizada na Guiné-Bissau em 1998 notabilizou-se por evidenciar a capacidade das Forças Armadas Portuguesas - apesar do seu tamanho reduzido - em montar rapidamente e realizar uma operação em larga escala no exterior de uma forma que normalmente apenas é possível para uma grande potência militar. A operação "Crocodilo" visou principalmente o resgate de milhares de cidadãos portugueses e de outras nacionalidades apanhados no meio da guerra civil que havia espoletado naquele país. Incluiu a projeção de meios navais e aéreos, o desembarque e ocupação do Porto de Bissau pelos fuzileiros navais portugueses para proteção do embarque dos civis, desembarques anfíbios e de helicóptero em vários locais da costa guineense para o resgate de civis, auxílio médico e humanitário à população civil e o suporte aos enviados portugueses que mediaram o diálogo entre as duas partes antagónicas. 
A Lei de Programação Militar lançada em 2002 levou ao único processo alargado de investimento e modernização das Forças Armadas das últimas décadas. Sob a direção de Paulo Portas, ministro da Defesa Nacional dos XV (Durão Barroso) e XVI (Santana Lopes) governos constitucionais, foram lançados uma série de programas de reequipamento militar, incluindo o dos novos submarinos da classe Tridente, das fragatas da classe Bartolomeu Dias, dos navios-patrulha oceânicos da classe Viana do Castelo (Projeto NPO 2000), das viaturas blindadas de rodas Pandur II e dos helicópteros pesados EH-101. Ironicamente, um dos desafios mais básicos das Forças Armadas Portuguesas, que era substituição da velha espingarda automática 7.62×51mm G3 acabou por não avançar, devido à indecisão entre os militares sob qual o modelo de arma a escolher.

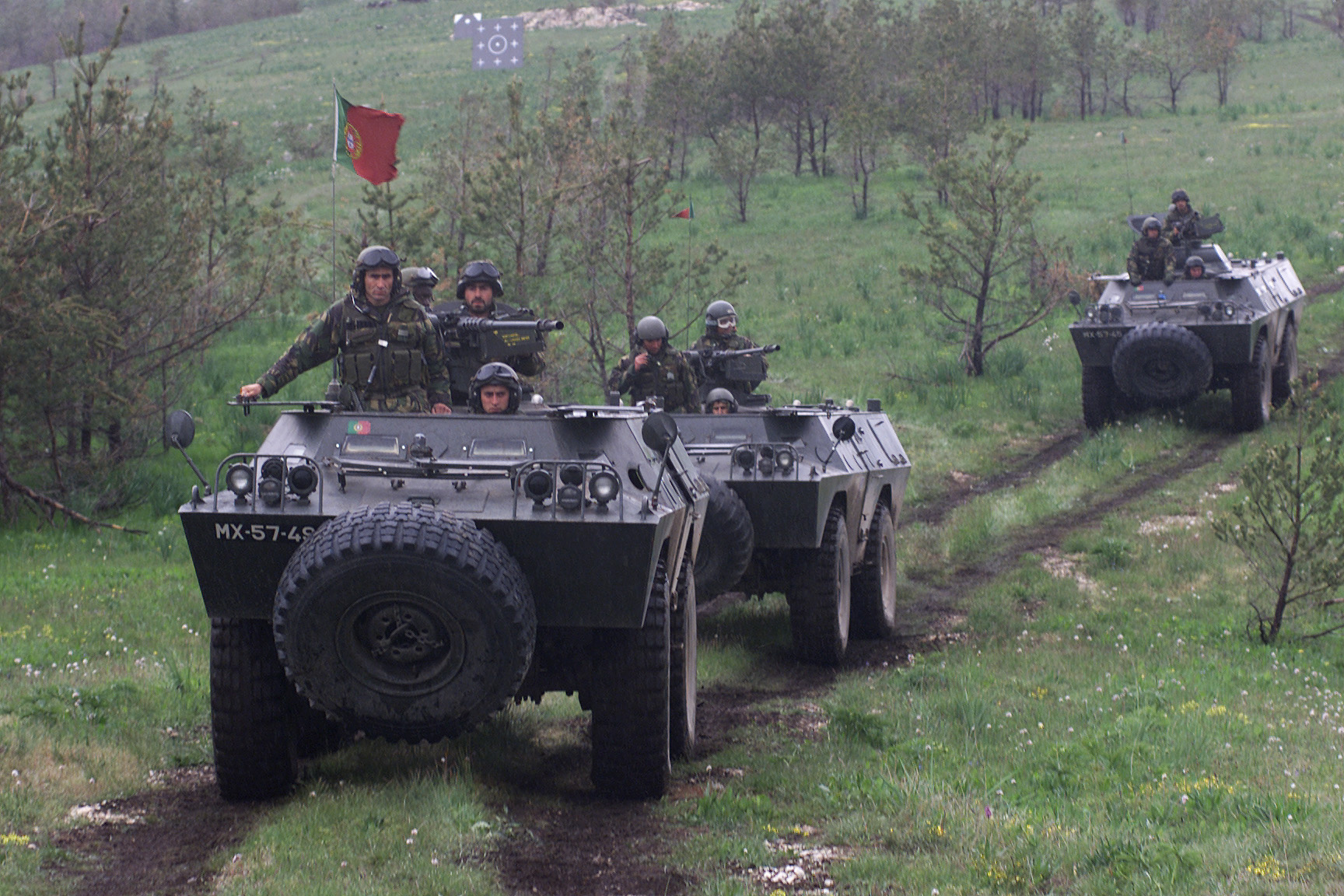
Blindados Chaimite do batalhão português da SFOR, na Bósnia e Herzegovina em 2002.

Alguns importantes programas de reequipamento acabaram contudo por ser cancelados ou suspensos, sobretudo devido a limitações orçamentais, incluindo a construção de um navio polivalente logístico (Projeto NPL) e de navios-patrulha costeiros (Projeto NPC 2000), bem como a aquisição de helicópteros EC635 and NH90 para o Exército. A falta de fundos para a substituição dos aviões de instrução avançada Alpha Jet fez com que a Força Aérea Portuguesa perdesse a capacidade de formar os seus próprios pilotos de caça a partir de 2018, altura em que as remanescentes daquelas aeronaves foram retiradas de serviço por verem atingido o seu tempo de vida útil.
Apesar das fortes limitações orçamentais da Defesa Nacional, todas as missões internacionais atribuídas às Forças Armadas Portuguesas têm podido ser cumpridas sem restrições. Por outro lado, continuaram a ser feitos investimentos pontuais em novos equipamentos, incluindo a aquisição de carros de combate Leopard 2 em 2008 (substituindo parcialmente os M-60), de aviões de patrulhamento marítimo P-3C em 2008 (substituindo os mais antigos P-3P) e dos navios-patrulha da classe Tejo em 2014 (como solução transitória para mitigar o atraso dos NPC 2000). O processo de aquisição do navio de assalto anfíbio francês Siroco, como alternativa ao suspenso NPL, acabou por não se concretizar em 2015, continuando assim as Forças Armadas Portuguesas sem dispor de um navio de projeção estratégica que potencialize a sua capacidade expedicionária.
Com o objetivo de garantir uma capacidade nacional autónoma de intervenção no exterior em situações de crise (como seria o caso de resgate de cidadãos portugueses de países em conflito), as Forças Armadas Portuguesas criaram a Força de Reação Imediata (FRI) em 2010. A FRI inclui componentes naval, terrestre, aérea e de operações especiais, tendo o seu núcleo inicial uma prontidão operacional de 48 horas, com meios dos três ramos das Forças Armadas permanentemente atribuídos.
Em abril de 2013, o Governo de Portugal aprovou uma reforma estrutural da defesa nacional denominada "Defesa 2020". O seu objetivo foi o de definir os níveis de ambição das Forças Armadas, estabelecendo parâmetros orientadores para o planeamento estratégico, reforçando as responsabilidades do chefe do Estado-Maior-General das Forças Armadas na execução da estratégia militar aprovada, reduzindo o número de recursos humanos, mas ao mesmo tempo, melhorar a gestão dos mesos e reforçando a coordenação entre o Estado-Maior-General das Forças Armadas, os ramos das Forças Armadas e o Ministério da Defesa Nacional. Ao abrigo da reforma Defesa 2020, as Forças Armadas Portuguesas geram três tipos de conjuntos de forças:
1. Força de Reação Imediata (FRI): uma força de ação rápida, dedicada à resposta nacional em situações complexas de emergência e a missões especiais como a de evacuação de cidadãos portugueses de países em crise ou em conflito;
2. Forças Permanentes em Ação de Soberania (FPAS): conjunto de forças dedicadas à realização de missões permanentes de defesa da soberania nacional e das áreas de jurisdição de responsabilidade nacional, incluindo a defesa aérea, o patrulhamento, vigilância e fiscalização aérea e marítima, a vigilância terrestre quando solicitada, a busca e salvamento, a defesa nuclear, biológica, química e radiológica, a resposta a calamidades e outras missões de interesse público;
3. Conjunto Modular de Forças (CMF): forças dedicadas ao cumprimento dos compromissos internacionais de Portugal, destacadas no exterior por períodos de seis meses, capazes de serem empenhadas em três operações menores simultâneas ou numa única grande operação. Estas forças são conhecidas como "forças nacionais destacadas (FND)".[35]

## Organização

### Estado-Maior-General das Forças Armadas

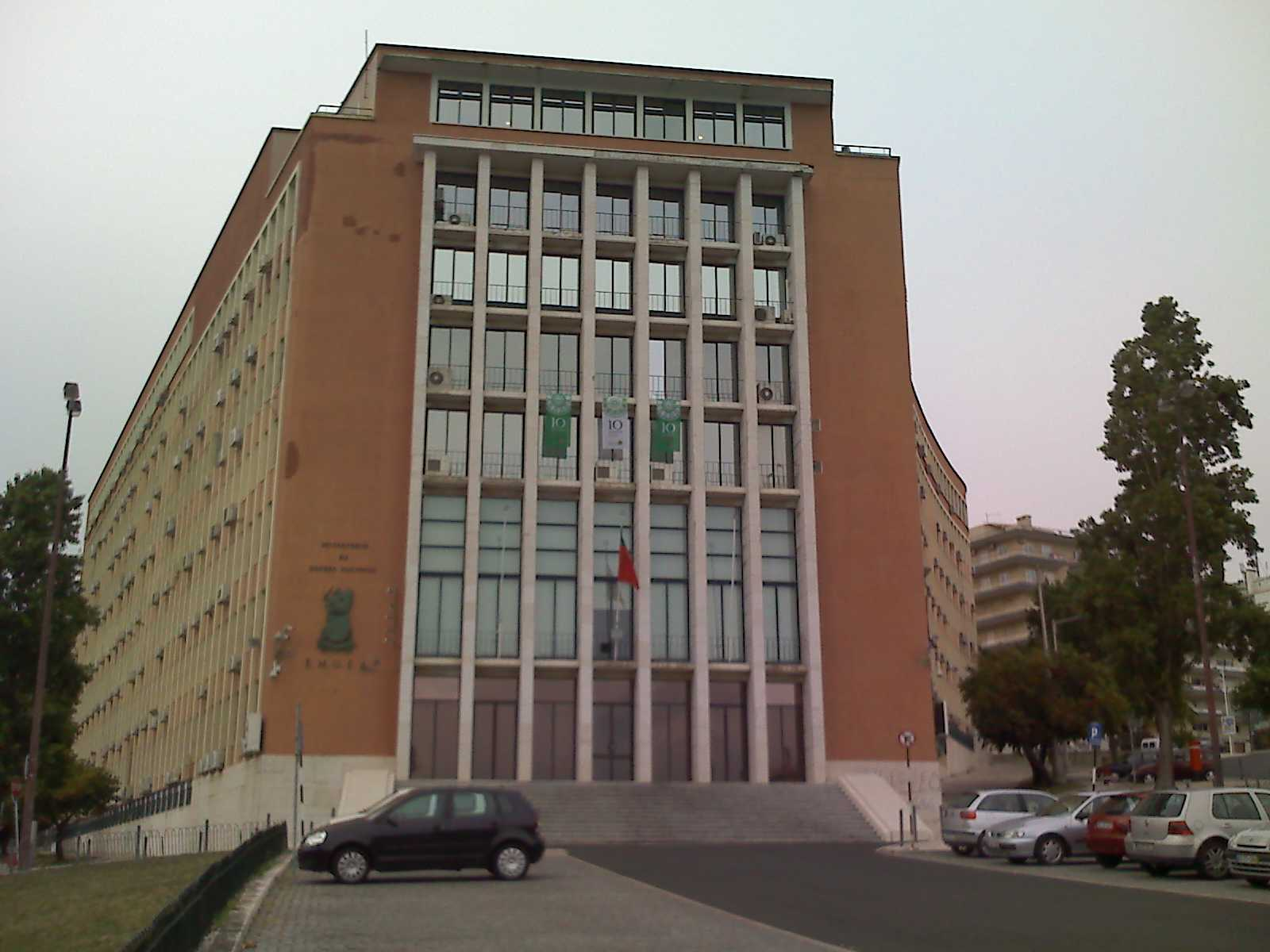
Sede do EMGFA e do Ministério da Defesa Nacional em Lisboa

O Estado-Maior-General das Forças Armadas (EMGFA) é o órgão superior e o quartel-general das Forças Armadas Portuguesas. É responsável pelo planeamento, direção, controle e execução da estratégia de defesa militar, bem como pelo emprego das Forças Armadas no cumprimento das missões e tarefas operacionais que lhes competem. Também é responsável pelo ensino superior militar, pela saúde militar, pelas informações e segurança militares, pela ciberdefesa, pelos aspetos militares do programa espacial da defesa nacional e pela inovação e transformação das Forças Armadas.
O EMGFA é chefiado pelo chefe do Estado-Maior-General das Forças Armadas e compreende:
- Estado-Maior Conjunto;
- Comando Conjunto para as Operações Militares;
- Comando Operacional dos Açores;
- Comando Operacional da Madeira;
- Centro de Informações e Segurança Militares (CISMil);
- Centro de Comunicações e Informação, Ciberespaço e Espaço,
  - Comando de Operações de Ciberdefesa (COCiber);
- Direção de Saúde Militar,
  - Unidade de Ensino, Formação e Investigação da Saúde Militar;
- Direção de Finanças;
- Instituto Universitário Militar;
- Hospital das Forças Armadas.[4]

### Chefe do Estado-Maior-General das Forças Armadas
O chefe do Estado-Maior-General das Forças Armadas (CEMGFA) é o principal conselheiro militar do ministro da Defesa Nacional e o chefe de mais elevada autoridade na hierarquia das Forças Armadas Portuguesas. É um almirante ou general (oficial general de quatro estrelas) originário de um dos três ramos das Forças Armadas. O oficial general que exerce ou exerceu o cargo de CEMGFA usa quatro estrelas douradas como distintivo, em contraste com os restantes oficiais generais de quatro estrelas que as usam prateadas.
O CEMGFA é nomeado e exonerado pelo Presidente da República por proposta do Governo. A nomeação deve ser precedida de audição, através do ministro da Defesa Nacional, do Conselho de Chefes de Estado-Maior. Se o Presidente da República descordar do nome proposto, o Governo terá que apresentar outra proposta. Tradicionalmente, existe uma rotação entre os ramos das Forças Armadas de origem do CEGMFA, mas esta é uma regra não obrigatória e nem sempre cumprida.
Compete ao CEMGFA a responsabilidade pelo planeamento e implementação da estratégia militar operacional, respondendo, perante o Governo e através do ministro da Defesa Nacional, pela capacidade de resposta militar das Forças Armadas. É o comandante operacional das Forças Armadas, sendo responsável pelo emprego de todas as forças e meios da componente operacional do sistema de forças em missões de natureza operacional. A sustentação das forças e meios dos diversos ramos está sob a respetiva responsabilidade, estando os seus chefes de estado-maior na dependência do CEMGFA para tal.
Na sua ausência ou impedimento, o CEMGFA é substituído pelo chefe de estado-maior do ramos em funções há mais tempo.

### Ramos das Forças Armadas
As Forças Armadas Portuguesas são compostas por três ramos (Marinha, Exército e Força Aérea), que correspondem às componentes que operam primariamente nos ambientes naval, terrestre e aéreo. Estabelecidas há centenas de anos, a Marinha e o Exército são muito mais antigas como instituições que as próprias Forças Armadas. A Força Aérea é contudo mais recente, tendo sido estabelecida como ramo independente já depois da criação das Forças Armadas como uma entidade própria. Os ramos das Forças Armadas têm como missão principal a de participarem, de forma integrada, na defesa da Nação, dentro dos termos definidos pela Constituição e pela lei, sendo especialmente vocacionados para a geração, preparação e sustentação dos elementos da componente operacional do sistema de forças, bem como para o cumprimento de missões específicas que lhes sejam atribuídas pelo CEMGFA. A Marinha e a Força Aérea têm também a responsabilidade de assegurar os serviços de busca e salvamento marítimo e aéreo.

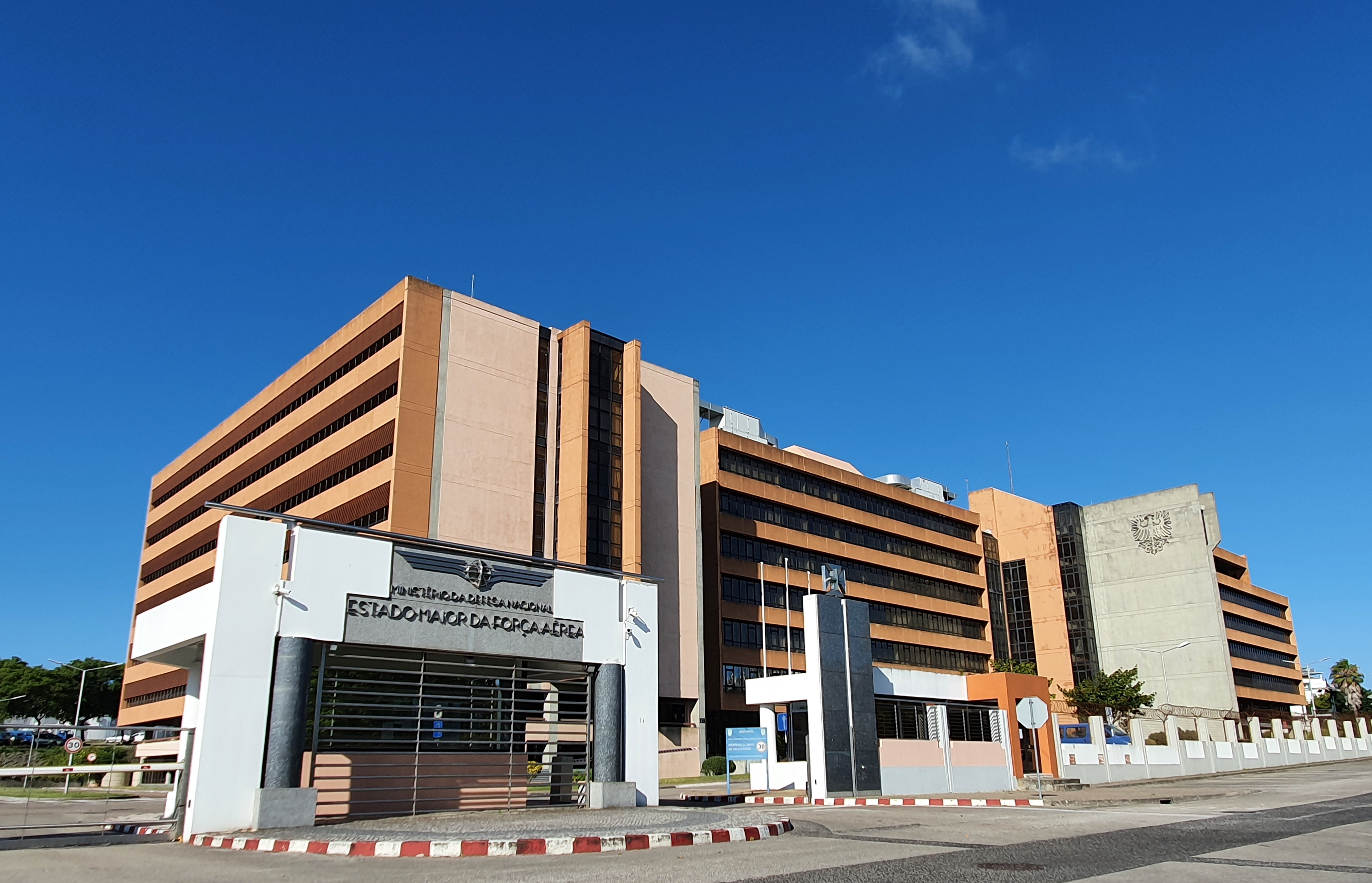
Instalações da Força Aérea em Alfragide, sede do Estado-Maior e dos órgãos centrais de administração e direção daquele ramo.

O crescente nível de integração e de padronização dos diferentes ramos das Forças Armadas levou a que os respetivos modelos de organização se tenham aproximado. Atualmente, todos os três ramos têm um modelo semelhante de estrutura, que inclui os seguintes tipos de órgãos e elementos:
- Chefe de estado-maior do ramo: constitui o comandante do respetivo ramo. É coadjuvado por um 2º comandante do ramo, designado "vice-chefe de estado-maior";
- Estado-maior do ramo: constitui o órgão de planeamento e de apoio à decisão do respetivo chefe de estado-maior, podendo também assumir funções de direção, controlo, aconselhamento ou inspeção. É coordenado por um oficial general designado "subchefe de estado-maior";
- Órgãos centrais de administração e direção: têm um carácter funcional e visam assegurar a direção e execução de áreas ou atividades específicas essenciais, designadamente a gestão dos recursos humanos, materiais, financeiros, de informação e de infraestruturas;
- Comando de componente: destina-se a apoiar o exercício do comando do chefe de estado-maior do respetivo ramo. À Marinha, ao Exército e à Força Aérea correspondem, respetivamente, os comandos de componente naval, aérea e terrestre;
- Órgãos de conselho: destinam-se a apoiar a decisão do chefe de estado-maior do respetivo ramo em assuntos especiais e importantes, relacionados com a preparação, disciplina e administração do ramo.
- Órgãos de inspeção: destinam-se a apoiar o exercício da função de controlo e avaliação pelo chefe do estado-maior do ramos;
- Órgãos de base: são aqueles que visam a formação, a sustentação e o apoio geral de cada ramo, fazendo parte da componente fixa do respetivo sistema de forças;
- Elementos da componente operacional do sistema de forças: são as forças e meios do ramo destinados ao cumprimento das missões operacionais..[4]

Além dos órgãos de caráter geral comuns aos diferentes ramos, cada um deles integra também alguns órgãos de caráter específico. Assim, a Marinha integra o Instituto Hidrográfico e o Serviço de de Busca e Salvamento Marítimo, o Exército integra o Laboratório Nacional do Medicamento e a Força Aérea integra o Serviço de Busca e Salvamento Aéreo.
De observar que a Autoridade Marítima Nacional continua a funcionar de forma integrada com a Marinha, apesar de formalmente se ter tornado numa entidade separada desta. O mesmo acontece com a Autoridade Nacional Aeronáutica em relação à Força Aérea.

### Chefes de estado-maior dos ramos
Os chefes de estado-maior da Armada (CEMA), do Exército (CEME) e da Força Aérea (CEMFA) são os comandantes, respetivamente, da Marinha, do Exército e da Força Aérea. Constituem os chefes militares de mais elevada autoridade na hierarquia dos respetivos ramos, sendo os principais conselheiros do CEGMFA nos assuntos específicos de cada um deles. O chefe de estado-maior de cada ramo é um almirante (na Marinha) ou general (nos restantes ramos), constituindo o único oficial general de quatro estrelas em serviço ativo no respetivo ramo.
Os chefes de estado-maior dos ramos integram a estrutura de comando operacional das Forças Armadas, como comandantes subordinados do CEMGFA. Para além dos aspetos operacionais, também dependem do CEGMFA, nos aspetos relacionados com a estratégia de defesa militar, o ensino superior militar, a saúde militar, as informações e segurança militares, a ciberdefesa, os aspetos militares do programa espacial da defesa nacional, a inovação e transformação nas Forças Armadas, e outras áreas de atividade conjunta ou integrada, bem como com o emprego dos meios e capacidades militares.
Até 2021, os chefes do estado-maior do ramos estavam diretamente subordinados ao ministro da Defesa Nacional - e não ao CEMGFA - em todos os assuntos não operacionais. Atualmente, ainda se relacionam diretamente com o ministro da Defesa Nacional em alguns aspetos relacionados com órgãos regulados por legislação própria, com as leis de programação e de infraestruturas militares, com matérias administrativas e orçamentais e com os serviços de busca e salvamento marítimo e aéreo.
Os chefes de estado-maior dos ramos são nomeados e exonerados pelo Presidente da República, por proposta do Governo, num processo análogo ao do CEMGFA. No caso destes, a audição feita é do conselho superior do ramo respetivo.

### Órgãos militares de conselho
São órgãos militares de conselho, o Conselho de Chefes de Estado-Maior, os conselhos superiores dos ramos e os conselhos dos diversos quadros especiais de cada ramo.
O Conselho de Chefes de Estado-Maior é o principal órgão de consulta do CEMGFA sobre as matérias das Forças Armadas. É constituído pelo CEMGFA, pelos chefes de estado-maior dos três ramos e eventualmente por outras entidades que sejam convidadas a participar sem direito de voto.
Em cada um dos ramos, existe um conselho superior presidido pelo respetivo chefe de estado-maior. São eles o Conselho do Almirantado, o Conselho Superior do Exército e o Conselho Superior da Força Aérea.
Para além do respetivo conselho superior, em cada ramo existem também conselhos dos vários quadros especiais onde se integram o respetivos militares. São eles os conselhos das classes na Marinha, os conselhos das armas e dos serviços no Exército e os conselhos das especialidades na Força Aérea.

## Os três ramos das Forças Armadas

### Marinha

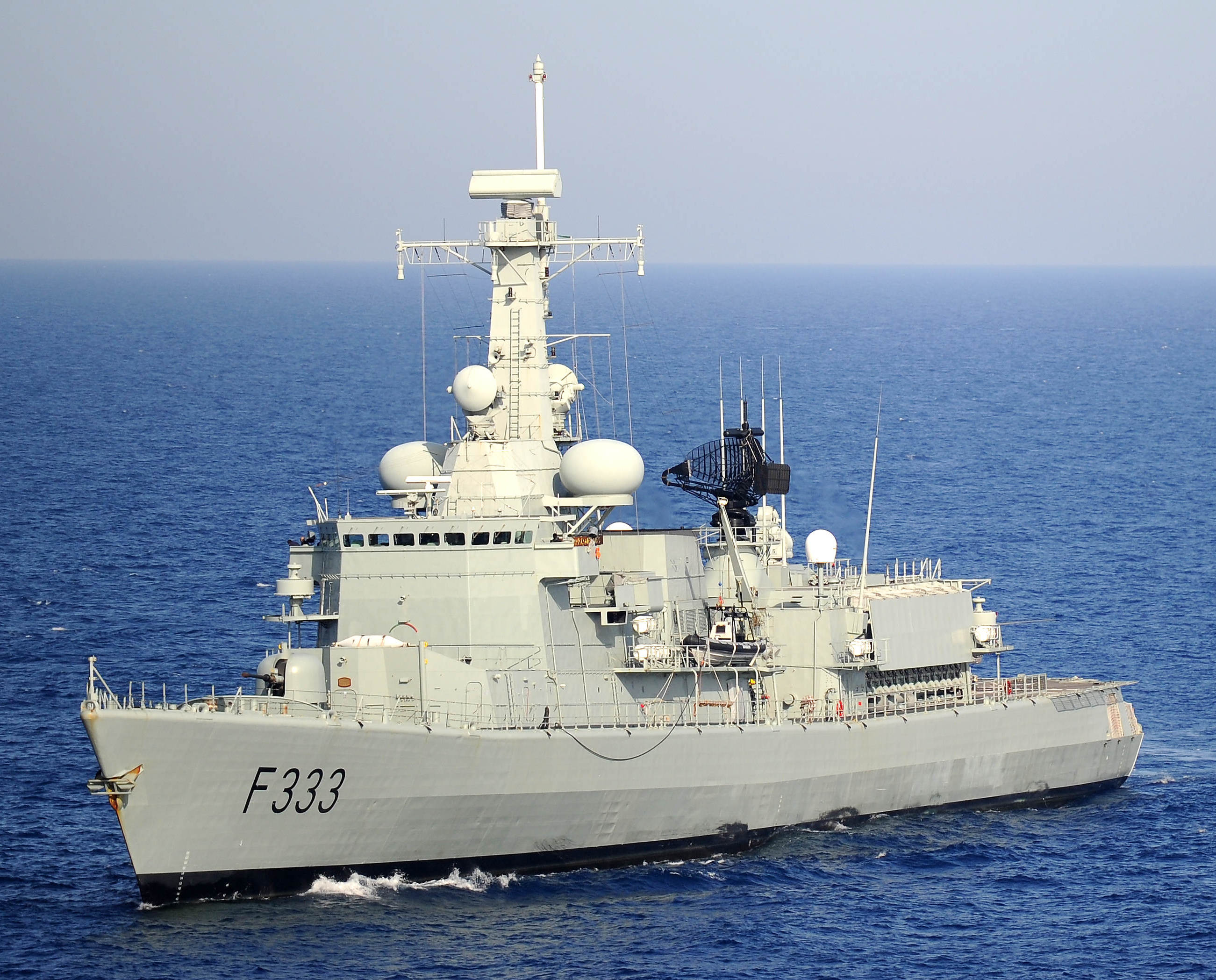
Marinha: fragata NRP Bartolomeu Dias (F333)

A Marinha - também referida como "Armada"  - constitui a componente naval das Forças Armadas Portuguesas. Compreende cerca de 8000 militares  (incluindo 1500 fuzileiros) e cerca de 40 unidades navais (fragatas, submarinos, corvetas, patrulhas oceânicos, patrulhas, lanchas, navios hidrográficos e veleiros), cinco helicópteros, além de cerca de 50 unidades auxiliares.
Tendo sido criada há mais de 700 anos, a Marinha Portuguesa é considerada a mais antiga do mundo em existência ininterrupta. Foi estabelecida como instituição permanente em 1317, através da instituição do cargo de almirante de Portugal. A mais antiga batalha naval em que se conhece terem participado forças navais portuguesas ocorreu contudo ainda antes, em 1180.
Em contraste com o Exército e com a Força Aérea (cujas funções foram sempre essencialmente apenas de natureza militar), historicamente a Marinha teve sempre um carácter mais heterogéneo, desempenhando muitas funções de natureza não militar. Assim - para além de compreender um ramo com funções militares (ramo naval, também conhecido como "Armada"), constituindo uma componente das Forças Armadas - compreendia também um ramo não militar (ramo marítimo ou de fomento marítimo), com as funções de administração, fomento e autoridade no mar. O ramo marítimo era responsável pela prestação de vários serviços públicos marítimos, incluindo os de farolagem e balizagem costeira, de socorros a náufragos, de policiamento marítimo e de hidrografia, bem como era responsável pela tutela sobre a marinha mercante, as pescas e outras atividades marítimas. A Marinha e os seus vários ramos estavam administrativamente integrados no Ministério da Marinha. Apesar da extinção daquele ministério em 1974 e da consequente transferência de muitas das suas atribuições para outros departamentos governamentais, a Marinha ainda mantém parte das suas características de instituição heterogénea e multifuncional, continuando a abranger uma componente não militar fora âmbito das Forças Armadas.
A Marinha é comandada pelo chefe do Estado-Maior da Armada e inclui também o Estado-Maior da Armada, as superintendências de Pessoal, de Material, de Finanças e de Tecnologias de Informação, o Comando Naval (comando de de componente naval, com cinco comandos de zona marítima subordinados), o Conselho do Almirantado e a Inspeção-Geral da Marinha. Os órgãos de base da Marinha incluem a Base Naval de Lisboa, a Unidade de Apoio às Instalações Centrais da Marinha, a Escola Naval, as escolas de Fuzileiros, de Hidrografia e Oceanografia, de Mergulhadores e de Tecnologias Navais, o Centro Integrado de Treino e Avaliação Naval, as esquadrilhas de Navios de Superfície, de Subsuperfície e de Helicópteros. Os elementos da componente operacional do sistema de forças da Marinha incluem o Comando do Corpo de Fuzileiros, as forças navais e de fuzileiros, as unidades operacionais navais, de fuzileiros e de mergulhadores, o Centro de Operações Marítimas, os postos de comando das zonas marítimas, das forças e das unidades operacionais, os centros de Comunicações de Dados e de Cifra da Marinha e de Comunicações dos Açores, os postos rádio dos comandos de zona marítima e o Centro e Gestão e Análise de Dados Operacionais. O Corpo de Fuzileiros é uma força de infantaria naval vocacionada para a projeção de força anfíbia, proteção da força e operações especiais marítimas. Entre outros elementos, fazem parte do Corpo de Fuzileiros, o Destacamento de Ações Especiais, o Pelotão de Abordagem e a Polícia Naval. O Agrupamento de Mergulhadores constitui a unidade de mergulhadores de combate da Marinha.
Estão também integrados na Marinha, mas sujeitos a legislação própria, o Instituto Hidrográfico e o Serviço de Busca e Salvamento Marítimo.
A Autoridade Marítima Nacional (AMN) encontra-se integrada na estrutura institucional da Marinha, mas constitui uma entidade legal própria que não faz parte das Forças Armadas. O CEMA exerce por inerência a função de AMN, dirigindo a sua estrutura, que é constituída pela Direção-Geral de Autoridade Marítima (que inclui, entre outros, o Instituto de Socorros a Náufragos, a Direção de Faróis, os departamentos marítimos e as capitanias dos portos) e pela Polícia Marítima. Na sua qualidade de AMN, o CEMA reporta diretamente ao ministro da Defesa Nacional.

### Exército

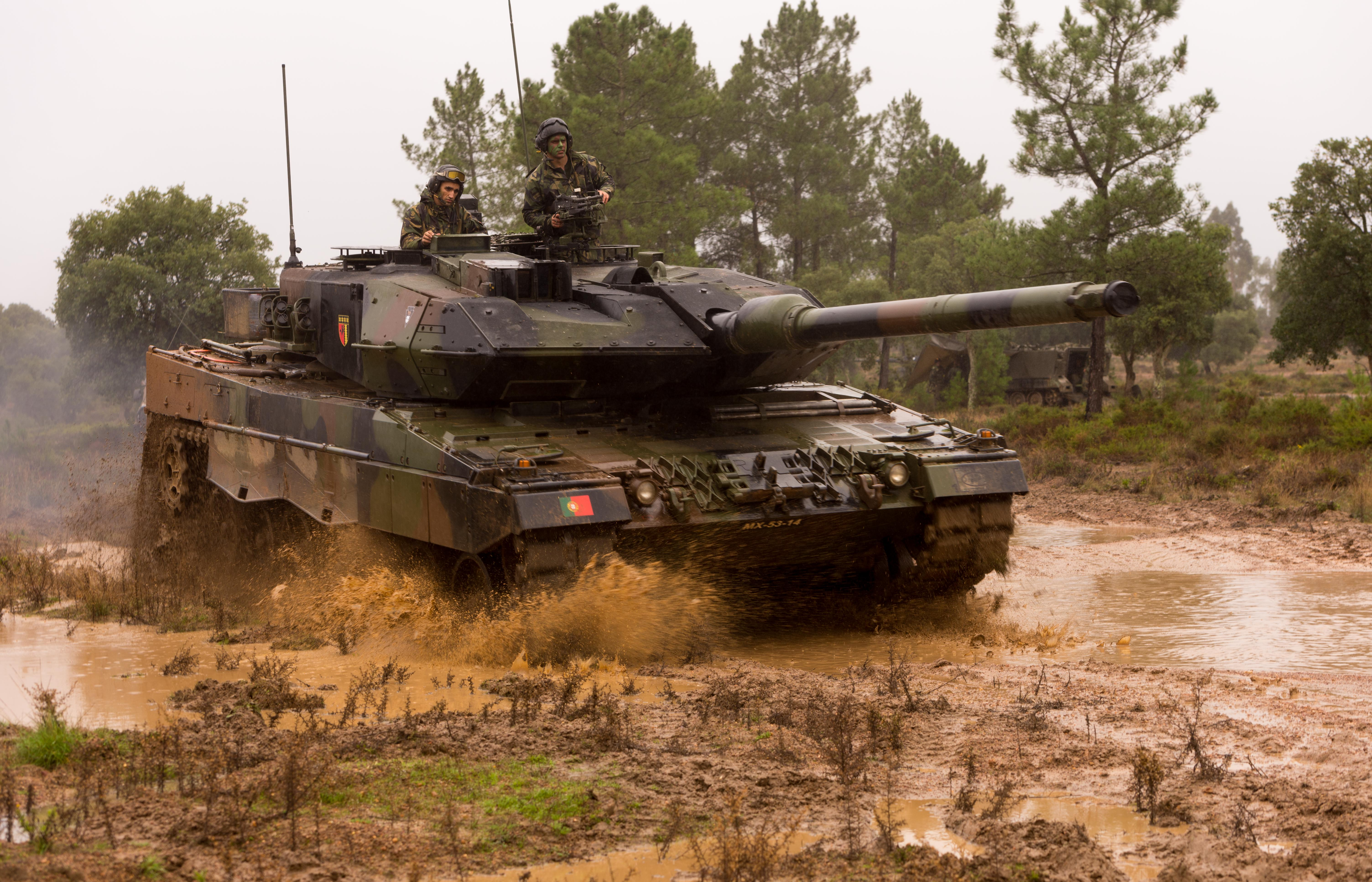
Exército: carro de combate Leopard 2

O Exército constitui a componente terrestre das Forças Armadas Portuguesas, sendo o seu maior ramo em termos de efetivos. Compreende cerca de 14 000 militares, 37 carros de combate (Leopard 2A6), cerca de 500 viaturas blindadas de transporte de pessoal de lagartas (M113) e de rodas (Pandur II), cerca de 200 viaturas táticas ligeiras blindadas (URO VAMTAC, HMMWV e Panhard M11), cerca de 100 viaturas blindadas de outros tipos, cerca de 80 obuses de artilharia de campanha, além de outros armamentos e equipamentos de engenharia, transmissões e serviços. A principal arma da infantaria é a espingarda de assalto FN SCAR, que a partir de 2019 começou a substituir gradualmente a antiga espingarda G3, bem como a espingarda IMI Galil que era usada pelas tropas paraquedistas. Os militares do Exército têm vindo a ser individualmente equipados com os Sistemas de Combate do Soldado, que incluem o novo uniforme de combate ergonómico, com camuflagem multiterreno, sistemas de carga, equipamento de sobrevivência, colete tático e capacete modular.
O Exército Português tem uma longa história que remonta à Hoste Real do século XII, durante o período inicial do Reino de Portugal. As bases de um exército permanente foram estabelecidas em 1570, com a criação definitiva das Ordenanças. Em meados do século XVII, as forças terrestres portuguesas começaram a ser designadas "Exército" e passaram a incluir unidades profissionais, além das unidades de milícias e de ordenanças.
O Exército é comandado pelo chefe do Estado-Maior do Exército e inclui também o Estado-Maior do Exército, os comandos do Pessoal e da Logística, a Direção de Finanças, o Comando das Forças Terrestres (comando de componente terrestres, com dois comandos de zona militar subordinados) e a Inspeção-Geral do Exército. Os órgãos  de base do Exército subdividem-se pelas áreas de obtenção e administração de recursos humanos (os centros de Psicologia Aplicada e de recrutamento e os gabinetes de classificação e seleção e de atendimento ao público), de aprontamento de forças (os regimentos de artilharia, cavalaria, engenharia, Transmissões, Artilharia Antiaérea, Lanceiros, guarnição, Comandos, Paraquedistas e Apoio Militar de Emergência, o Campo Militar de Santa Margarida e os centros de Tropas de Operações Especiais, de Segurança Militar e de Informações e de Informação Geoespacial), de apoio logístico (os centros e unidades de saúde militar, as unidades militares de Medicina Veterinária e Laboratorial de Defesa Química e Biológica, o Laboratório Nacional do Medicamento, os regimentos de Manutenção e de Transportes e a Unidade de Apoio Geral de Material do Exército), de ensino e formação (a Academia Militar, as escolas  das Armas, dos Serviços e de Sargentos do Exército, o Colégio Militar e o Instituto Militar dos Pupilos do Exército) e de divulgação e preservação da cultura militar (o Jornal do Exército, a Biblioteca do Exército, os arquivos Histórico Militar e Geral do Exército, os museus militares, a Banda do Exército e a Fanfarra do Exército). Os elementos da componente operacional do sistema de forças do Exército são as brigadas Mecanizada, de Intervenção e de Reação Rápida, as forças das zonas militares dos Açores e da Madeira e as forças de Apoio Geral e de Apoio Militar de Emergência.
O Exército subdivide-se tradicionalmente em ramos designados "armas" se têm uma função de combate ou "serviços" se têm uma função logística. Os principiais são as armas de artilharia, cavalaria, infantaria, engenharia e transmissões e os serviços de saúde, administração militar, material e transportes. No passado, cada arma ou serviço constituía um organismo que incluía geralmente uma direção técnica, uma escola prática, as unidades da respetiva arma ou serviço e um quadro especial de pessoal. As armas e serviços deixaram de existir como organismos em 1993, mas continuam a existir como quadros especiais dentro dos quais são integrados os militares de acordo com a sua especialidade. Muitos dos regimentos do Exército continuam também a estar associados a uma determinada arma, em alguns casos apenas por mera tradição dado já não terem funções relacionadas com aquela.

### Força Aérea

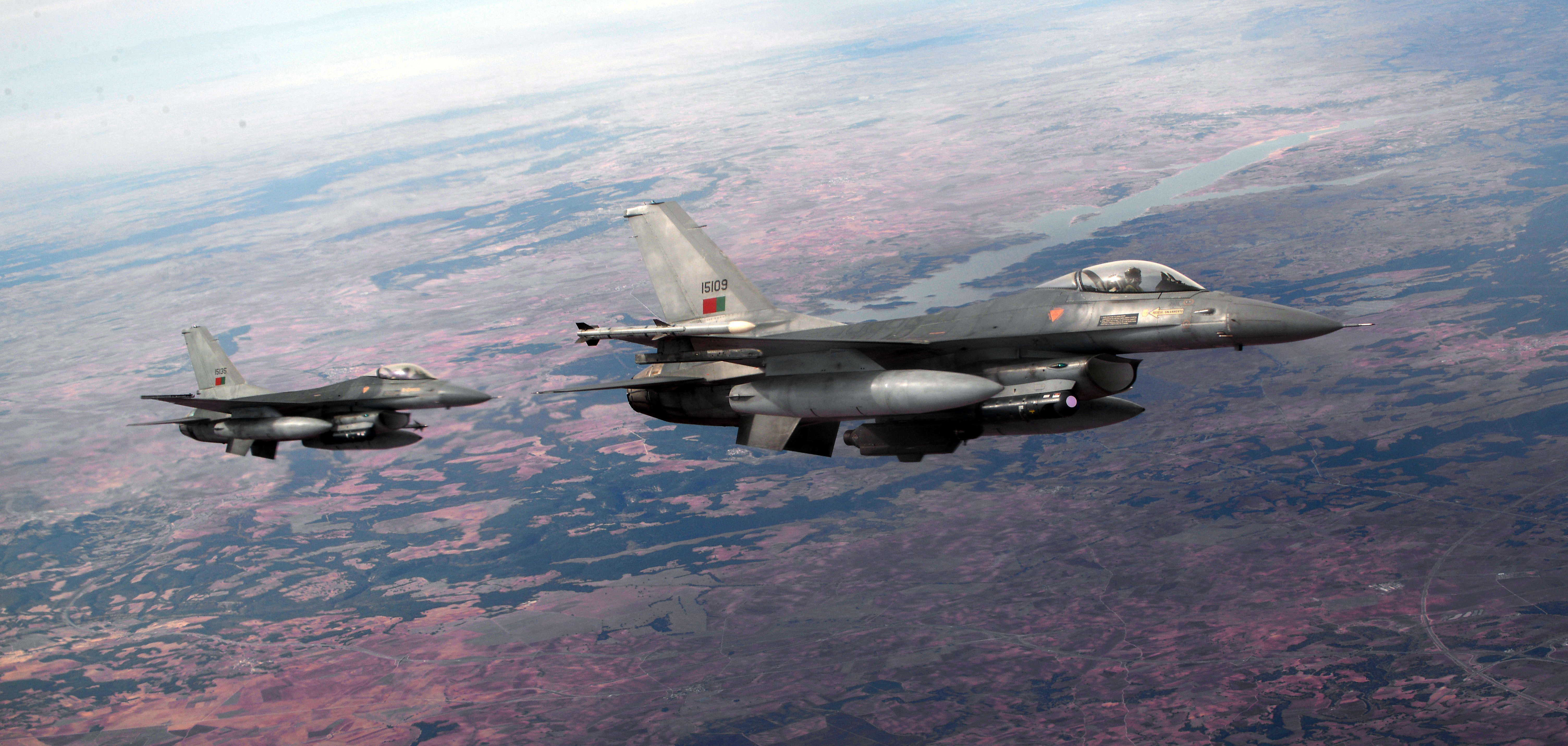
Força Aérea: aviões de combate F-16

A Força Aérea constitui a componente aérea das Forças Armadas Portuguesas, sendo o seu ramo mais recente. Inclui cerca de 6000 militares e cerca de 100 aeronaves. Entre as aeronaves incluem-se aviões de combate (General Dynamics F-16), de patrulhamento marítimo (P-3 Orion e C-295 Persuader), de transporte (C-295, C-130 Hercules, C-390 Millennium, Falcon 50 e Falcon 900) e de instrução (TB 30 Epsilon e Chipmunk), helicópteros (AW119 Koala, UH-60 Black Hawk e AW101 Merlin), veículos aéreos não tripulados (UAVision OGASSA) e planadores (ASK 21).
O que é hoje a Força Aérea Portuguesa (FAP) foi constituída como um ramo independente das Forças Armadas em 1952, quando a Aeronáutica Militar foi completamente separada do Exército, ao mesmo tempo passando a controlar a Aviação Naval. Em 1956, a Aeronáutica Militar passou a ser também designada "Força Aérea Portuguesa", nome que acabou por prevalecer em detrimento do primeiro. Em 1957, as Forças Aeronavais (antiga Aviação Naval) - que até então continuavam a constituir um ramo especial, constituído com pessoal da Marinha - foram completamente integradas na FAP.
A Força Aérea é comandada pelo chefe do Estado-Maior da Força Aérea e inclui o Estado-Maior da Força Aérea, os comandos de Pessoal e de Logística da Força Aérea, a Direção de Finanças, o Comando Aéreo (comando de componente aérea, com dois comandos de zona aérea subordinados, um deles não ativado) e a Inspeção-Geral da Força Aérea. Os órgãos de base da Força Aérea incluem a Academia da Força Aérea, o Centro de Formação Militar e Técnica da Força Aérea, seis bases aéreas, aeródromos de trânsito e de manobra, quatro estações de radar, as unidades de Apoio de Lisboa e de Aprontamento e Apoio Operacional, os centros de Psicologia e de Recrutamento da Força Aérea e o Depósito-Geral de Material da Força Aérea. Os elementos da componente operacional do sistema de forças incluem as unidades aéreas (esquadras de instrução, de caça, de ataque, de transporte, de patrulhamento marítimo, de busca e salvamento e de veículos aéreos não tripulados) e as unidades de intervenção antiaérea (não ativadas). A Polícia Aérea constitui o elemento de combate terrestre da Força Aérea, assegurando as funções de polícia militar e de proteção da força e incluindo uma unidade de operações especiais, o Núcleo de Operações Táticas de Proteção.

## Guarda Nacional Republicana

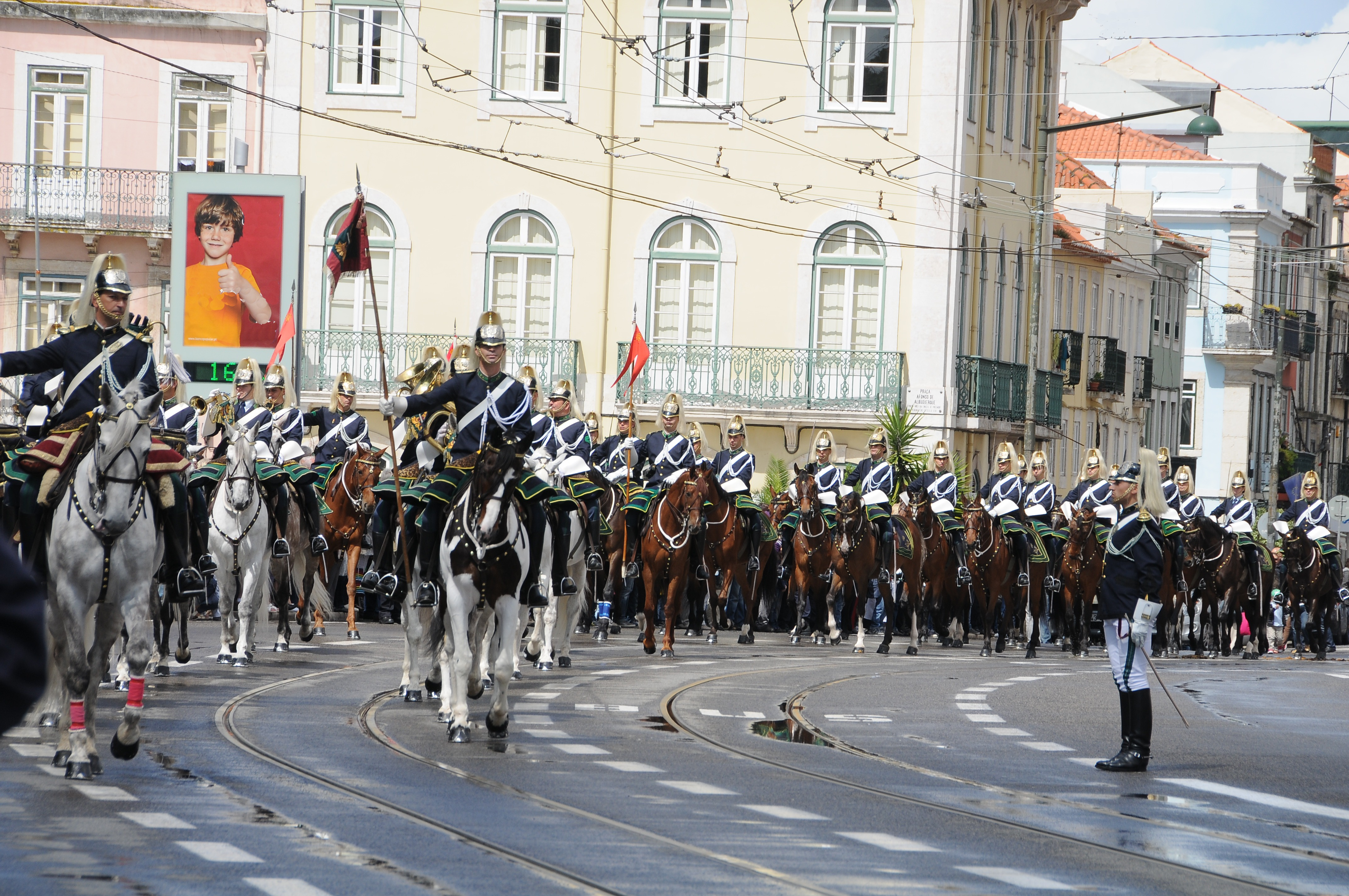
Esquadrão Presidencial da GNR dirigindo-se ao Palácio de Belém para efetuar o render da guarda.

A Guarda Nacional Republicana (GNR) constitui uma força de segurança portuguesa, definida legalmente como um "corpo especial de tropas" (correspondendo ao conceito internacional de "gendarmaria") e que tem a particularidade de ser uma força militar, mas que não faz parte das Forças Armadas. A GNR pode contudo ser colocada sob o comando operacional do chefe do Estado-Maior-General das Forças Armadas nos casos previstos pelas leis que governam a defesa nacional, as Forças Armadas, o estado de sítio e o estado de emergência.
A GNR integra o sistema de segurança interna de Portugal. Está presente sobretudo no território continental português, onde é responsável pelo policiamento preventivo da maioria das áreas rurais e pequenos centros populacionais, pelo patrulhamento rodoviário, pela proteção ambiental e pelo controlo fiscal, fronteiriço e costeiro. Nos arquipélagos atlânticos portugueses - onde a maioria do policiamento preventivo, inclusive rural e rodoviário, está concentrado na Polícia de Segurança Pública - a GNR tem uma presença mais limitada, focando-se apenas no policiamento ambiental, fiscal e costeiro. A GNR também desenvolve algumas missões de carácter especial como a prestação de segurança e honras de Estado (incluindo a escolta e a guarda do Presidente da República e da Assembleia da República) e o socorro e combate a incêndios florestais. A GNR encontra-se subordinada ao ministro da Administração Interna, exceto no âmbito dos uniformes, doutrina militar, equipamento e armamento para os quais depende do ministro da Defesa Nacional. Inclui cerca de 26 000 militares, sendo os seus oficiais formados em cursos especiais ministrados na Academia Militar.
Apesar de ser primariamente uma força de segurança, a GNR mantém funções militares que, em situação de guerra ou exceção, podem ser desempenhadas em articulação com as Forças Armadas e sob o comando do CEMGFA. Está especialmente vocacionada para o desempenho de operações militares que não de guerra. Neste âmbito, têm sido empregues forças da GNR em missões internacionais realizadas em países de alto risco de conflito e como tal não apropriadas para forças de polícia civil, mas que por outro lado não têm ainda um nível de conflito suficientemente elevado que justifique o emprego de unidades das Forças Armadas. Algumas destas missões têm sido realizadas no âmbito das unidades especializadas multinacionais (MSU) da Força de Gendarmaria Europeia.

## Forças especiais
As Forças Armadas Portuguesas incluem vários tipos de unidades de forças especiais, distribuídas pelos seus três ramos. No EMGFA e na dependência do Comando Conjunto das Operações Militares, funciona a Célula de Planeamento de Operações Especiais.

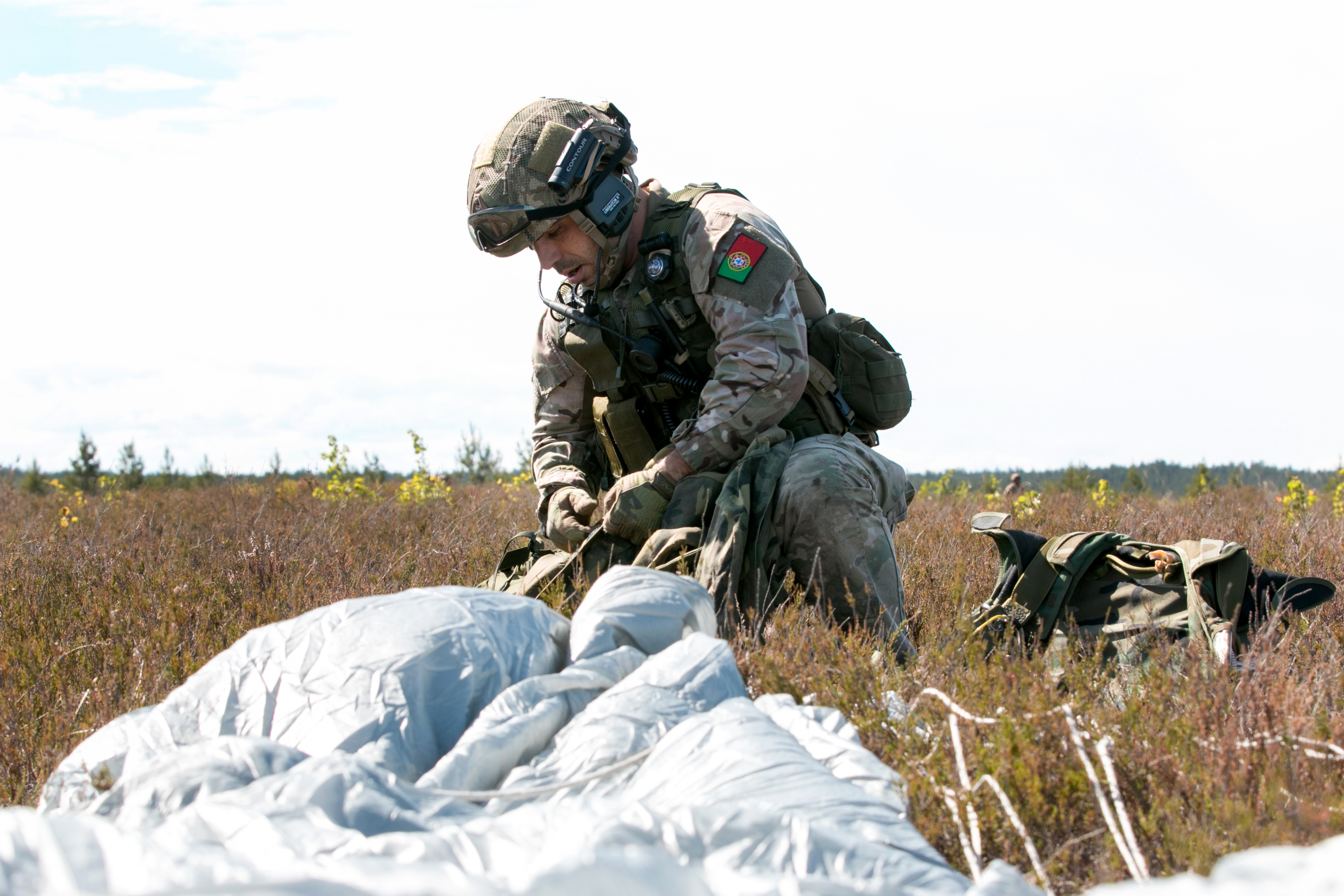
Saltador operacional a grande altitude (SOGA) da Companhia de Precursores Aeroterrestres, após efetuar um salto HALO.

O Corpo de Fuzileiros constitui a força especial da Marinha. É uma força de infantaria naval ligeira, vocacionada para a realização de operações anfíbias, abordagens no mar, proteção das instalações e unidades navais e serviço de polícia militar naval. O Corpo de Fuzileiros inclui ele próprio uma unidade de operações especiais marítimas, consubstanciada no Destacamento de Ações Especiais. Outra unidade de características especiais do Corpo de Fuzileiros é o seu Pelotão de Abordagens (Pelboard), constituído por equipas especializadas em ações de visita, abordagem, busca e apreensão de embarcações (VBSS), em situações de alto risco. Na dependência da sua Esquadrilha de Subsuperfície, a Marinha inclui também o Agrupamento de Mergulhadores, que apesar de desempenhar algumas missões especiais, não é normalmente considerada uma unidade de forças especiais.
As forças especiais do Exército incluem as tropas paraquedistas, os comandos e as tropas de operações especiais. As tropas paraquedistas são essencialmente uma força ligeira, vocacionada para a realização de operações convencionais, com capacidade de inserção no teatro de operações por meio de paraquedas. No seio das tropas paraquedistas, existe uma unidade especializada em infiltração e reconhecimento especial consubstanciada na Companhia de Precursores Aeroterrestres. Os comandos constituem uma força de infantaria ligeira de assalto, vocacionada para a realização de operações convencionais de natureza ofensiva. As tropas de operações especiais são uma força vocacionada para a realização de operações não convencionais, incluindo de as reconhecimento profundo, de guerrilha e de contraterrorismo. Todas as unidades de tropas especiais do Exército estão integradas na Brigada de Reação Rápida.
A Força Aérea também dispõe de uma pequena unidade de forças especiais, que consiste no Núcleo de Operações Táticas de Proteção (NOTP). O NOTP faz parte da Polícia Aérea e dedica-se essencialmente à proteção das forças, meios e pessoal da Força Aérea destacados em áreas de alto risco.

## Pessoal
No final de 2023, as Forças Armadas Portuguesas tinham um efetivo total de 23 425 militares, um número significativamente abaixo do efetivo autorizado de 32 000. Destes, 10 969 integravam o Exército, 6793 integravam a Marinha e 5663 integravam a Força Aérea. Do total de efetivos, 86% eram homens e 14% eram mulheres.
Desde a completa abolição do serviço militar obrigatório, durante o tempo de paz, em 2004, as Forças Armadas integram apenas militares profissionais.

### Serviço militar
Segundo a Constituição e a lei, a defesa da Pátria é direito e dever fundamental de todos os portugueses. Os cidadãos portugueses têm obrigações militares desde o primeiro dia do ano em que completam 18 anos de idade até último dia do ano em que completam 35 anos.
O serviço militar abrange as seguintes situações:
- Serviço efetivo: é a situação dos cidadãos enquanto permanecem ao serviço das Forças Armadas. Inclui as seguintes modalidades:

1. Quadros permanentes (QP): integram os cidadãos que ingressaram voluntariamente na carreira militar e se encontram permanentemente vinculados às Forças Armadas,
2. Regime de contrato (RC): prestação de serviço militar voluntário por parte dos cidadãos durante um período de tempo limitado, com vista à satisfação das necessidades das Forças Armadas ou ao seu eventual ingresso nos QP,
3. Regime de voluntariado (RV): assunção voluntária de um vínculo às Forças Armadas por um período de 12 meses, findo o qual o militar pode ingressar no serviço efetivo em RC,
4. Decorrente de convocação ou mobilização: serviço militar prestado na sequência do recrutamento excecional, nos termos previstos na lei;

- Reserva de recrutamento: é constituída pelos cidadãos portugueses dos 18 aos 35 anos de idade, que, não tendo prestado serviço efetivo nas fileiras, podem ser objeto de recrutamento excecional;
- Reserva de disponibilidade: é constituída pelos cidadãos portugueses que cessaram a prestação de serviço militar, destinando-se a permitir o aumento dos efetivos das Forças Armadas até aos quantitativos tidos por adequados. Para efeito de convocação, abrange o período de seis anos subsequente ao termo do serviço efetivo, sem prejuízo do limite de idade dos deveres militares.[45]

Em tempo de guerra o limite máximo de idade estabelecido para o cumprimento de deveres militares pode ser alterado por lei.

### Pessoal militar permanente e temporário
O pessoal militar das Forças Armadas insere-se em dois grandes grupos: o pessoal permanente (militares de carreira) e o pessoal temporário (pessoal que presta serviço militar apenas durante um período limitado). Em tempo de paz, o pessoal temporário inclui os militares a prestarem serviço efetivo em regime de contrato ou de voluntariado. Em tempo de guerra, ao pessoal temporário acrescenta-se o pessoal a prestar serviço efetivo decorrente de convocação ou mobilização.
O pessoal permanente inclui os cidadãos que escolheram a profissão militar como a sua carreira profissional e forma o Quadro Permanente (QP) das Forças Armadas. A admissão ao QP implica em regra, a frequência e obtenção de grau numa das academias de ensino superior militar no caso dos oficiais ou numa das escolas de formação militar para os não oficiais. Atualmente, o QP de todos os ramos inclui militares das categorias de oficiais, sargentos e praças. Contudo, até 2023, só a Marinha possuía praças do QP.
O pessoal temporário abrange os cidadãos que têm normalmente uma profissão civil, mas que servem as Forças Armadas por tempo limitado , quer por sua decisão voluntária, quer por terem sido convocados ou mobilizados em tempo de guerra. O pessoal temporário pode ser alocado a funções relacionadas diretamente com a sua formação ou profissão civil (ex.: engenheiros, juristas, psicólogos ou pessoal médico) ou pode ser alocado a outras funções militares gerais. O pessoal temporário que presta serviço voluntariamente, inclui militares das categorias de oficiais, sargentos e praças e subdivide-se no que presta serviço em regime de contrato (RC) e em regime de voluntariado (RV). Os militares em RC prestam serviço durante dois a seis anos, depois de terem já prestado serviço em RV. Os militares em RV prestam serviço durante 12 meses, incluindo o período de instrução. Existe também o regime de contrato especial (RCE) com a duração de até 20 anos, destinado ao exercício de determinadas funções militares cuja exigência em termos técnicos e de formação torna desejável uma prestação de serviço mais prolongada. O pessoal em RC pode candidatar-se à admissão ao QP após finalizar o seu tempo de prestação de serviço.

### Hierarquia
De acordo com os seus níveis de responsabilidade e de autoridade, os militares das Forças Armadas encontram-se hierarquicamente divididos em três categorias: oficiais, sargentos e praças. A categoria dos oficiais encontra-se, por sua vez, subdividida em três subcategorias: oficiais generais, oficiais superiores e oficiais subalternos.
Cada categoria ou subcategoria, compreende diversos graus hierárquicos designados "postos". A cada militar é entregue um documento de encarte onde consta o posto que ocupa, o qual, consoante a categoria a que pertença é designado "carta-patente" para oficiais, "diploma de encarte" para sargentos e "certificado de encarte" para praças. A graduação consiste na atribuição de um posto superior a um determinado militar, com carácter excecional e temporário. Coloquialmente, os postos são ocasionalmente referidos como "patentes", mas corretamente este termo deve reservar-se apenas aos postos associados a uma carta-patente ou seja aos postos da categoria de oficial.
São usados dois sistemas tradicionais de nomenclaturas dos diversos postos de cada categoria de militares. O primeiro, com origem no Exército, é usado neste ramo e na Força Aérea. O segundo, de origem naval, é usado na Marinha, exceto para as designações dos postos da classe de sargentos, os quais também seguem atualmente o sistema de nomenclatura do Exército, em substituição do antigo sistema de naval que incluía postos como guardião, contramestre e mestre.

### Quadros especiais
Os diversos quadros de pessoal das Forças Armadas - que agregam todos os militares com a mesma formação inicial e especialidade obtida - designam-se genericamente "quadros especiais" . Cada quadro especial integra um conjunto de lugares distribuídos por categorias e postos. Todos os efetivos do quadro permanente das Forças Armadas integram um determinado quadro especial, normalmente nele permanecendo ao longo da sua carreira. Os quadros especiais têm designações particulares em cada ramo, sendo "classes" na Marinha, "corpo de oficiais generais", "armas" e "serviços" no Exército e "especialidades" Força Aérea.

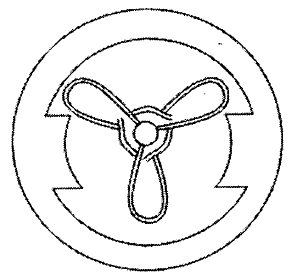
Distintivo da classe de eletromecânicos da Marinha

Na Marinha, as classes de oficiais existentes são as de marinha (M), de engenheiros navais (EN), de administração naval (AN), de fuzileiros (FZ), de médicos navais (MN), de técnicos superiores navais (TSN), de serviço técnico (TS), de técnico de saúde (TS) e de músicos (MUS). As classes de sargentos e praças são as de administrativos (L), de comunicações (C), de condutores mecânicos de automóveis (V), de eletromecânicos (EM), de eletrotécnicos (ET), de fuzileiros (FZ), de manobra (M), de maquinistas navais (MQ), de mergulhadores (U), de músicos (B), de operações (O), de taifa (T) e de técnicos de armamento (A). Os oficiais da classe M são que têm, entre outras funções, a do exercício do comando de unidades navais, sendo os únicos que podem ascender a um posto superior ao de contra-almirante. Os oficiais das classes TSN, ST e TS não podem ascender a um posto superior ao de capitão de mar e guerra e os da classe MUS a um posto superior ao de capitão de fragata.
No Exército, os quadros especiais designam-se "armas" quando agregam militares de especialidades essencialmente combatentes e "serviços" quando agregam militares de especialidades essencialmente logísticas, havendo ainda o "corpo de oficiais generais" que agrega todos os oficiais generais do ramo. O Exército tem assim a particularidade dos seus militares mudarem de quadro especial ao serem promovidos a oficial general. Para oficiais, as armas existentes são as de infantaria (INF), de artilharia (ART), de cavalaria (CAV), de engenharia (ENG) e de transmissões (TM), enquanto que os quadros especiais de serviços são os de administração militar (ADMIL), de material (MAT), de medicina (MED), de farmácia (FARM), de veterinária (VET), de medicina dentária (DENT), de juristas (JUR), superior de apoio (SAP), de técnicos de exploração das transmissões (TEXPTM), de técnicos de manutenção de transmissões (TMANTM), de técnicos de manutenção de material (TMANMAT), técnicos de pessoal e secretariado (TPESSECR), de transportes (TTRANS), de técnicos de saúde (TS) e de chefes de banda de música (CBMUS). Para os sargentos existem as armas de infantaria (INF), de artilharia (ART), de cavalaria (CAV), de engenharia (ENG) e de transmissões (TM) e os serviços de administração militar (ADMIL), de material (MAT), de pessoal e secretariado (PESSEC), de músicos (MUS), de corneteiros (CORN) e de clarins (CLAR). Apenas os oficiais provenientes das armas podem ascender a um posto superior ao de major-general. Os oficiais JUR, SAP, TEXPTM, TMANTM, TMANMAT, TPESSECR, TTRANS e TS não podem ascender a um posto superior ao de coronel e os de CBMUS ao de tenente-coronel.
Na Força Aérea, as especialidades existentes para oficiais são as de pilotos-aviadores (PILAV), de engenheiros aeronáuticos (ENGAER), de engenheiros de aeródromo (ENGAED), de engenheiros eletrotécnicos (ENGEL), de médicos (MED), de administração aeronáutica (ADMAER), de juristas (JUR), de psicólogos (PSI), de navegadores (NAV), de técnicos de operação de comunicações e criptografia (TOCC), de técnicos de operações de meteorologia (TOMET), de técnicos de operações de circulação aérea e radar de tráfego (TOCART), de técnicos de operações de deteção e conduta de interceção (TOCI), de técnicos de manutenção de material aéreo (TMM), de técnicos de manutenção de material terrestre (TMMT), de técnicos de manutenção eletrotécnico (TMMEL), de técnicos de manutenção de armamento e equipamento (TMAEQ), de técnicos de manutenção de infraestrutura (TMI), de técnicos de abastecimento (TABST), de técnicos de informática (TINF), de técnicos de pessoal e apoio administrativo (TPAA), de técnicos de saúde (TS), de polícia aérea (PA) e de chefes de banda de música (CHBM). As especialidades de sargentos e praças são as de operadores de comunicações (OPCOM), de operadores de meteorologia (OPMET), de operadores de circulação aérea e radaristas de tráfego (OPRDET), de operadores de informática (OPINF), de operadores de assistência e socorros (OPSAS), de mecânicos de material aéreo (MMA), de mecânicos de material terrestre (MMT), de mecânicos de eletricidade (MELECT), de mecânicos de eletrónica (MELECA), de mecânicos de eletricidade e instrumentação de avião (MELIAV), de mecânicos de armamento e equipamento (MARME), de abastecimento (ABS), de construção e manutenção de infraestruturas (CMI), de polícia aérea (PA), de secretariado e apoio de serviços (SAS) e de músicos (MUS). Apenas os oficiais PILAV ascender a um posto superior ao de major-general. Os oficiais das especialidades NAV, TOCC, TOMET, TOCART, TOCI, TMM, TMMR, TMMEL, TMAEQ, TMI, TABST, TINF, TPAA, TS e PA não podem ascender a um posto superior ao de coronel e os de CHBM ao de tenente-coronel.

## Uniformes e distintivos
Como é comum na maioria das forças armadas do mundo, cada ramo das Forças Armadas Portuguesas tem o seu próprio regulamento e modelos de uniformes, distinto dos dos restantes ramos. Apesar das diferenças de uniformes, relacionadas com a tradição de cada ramo, existem alguns elementos comuns aos três ramos, sendo de destacar o uso de distintivos de posto quase idênticos (tradição com origem no século XVIII) e a recente adoção de um padrão de camuflado único dos uniformes de campanha.
Cada um dos três ramos tem genericamente três uniformes principais: grande uniforme (designado "uniforme de grande gala" na Marinha), uniforme de representação e serviço e uniforme de campanha (designado "uniforme camuflado" na Marinha). Para além destes, existem outros uniformes, tais como os de jaqueta (correspondente ao smoking civil), os de instrução, os de treino desportivo e os especiais (incluindo de serviço em unidades navais e de tripulação de aeronaves). Quase todos estes uniformes têm diversas variantes, que - através do acrescentamento ou retirada de diversos artigos de fardamento - permitem a sua adaptação para utilização em diversas situações e condições climatéricas. De observar que a designação dos vários uniformes e até a própria nomenclatura dos artigos de fardamento varia de ramo para ramo (como exemplo, o artigo de uniforme chamado "dólmã" no Exército é chamado "casaco" na Força Aérea).

### Os uniformes de cada ramo
Na Marinha, o uniforme de grande gala e o uniforme de representação e serviço (designado "uniforme de cerimónia") seguem de perto os modelos dos uniformes correspondentes da
Royal Navy britânica, enquadrando-se assim no modelo internacional de uniformes navais. Tal como em outras marinhas, existe um uniforme de cerimónia de tempo frio na cor azul ferrete (num tom muito escuro, quase indistinguível do preto) e um uniforme de cerimónia de tempo quente na cor branca, ambos numa versão para oficiais e sargentos e outra versão para praças. A bordo das unidades navais é usado o uniforme de serviço diário, composto por calças e camisa de cor azul escura, com o qual se pode usar boina ou boné de pala (conhecido por "cap"). O uniforme camuflado é usado sobretudo pelos fuzileiros, mas pode também ser usado por outros elementos da Marinha quando apropriado.
O grande uniforme do Exército - de uso exclusivo de oficiais e sargentos - mantém algumas reminiscências dos modelos usados no final do século XIX e início do século XX, sendo da cor azul ferrete, a tradicional cor dos uniformes militares portugueses desde o século XVIII. Os uniforme nº 1 (representação) é constituído por um dólmã de cor cinzenta, calças de cor preta (que substituíram as anteriores calças da mesma cor do dólmã) e boné de pala. Como alternativas ao dólmã e boné de pala, podem ser usadas, respetivamente, peliça e boina. O uniforme nº 2 (serviço) baseia-se no uniforme nº 1, mas é usado sempre com boina e sem dólmã. O antigo uniforme nº 2, introduzido em 1964, descontinuado em 2019 e que foi durante muitos anos o mais associado pelo público ao Exército, era da cor verde oliva. Os uniformes nº 3A (campanha) e nº 3B (guarnição) são feitos em tecido camuflado.
Os uniformes da Força Aérea são análogos aos do Exército, mas diferenciam-se pelo uso da cor azul nos uniformes nº 1 e nº 2. Os uniformes da Força Aérea também se caracterizam pelo uso do bivaque como principal cobertura de cabeça, ao invés da boina usada pelos outros ramos. A boina é apenas usada pelos elementos da Polícia Aérea. Como é tradicional nas forças aéreas, existe um blusão de cabedal castanho, inspirado nos antigos blusões de aviador, para uso opcional com o uniforme nº 2. Entre os ramos, a Força Aérea também é única pelo seu uniforme incluir um espadim, usado como alternativa à espada, em determinadas situações. Os tripulantes das aeronaves, usam o uniforme de tripulante de cor verde.

### Uniformes camuflados
As Forças Armadas Portuguesas adotaram como padrão de camuflagem comum aos uniformes dos três ramos, o modelo designado "multiterreno", o qual se encontra em implementação, substituindo gradualmente o anterior padrão DPM.
Os uniformes camuflados fazem parte da identidade das Forças Armadas Portuguesas, tendo estas - no início da década de 1960 - sido das primeiras do mundo a deixar de restringir o uso de camuflado apenas aos integrantes de unidades especiais e a generalizar o seu uso a todos os seus militares. O primeiro uniforme camuflado foi adotado em 1956 pelas tropas paraquedistas da Força Aérea, baseando-se no modelo dos paraquedistas franceses TAP47 (conhecido internacionalmente por "padrão lagarto horizontal"), seguindo-se a sua adoção pelos caçadores especiais do Exército em 1960 e pelos fuzileiros navais em 1961. Com o início da Guerra do Ultramar, o Exército alargou o uso de uniforme camuflado a todos os seus militares em 1961, sendo nisso seguido pelos restantes ramos. Em 1964, foi introduzido um padrão especificamente português de camuflado, designado m/63 (conhecido internacionalmente como "padrão lagarto vertical"), que se manteve em uso até meados da década de 1990. Além do uso pelas Forças Armadas Portuguesas, o camuflado m/63 alcançou sucesso fora do país, sendo adotado ou servindo de modelo aos camuflados de forças militares de diversos países do mundo. Na década de 1990, o Exército deixou de usar o camuflado português m/64, substituindo-o por um novo padrão baseado no camuflado britânico DPM (padrão disruptivo), que acabou por ser mais tarde adotado também pela Marinha. A Força Aérea adotou o camuflado americano M81 Woodland (floresta) no final da década de 1990, mas acabou por adotar também o padrão DPM no início da década de 2010. No final de 2018, o Exército iniciou o uso experimental do novo equipamento individual para o soldado de infantaria, no âmbito do projeto "Sistemas de Combate do Soldado", que incluía um uniforme de campanha com o novo padrão camuflado designado "multiterreno", desenvolvido em Portugal, com base no padrão britânico MTP. Em 2019, o padrão multiterreno foi adotado oficialmente para os novos uniformes de campanha e de guarnição do Exército, tendo também sido decidida a sua implementação gradual nos restantes ramos das Forças Armadas.

### Boinas
Todos os militares da Marinha e do Exército e os membros da Polícia Aérea da Força Aérea fazem uso de boina, cuja cor identifica a sua especialidade. As boinas militares portuguesas caracterizam-se por terem tradicionalmente uma fita com duas pontas pendentes, cujas cores têm um simbologia própria. Na Marinha são usados dois modelos de boina, um de cor azul escuro com fita de pontas pendentes pretas, para uso dos fuzileiros e o outro de cor azul naval (azul cobalto) com fita de pontas pendentes azul e branca, para uso dos restantes militares da Marinha. Os militares do Exército usam genericamente uma boina de cor preta com fita de pontas pendentes verde e vermelha (até 2018, a boina genérica do Exército era castanha, sendo a preta usada apenas pela arma de cavalaria). Os militares com a especialidade de comandos, de operações especiais e de paraquedistas - quando integrados em unidades deste tipo e em algumas outras ocasiões - estão autorizados a usar as respetivas boinas, respetivamente, de cor vermelha com fitas pretas, de cor verde seco com fitas verde seco e vermelha e de cor verde com fitas pretas. Na Força Aérea, os militares com a especialidade de Polícia Aérea fazem uso de uma boina azul claro, com fita de pontas pendentes pretas, sendo que os militares de todas as restantes especialidades fazem uso de bivaque.
O uso de boina foi introduzido nas Forças Armadas Portuguesas em 1956, com a adoção de uma boina de cor verde (de um tom oficialmente designado "verde caçador-paraquedista") pelas tropas paraquedistas. O seu uso foi alargado em 1960 aos caçadores especiais do Exército, que adotaram uma boina castanha (inspirada na cor das fardas dos caçadores portugueses da Guerra Peninsular) e de seguida aos fuzileiros navais, que adotaram uma boina da cor dos uniformes azuis da Marinha e à Polícia Aérea que adotou uma boina da cor azul claro. Em 1961, o uso de boina castanha foi alargado a todos os militares do Exército, prevendo-se contudo que, transitoriamente, algumas armas e serviços usassem boinas pretas, que existiam então em stock. Em teoria, a cor das fitas das boinas variaria conforme a arma ou serviço, mas na prática acabaram por ser atribuídas boinas com as fitas da infantaria (verde e vermelha) a todos os militares do Exército. Durante a Guerra do Ultramar, algumas unidades de comandos adotaram informalmente o uso de boinas de cor vermelha (cor já então associada aos comandos) e outras de boinas camufladas, prática que foi contudo expressamente proibida pelo ministro do Exército em novembro de 1965, reforçando o uso exclusivo de boina castanha no Exército. O uso de boina de cor vermelha (referida como "vermelha púrpura") pelos comandos acabou contudo por ser oficialmente autorizado em julho de 1974. A arma de cavalaria também viria a adotar uma boina distinta, de cor preta e com fita de pontas pendentes vermelha e amarela (cores de fita que haviam sido previstas para as boinas de cavalaria em 1961). Algumas unidades irregulares portuguesas na Guerra do Ultramar usaram também boinas com cores particulares, como as amarelas e as grenás usadas, respetivamente, pelos grupos especiais e grupos especiais paraquedistas de Moçambique. As tropas de operações especiais do Exército, recriadas na década de 1980 adotaram uma boina de cor verde seco. Em 2018, o Exército descontinuou o uso da tradicional boina castanha, adotando a boina de cor preta para uso genérico de todos os militares (exceto comandos, operações especiais e paraquedistas).

### Distintivos de posto
Apesar do uso de uniformes distintos, os três ramos das Forças Armadas têm sistemas de distintivos de postos quase idênticos entre si. Genericamente, consistem em estrelas para os postos de oficial general, em galões direitos para os restantes oficiais, num escudo nacional para os sargentos superiores e em divisas (galões angulares) para os restantes sargentos e praças. Em alguns uniformes da Marinha e do Exército, os oficiais generais usam também galões (mais largos que os dos restantes oficiais) como distintivos de posto. Os galões colocados nos topos dos distintivos dos oficiais da Marinha formam o tradicional nó naval. Para além dos distintivos de postos usados no uniforme, existe ainda uma insígnia específica para o posto de marechal do Exército e da Força Aérea, consistindo num bastão. Estão previstos específicos para oficiais generais que exerçam os cargos de Presidente da República e de chefe do Estado-Maior-General das Forças Armadas, que consistem, respetivamente em seis e quatro estrelas douradas.
Nos casacos, dólmãs e artigos de uniforme análogos de cerimónia e de representação, as estrelas e galões de oficial e o escudo nacional de sargento superior são tradicionalmente usados nos canhões, sendo as divisas de sargento e praça usadas no braço. Na maioria dos restantes uniformes, os distintivos de posto são geralmente colocados em passadeiras amovíveis usadas enfiadas nas platinas dos ombros. Estas passadeiras são tradicionalmente da cor azul ferrete, mas podem ser também em padrão camuflado quando usadas no uniforme correspondente.
No século XVIII, Portugal foi um dos primeiros países do mundo a estabelecer um sistema de distintivos, para uso no próprio uniforme, que identificasse cada um dos diversos postos existentes no seu Exército e Marinha. Até então, as insígnias de posto não eram usadas no uniforme e consistiam em bastões para os oficiais generais e em diversos tipo de armas de fuste para os restantes oficiais e sargentos. O primeiro sistema foi estabelecido em 1761, sendo já comum para o Exército e Marinha e baseando-se já no uso de galões como distintivos dos postos de oficiais, que eram então usados como guarnições das casacas e vestias dos uniformes. O sistema de distintivos como existe atualmente é essencialmente o estabelecido em 1911.

## Associativismo
Associações militares e civis conexas às Forças Armadas:
- Liga dos Combatentes.[58]
- Associação de Oficiais das Forças Armadas - AOFA;[59]
- ANS - Associação Nacional de Sargentos;[60]
- Associação de Amigos das Forças Armadas Portuguesas - AFA.[61]

## Galeria

Militares e equipamentos das Forças Armadas Portuguesas
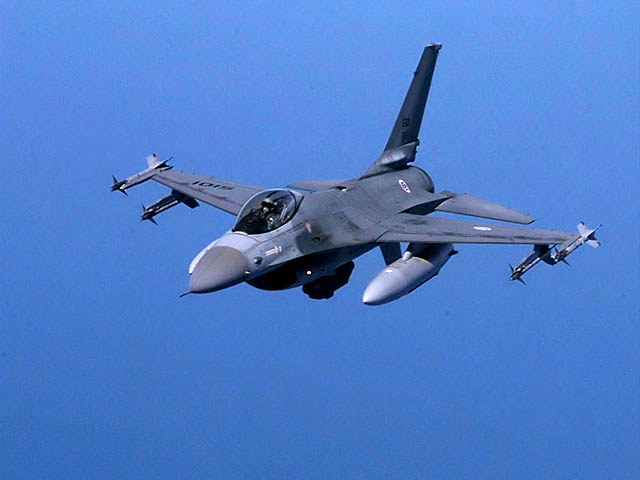
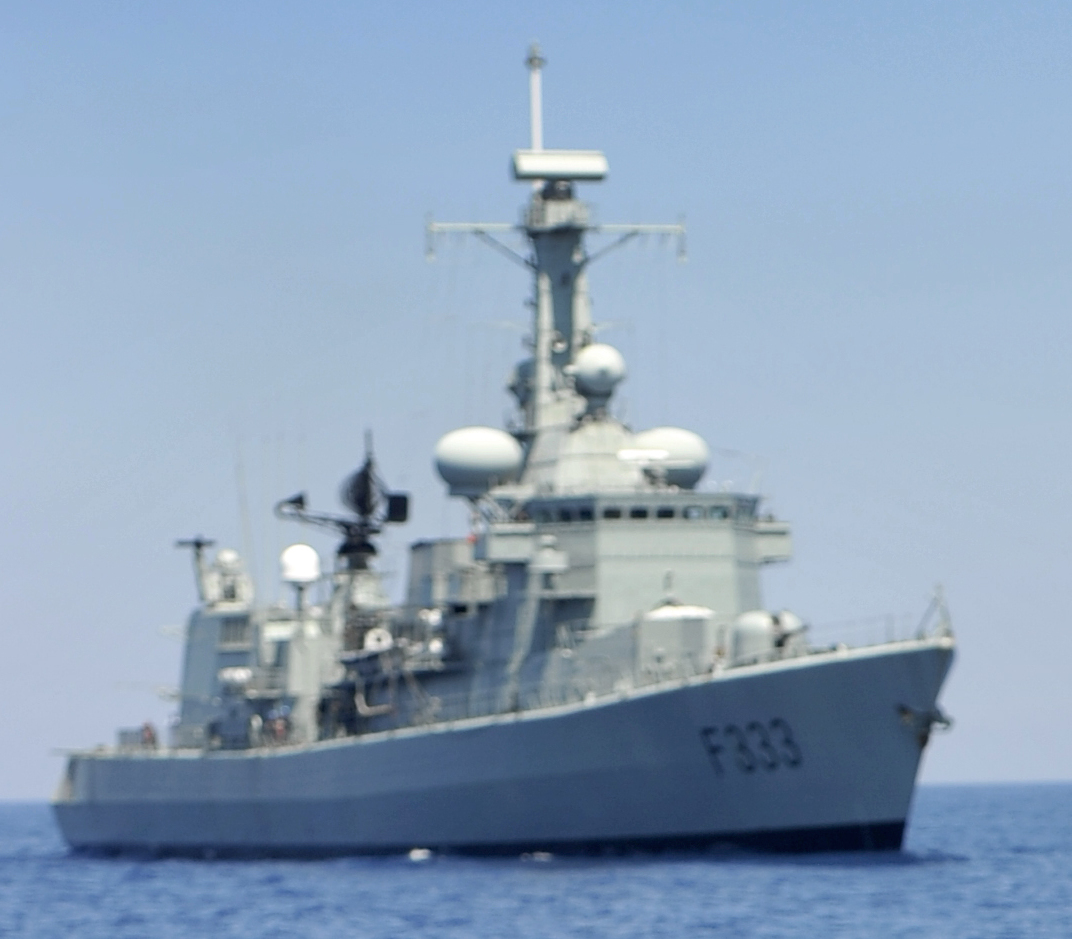
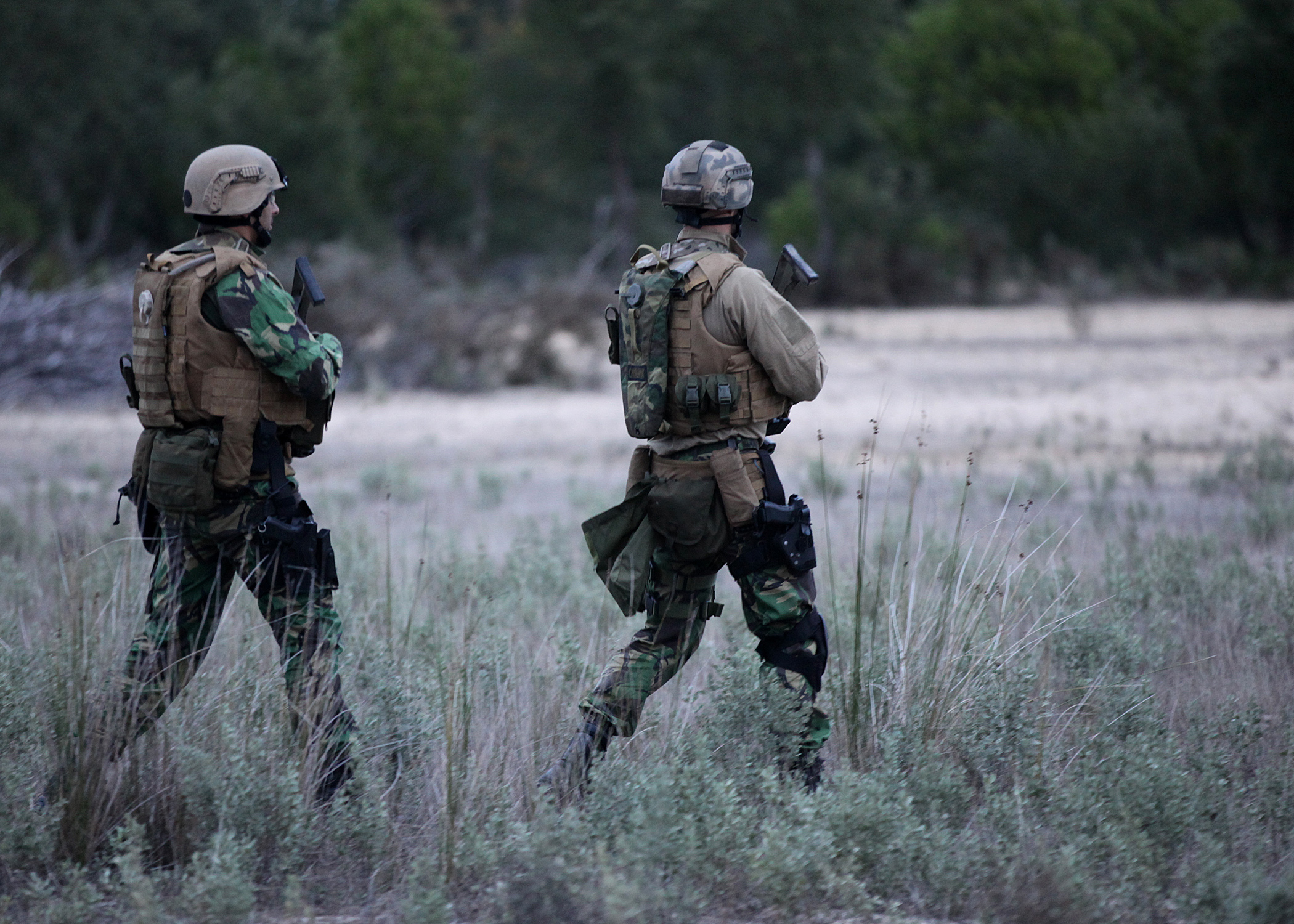
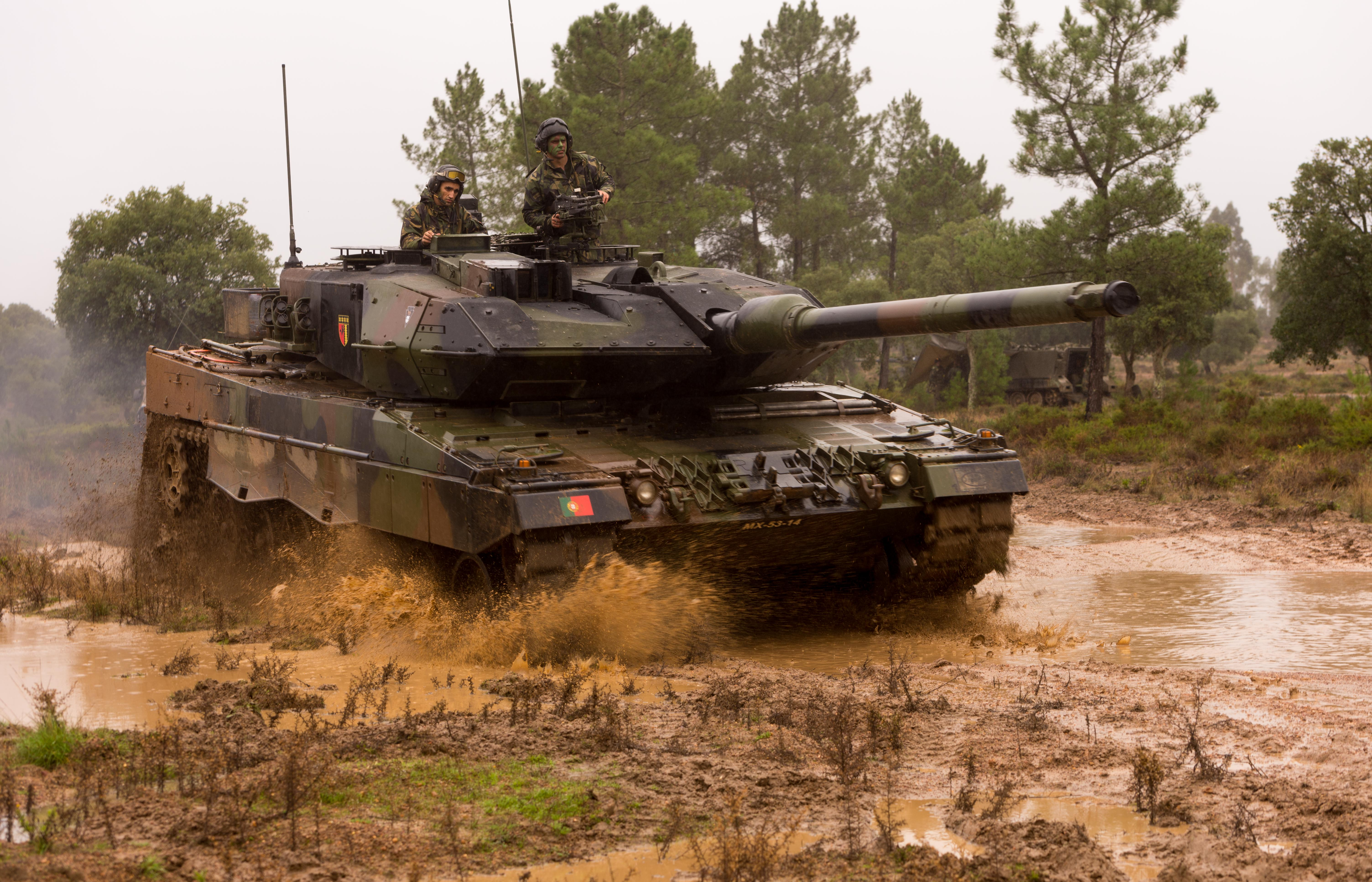
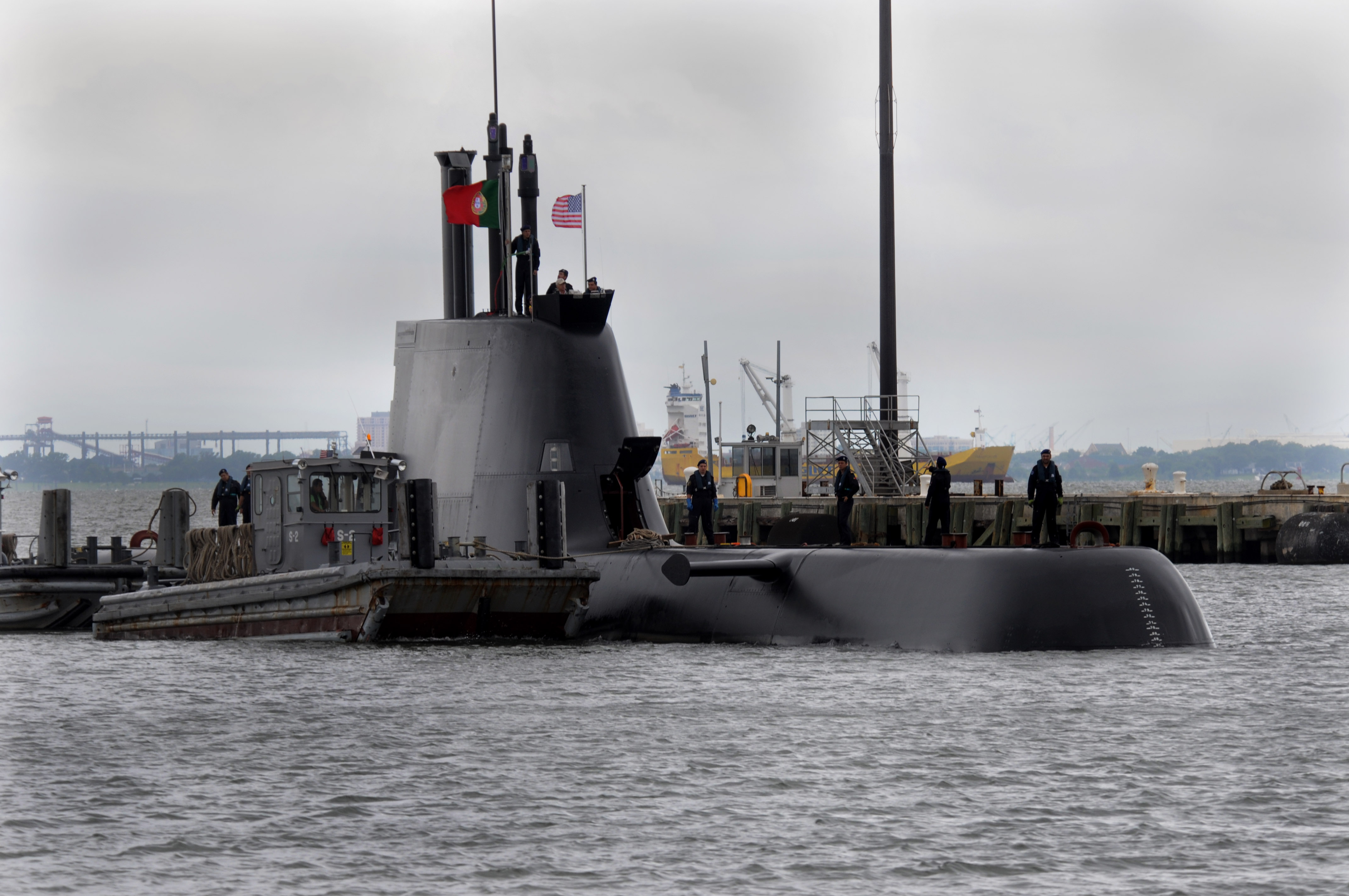
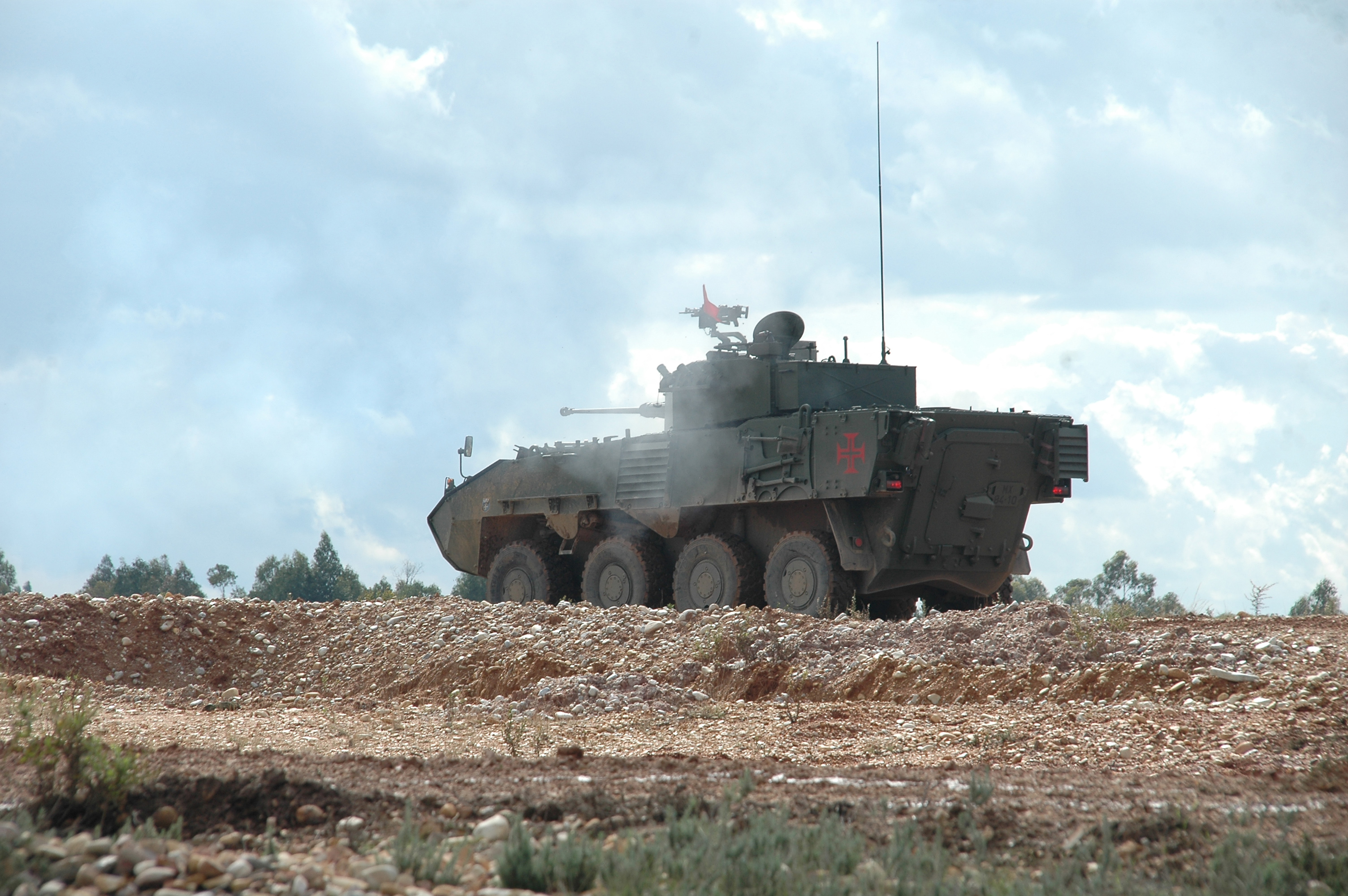
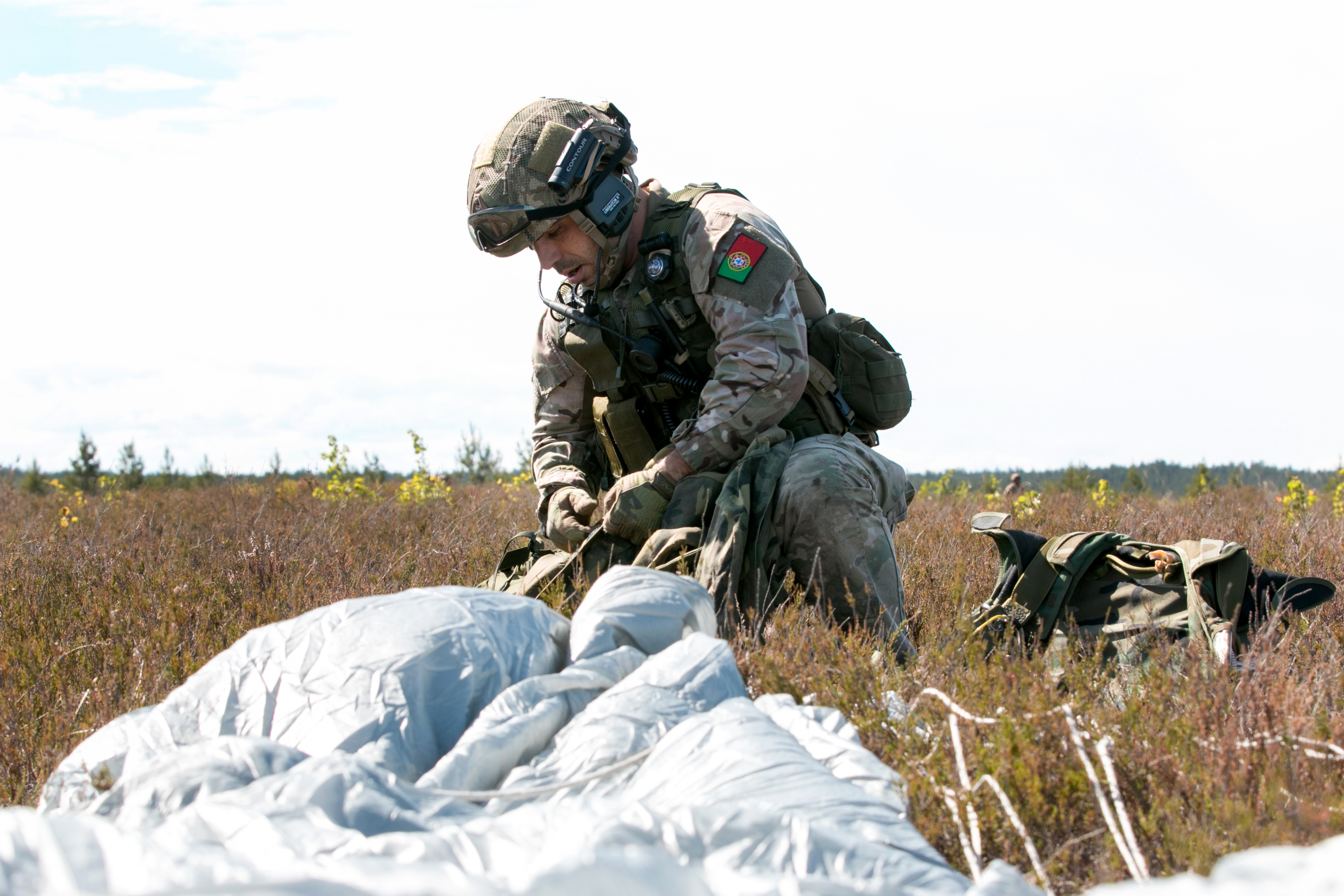
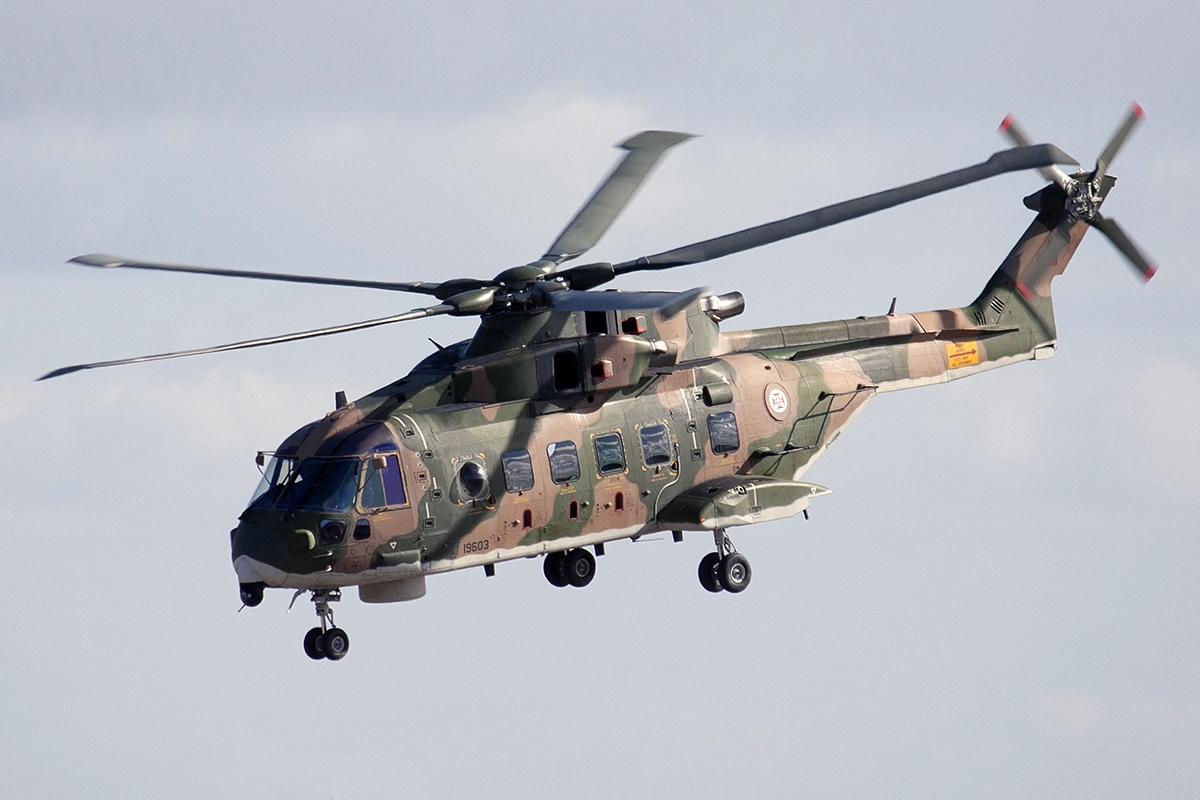